# Xylophanes
Xylophanes là một chi bướm đêm thuộc họ Sphingidae.

## Các loài
- Xylophanes acrus - Rothschild & Jordan 1910
- Xylophanes adalia - (Druce 1881)
- Xylophanes aglaor - (Boisduval 1875)
- Xylophanes alexandrei - Haxaire & Vaglia, 2009
- Xylophanes alvarezsierrai - Alvarez Corral, 2001
- Xylophanes amadis - (Stoll 1782)
- Xylophanes anubus - (Cramer 1777)
- Xylophanes aristor - (Boisduval 1870)
- Xylophanes barbuti - Haxaire & Eitschberger, 2007
- Xylophanes belti - (Druce 1878)
- Xylophanes bilineata - Gehlen, 1928
- Xylophanes blanca - Eitschberger, 2001
- Xylophanes ceratomioides - (Grote & Robinson 1867)
- Xylophanes chiron - (Drury, 1773)
  - Xylophanes chiron cubanus - Rothschild & Jordan, 1906
  - Xylophanes chiron lucianus - Rothschild & Jordan, 1906
  - Xylophanes chiron nechus - (Cramer, 1777)
- Xylophanes clarki - Ramsden 1921
- Xylophanes colinae - Haxaire 1994
- Xylophanes columbiana - Clark 1935
- Xylophanes cosmius - Rothschild & Jordan 1906
- Xylophanes crenulata - Vaglia & Haxaire, 2009
- Xylophanes crotonis - (Walker 1856)
- Xylophanes cyrene - (Druce 1881)
- Xylophanes damocrita - (Druce 1894)
- Xylophanes depuiseti - (Boisduval 1875)
- Xylophanes docilis - (Butler 1875)
- Xylophanes dolius - (Rothschild & Jordan 1906)
- Xylophanes elara - (Druce 1878)
- Xylophanes epaphus - (Boisduval 1875)
- Xylophanes eumedon - (Boisduval 1875)
- Xylophanes falco - (Walker 1856)
- Xylophanes fassli - Gehlen, 1928
- Xylophanes fernandezi - Chacin, Clavijo & De Marmels 1996
- Xylophanes ferotinus - Gehlen 1930
- Xylophanes fosteri - Rothschild & Jordan 1906
- Xylophanes furtadoi - Haxaire, 2009
- Xylophanes fusimacula - (R Felder 1874)
- Xylophanes germen - (Schaus 1890)
  - Xylophanes germen yurakano - Lichy, 1945
- Xylophanes godmani - (Druce 1882)
- Xylophanes guianensis - (Rothschild 1894)
- Xylophanes gundlachii - (Herric-Schaffer 1863)
- Xylophanes hannemanni - Closs 1917
  - Xylophanes hannemanni pacifica - Cadiou & Haxaire, 1997
- Xylophanes haxairei - Cadiou 1985
- Xylophanes huloti - Haxaire & Vaglia, 2008
- Xylophanes hydrata - Rothschild & Jordan 1903
- Xylophanes indistincta - Closs 1915
- Xylophanes irrorata - (Grote 1865)
- Xylophanes isaon - (Boisduval 1875)
- Xylophanes jamaicensis - Clark 1935
- Xylophanes jordani - Clark 1916
- Xylophanes josephinae - Clark 1920
- Xylophanes juanita - Rothschild & Jordan 1903
- Xylophanes kaempferi - Clark 1931
- Xylophanes katharinae - Clark 1931
- Xylophanes kiefferi - Cadiou 1995
- Xylophanes lamontagnei - Vaglia & Haxaire, 2007
- Xylophanes letiranti - Vaglia & Haxaire, 2003
- Xylophanes libya - (Druce 1878)
- Xylophanes lichyi - Kitching & Cadiou 2000
- Xylophanes lissyi - Eitschberger, 2001
- Xylophanes loelia - (Druce 1878)
- Xylophanes macasensis - Clark 1922
- Xylophanes maculator - (Boisduval 1875)
- Xylophanes marginalis - Clark 1917
- Xylophanes media - Rothschild & Jordan 1903
- Xylophanes meridanus - Rothschild & Jordan 1910
- Xylophanes mineti - Haxaire & Vaglia, 2004
  - Xylophanes mineti boliviana - Haxaire & Vaglia, 2004
- Xylophanes mirabilis - Clark 1916
- Xylophanes monzoni - Haxaire & Eitschberger, 2003
- Xylophanes mossi - Clark, 1917
- Xylophanes mulleri - Clark 1920
- Xylophanes nabuchodonosor - Oberthur 1904
- Xylophanes neoptolemus - (Cramer 1780)
- Xylophanes norfolki - Kernbach 1962
- Xylophanes obscurus - Rothschild & Jordan 1910
- Xylophanes ockendeni - Rothschild 1904
  - Xylophanes ockendeni sensu - Eitschberger, 2001
- Xylophanes pearsoni - Soares & Motta, 2002
- Xylophanes pistacina - (Boisduval 1875)
- Xylophanes ploetzi - (Moschler 1876)
- Xylophanes pluto - (Fabricius 1777)
- Xylophanes porcus - (Hubner 1823)
  - Xylophanes porcus continentalis - Rothschild & Jordan, 1903
- Xylophanes porioni - Cadiou, 2000
- Xylophanes pyrrhus - Rothschild & Jordan 1906
- Xylophanes resta - Rothschild & Jordan 1903
- Xylophanes rhodina - Rothschild & Jordan 1903
- Xylophanes rhodocera - (Walker 1856)
- Xylophanes rhodochlora - Rothschild & Jordan 1903
- Xylophanes rhodotus - Rothschild 1904
- Xylophanes robinsonii - (Grote 1865)
- Xylophanes rothschildi - (Dognin 1895)
- Xylophanes rufescens - (Rothschild 1894)
- Xylophanes sarae - Haxaire 1989
- Xylophanes schausi - (Rothschild 1894)
  - Xylophanes schausi serenus - Rothschild & Jordan, 1910
- Xylophanes schreiteri - Clark 1923
- Xylophanes schwartzi - Haxaire 1992
- Xylophanes staudingeri - (Rothschild 1894)
- Xylophanes suana - (Druce 1889)
- Xylophanes tersa - (Linnaeus 1771)
  - Xylophanes tersa chaconi - De Marmels, Clavijo & Chacín, 1996
- Xylophanes thyelia - (Linnaeus 1758)
  - Xylophanes thyelia salvini - (Druce, 1878)
- Xylophanes titana - (Druce 1878)
- Xylophanes turbata - (Edwards 1887)
- Xylophanes tyndarus - (Boisduval 1875)
- Xylophanes undata - Rothschild & Jordan 1903
- Xylophanes vagliai - Haxaire, 2003
- Xylophanes virescens - (Butler, 1875)
- Xylophanes xylobotes - (Burmeister 1878)
- Xylophanes zurcheri - (Druce 1894)

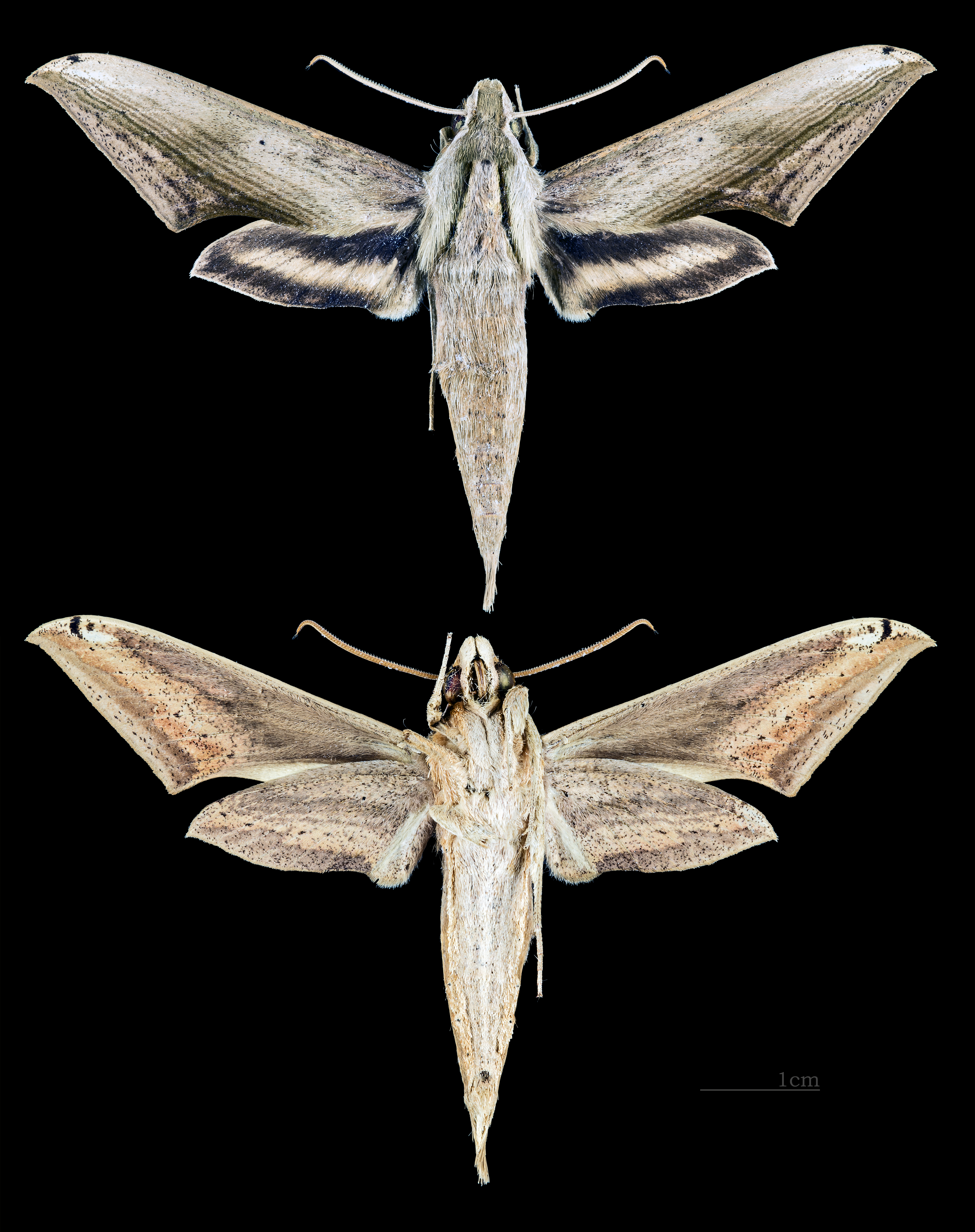
Xylophanes aglaor
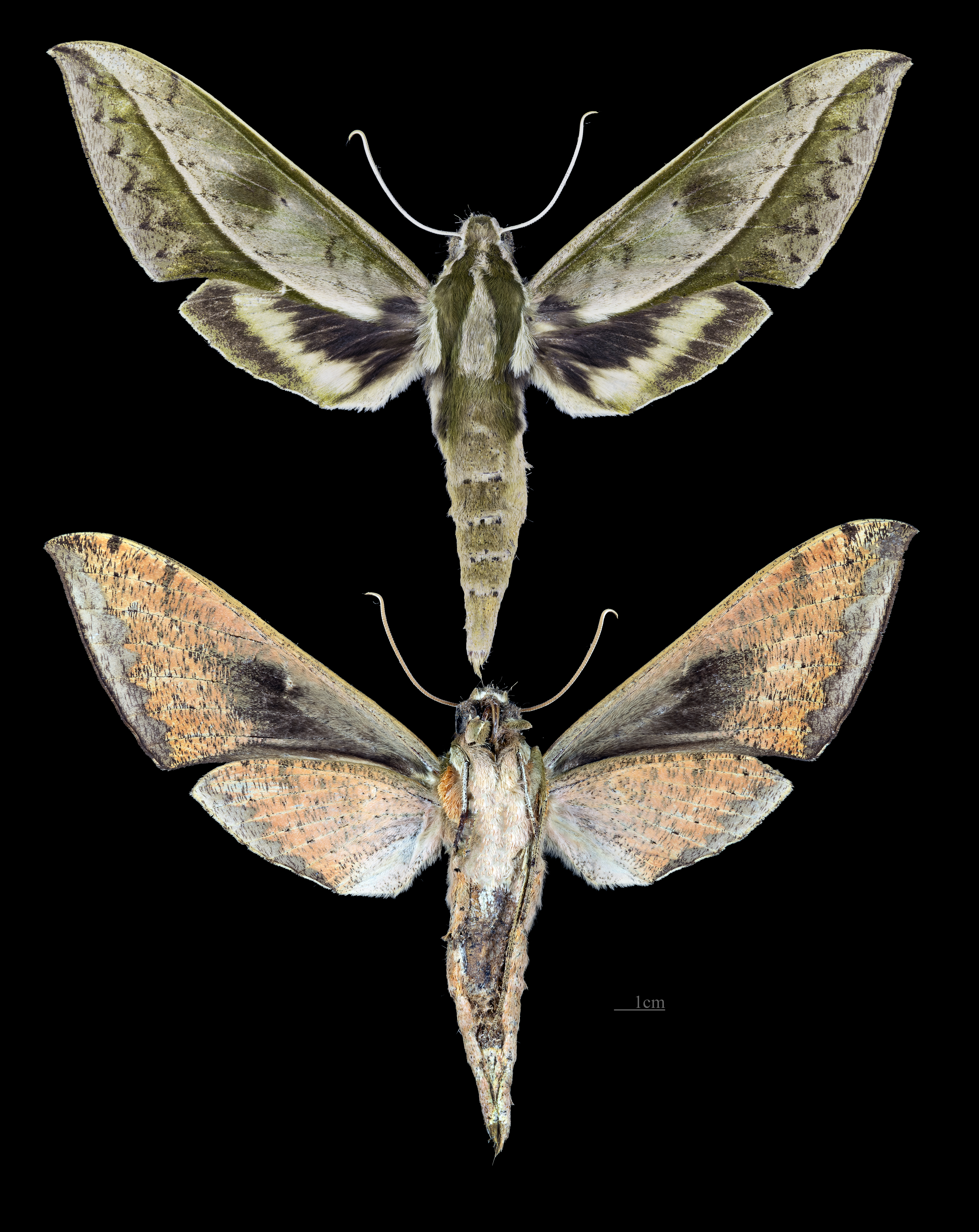
Xylophanes amadis
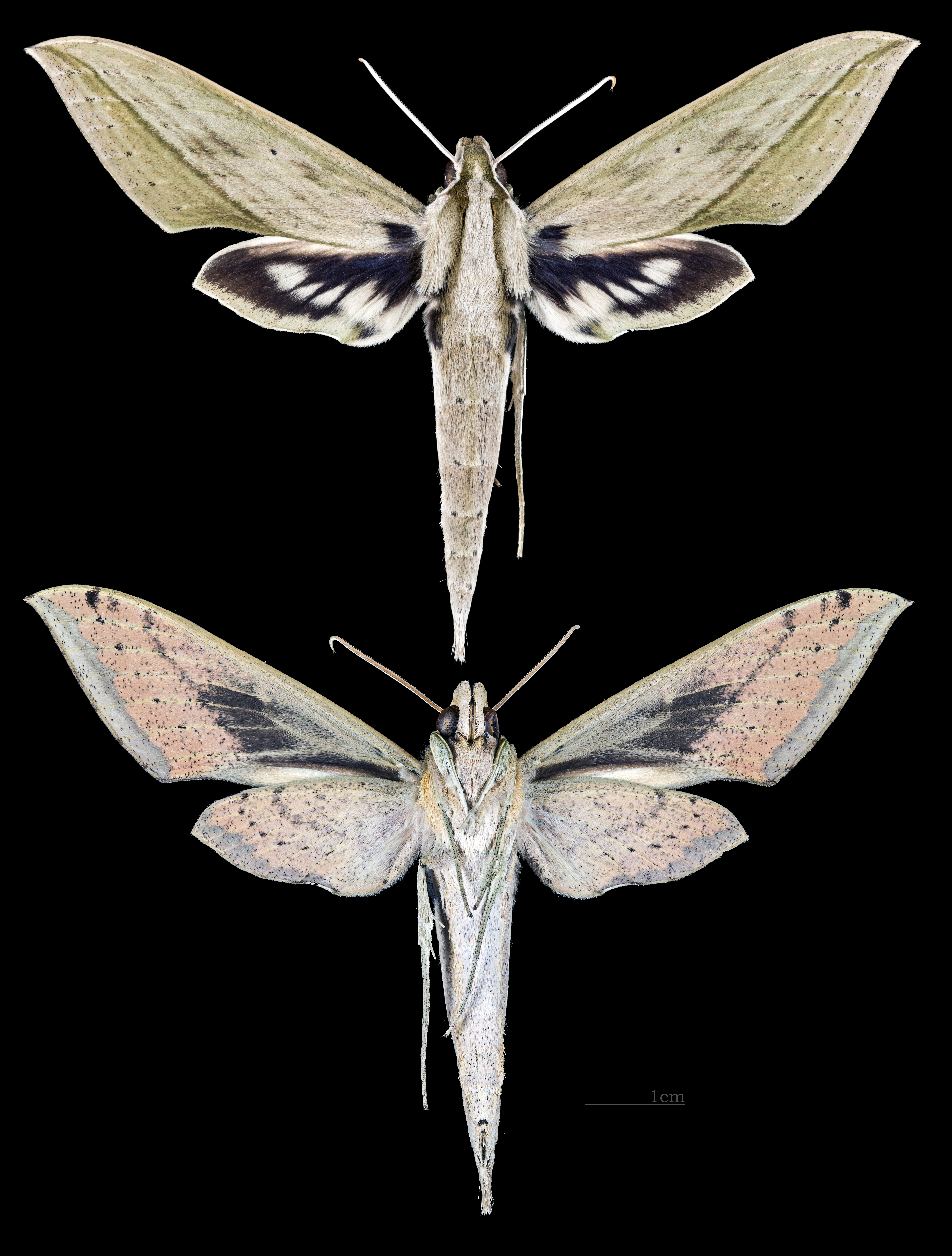
Xylophanes anubus
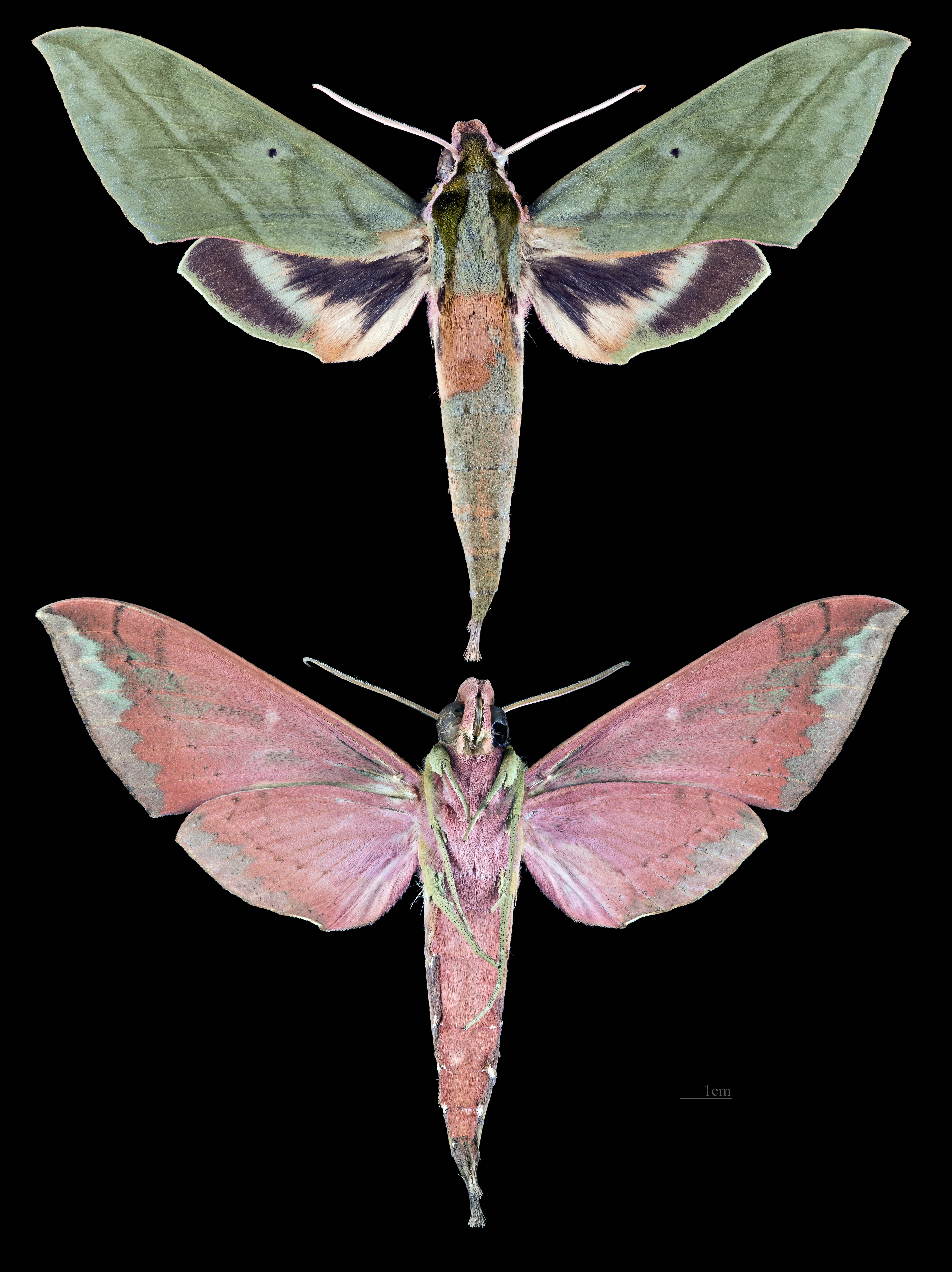
Xylophanes belti
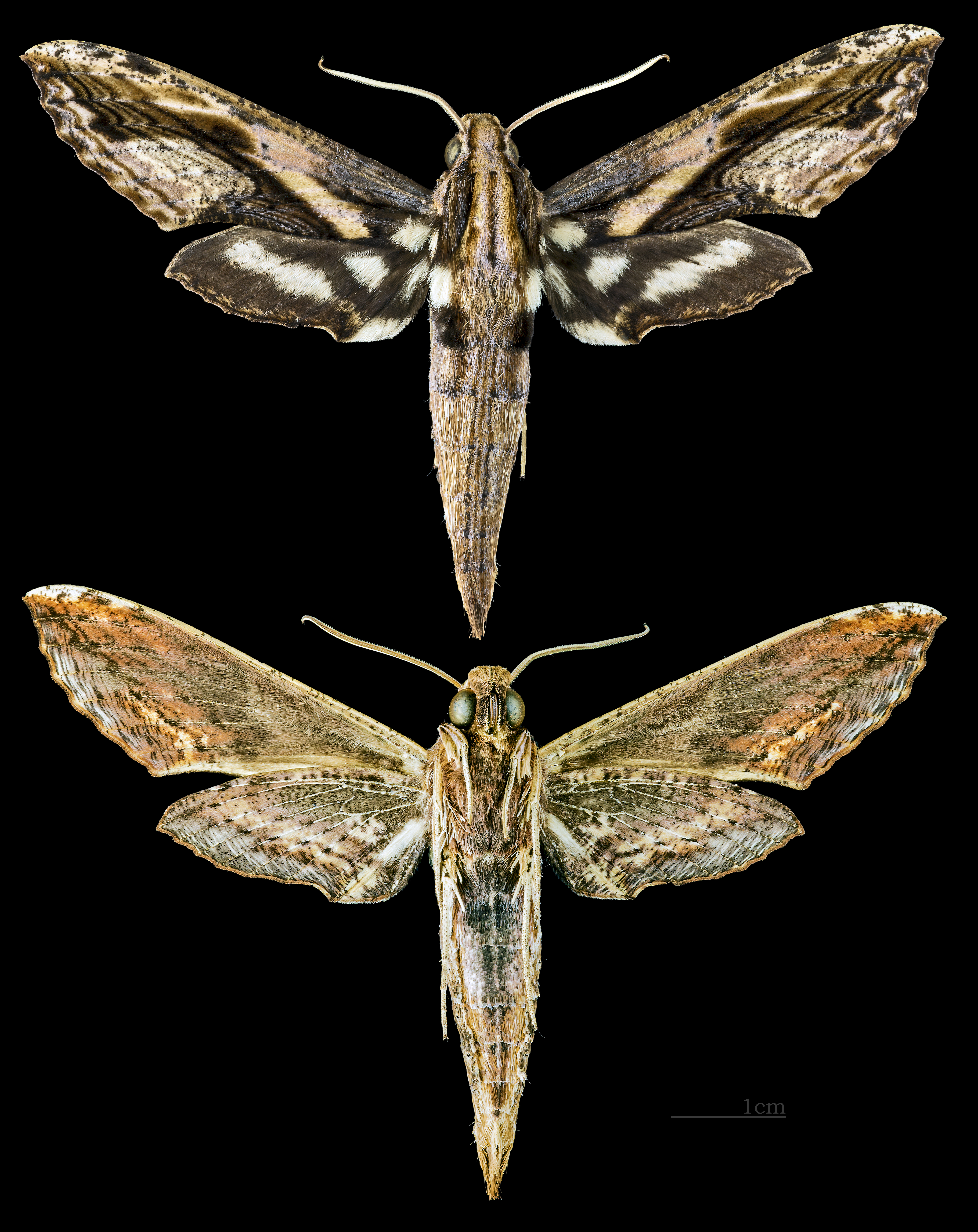
Xylophanes ceratomioides
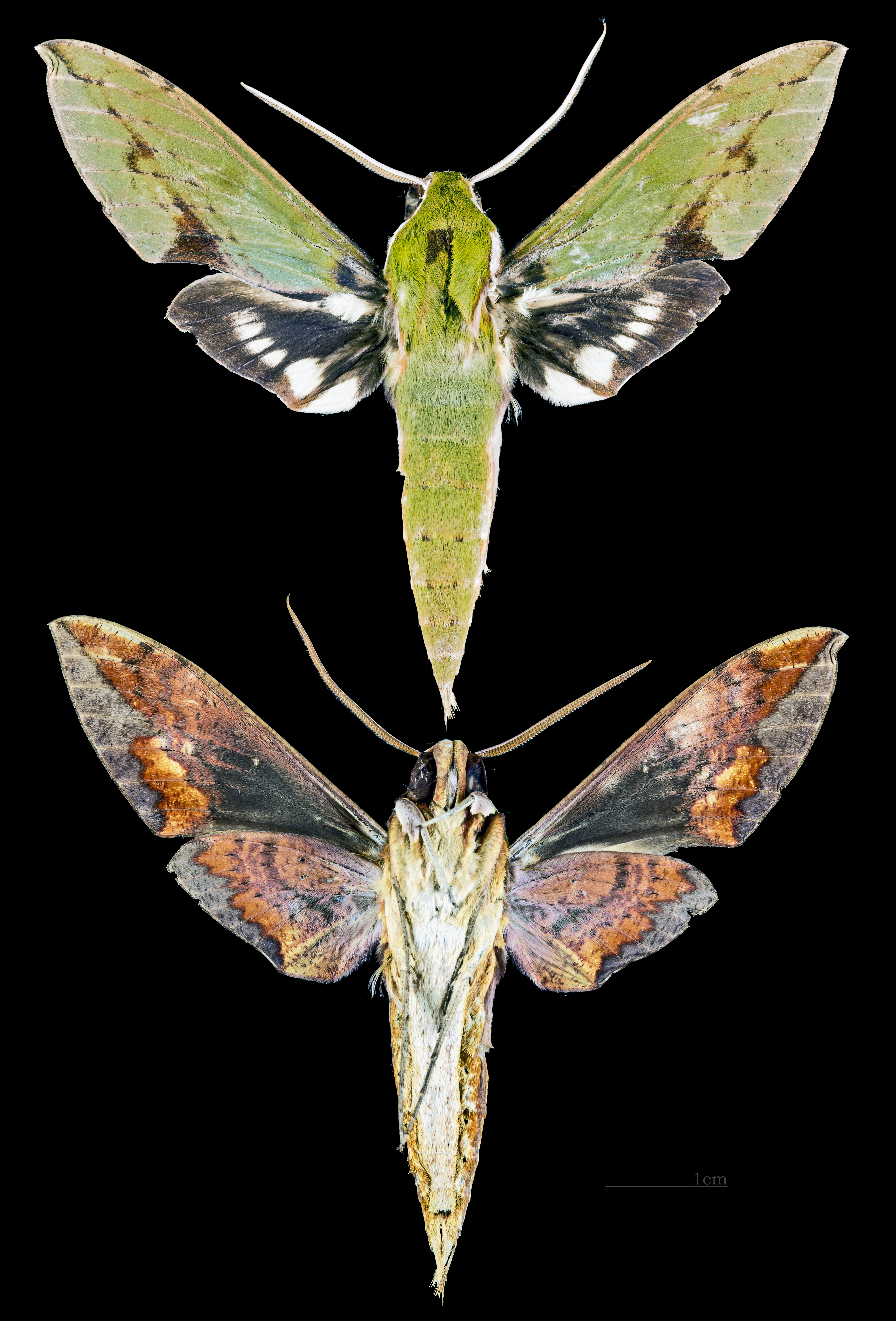
Xylophanes chiron
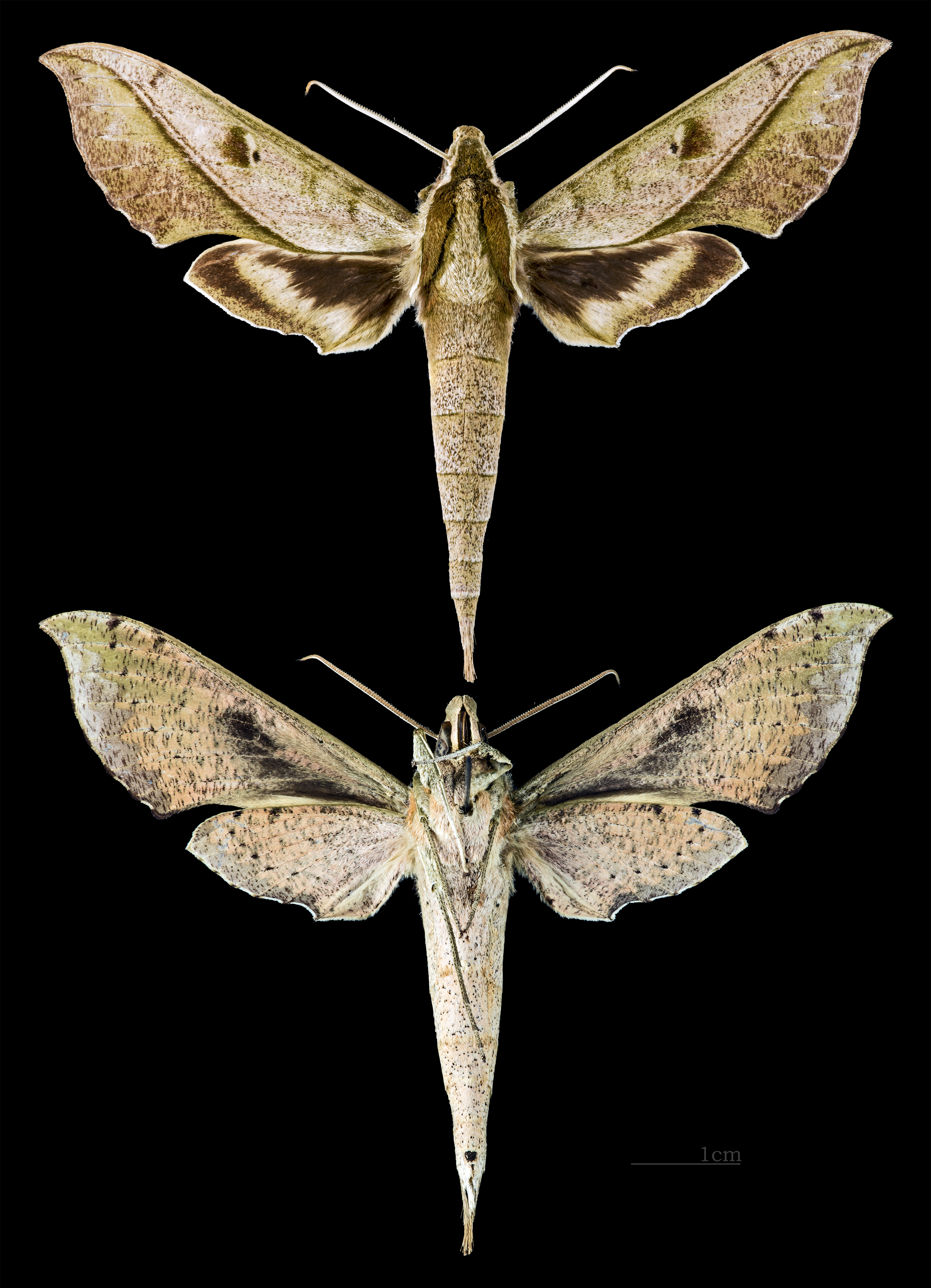
Xylophanes cosmius
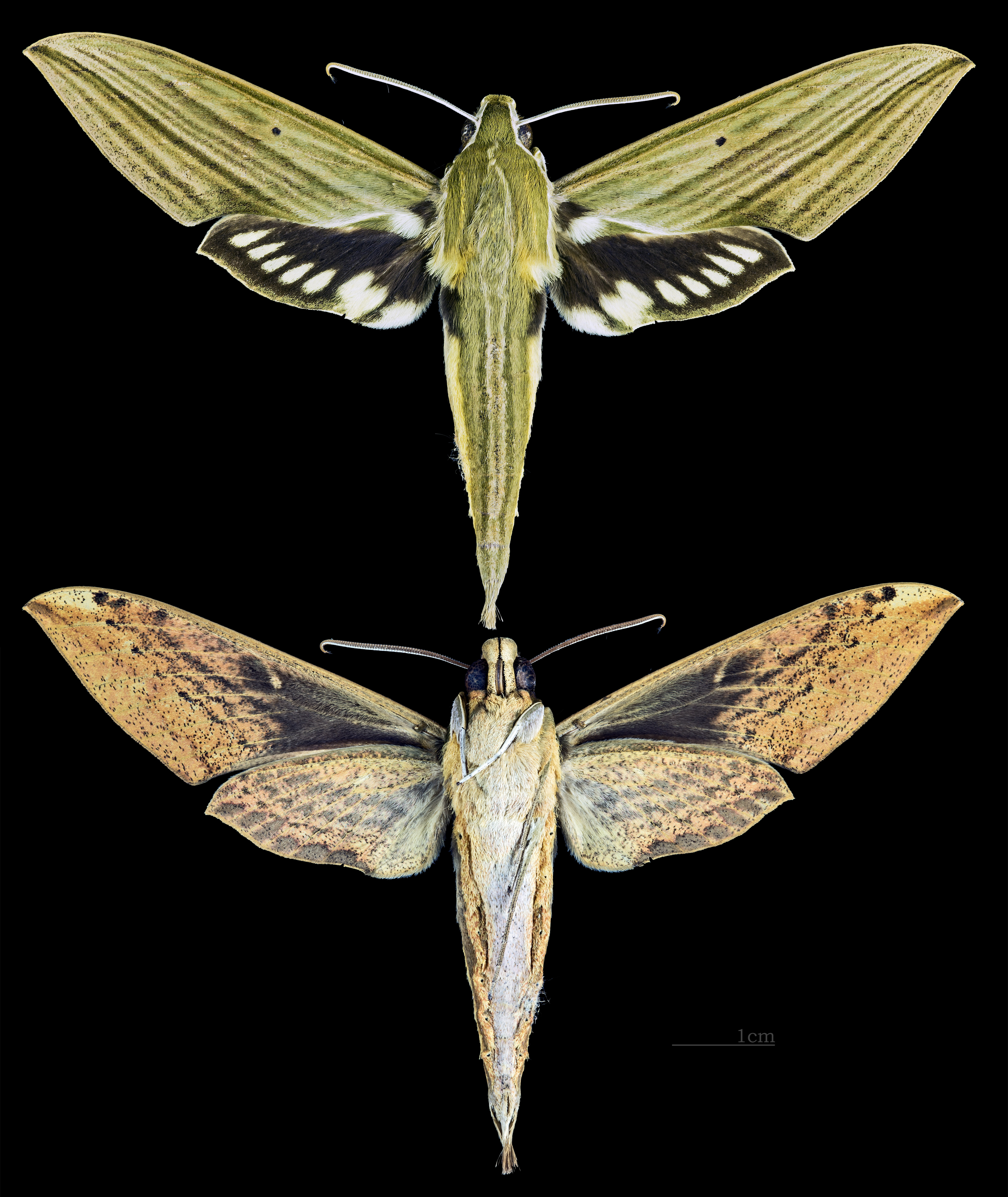
Xylophanes crotonis
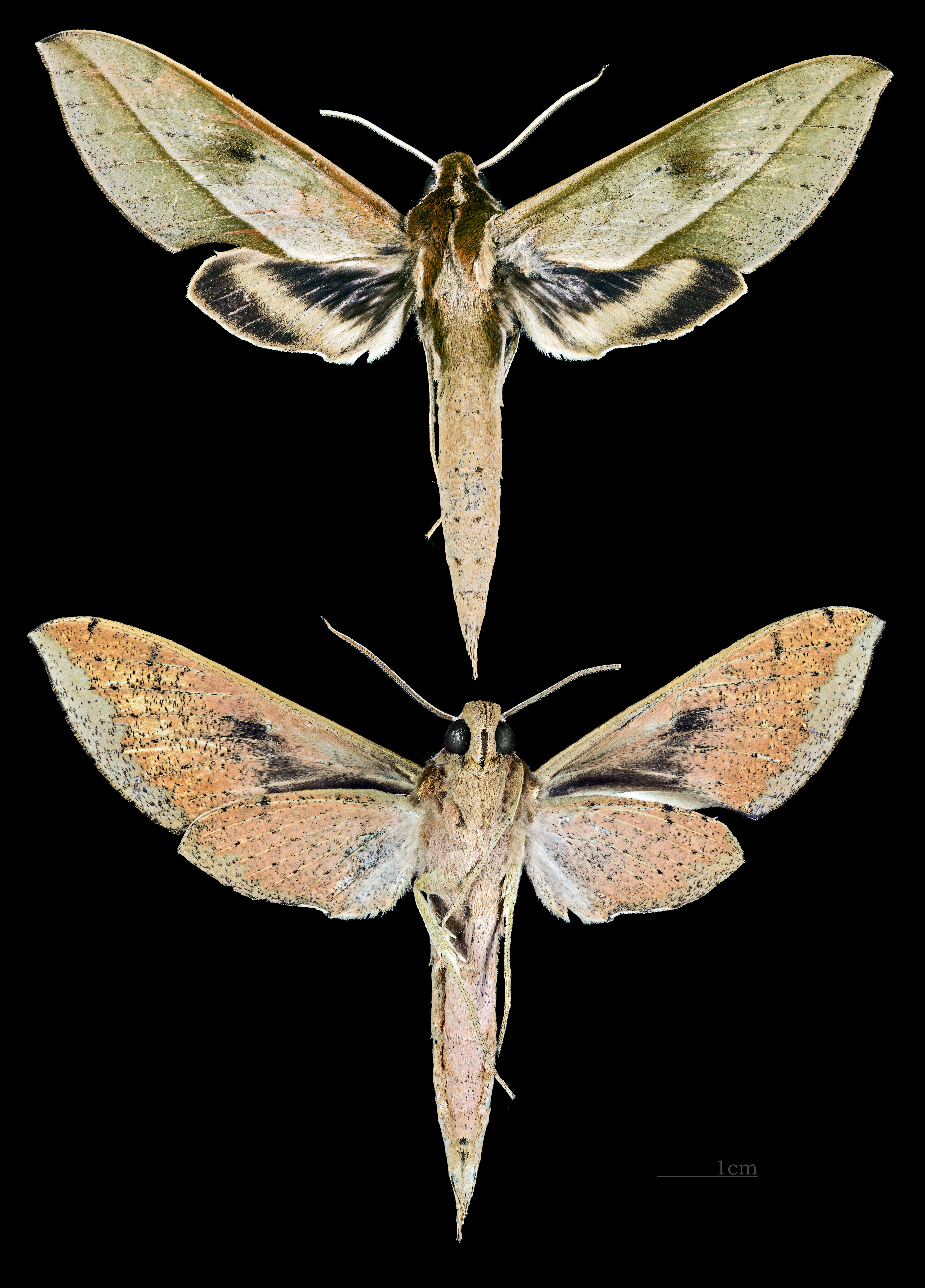
Xylophanes cyrene
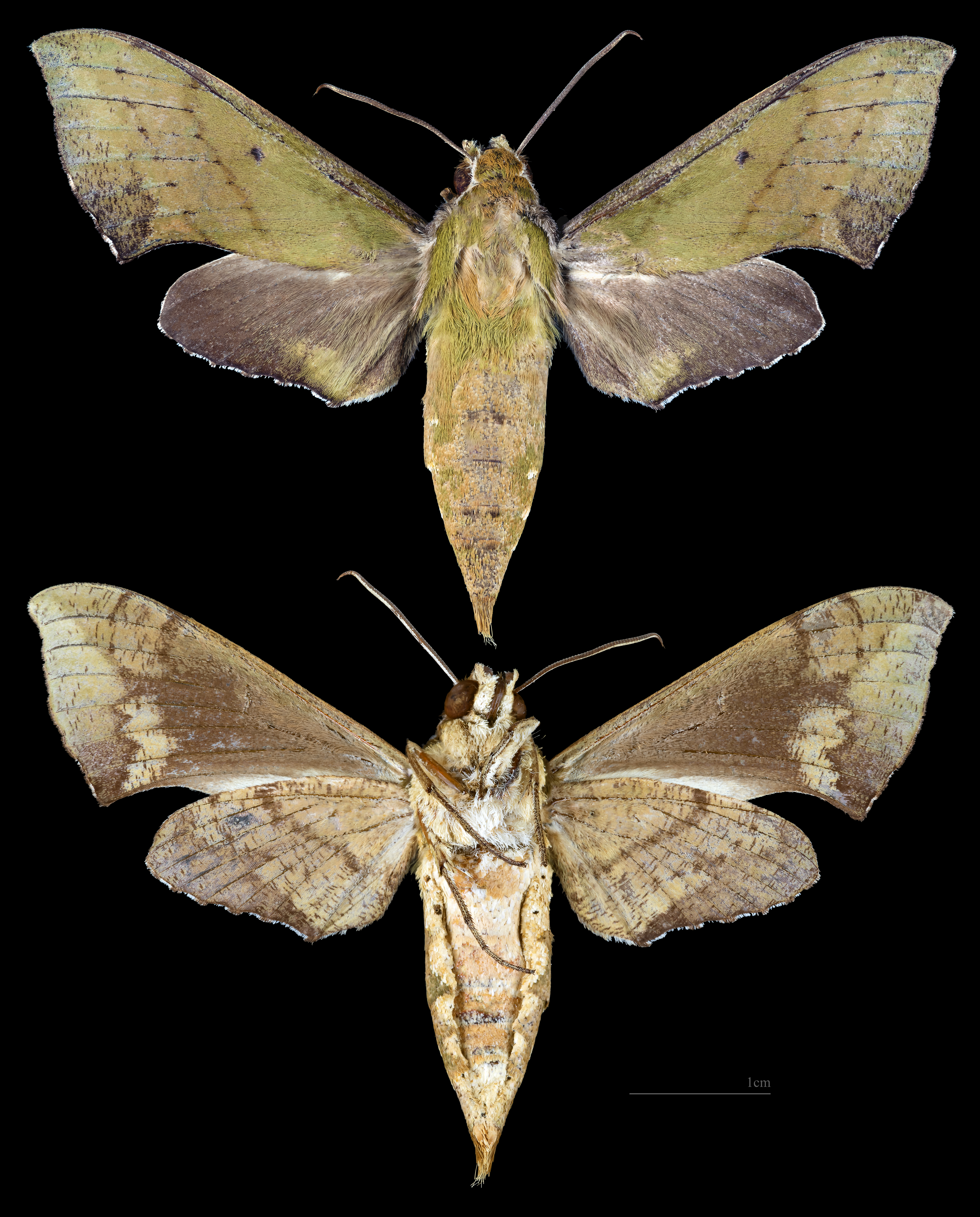
Xylophanes depuiseti
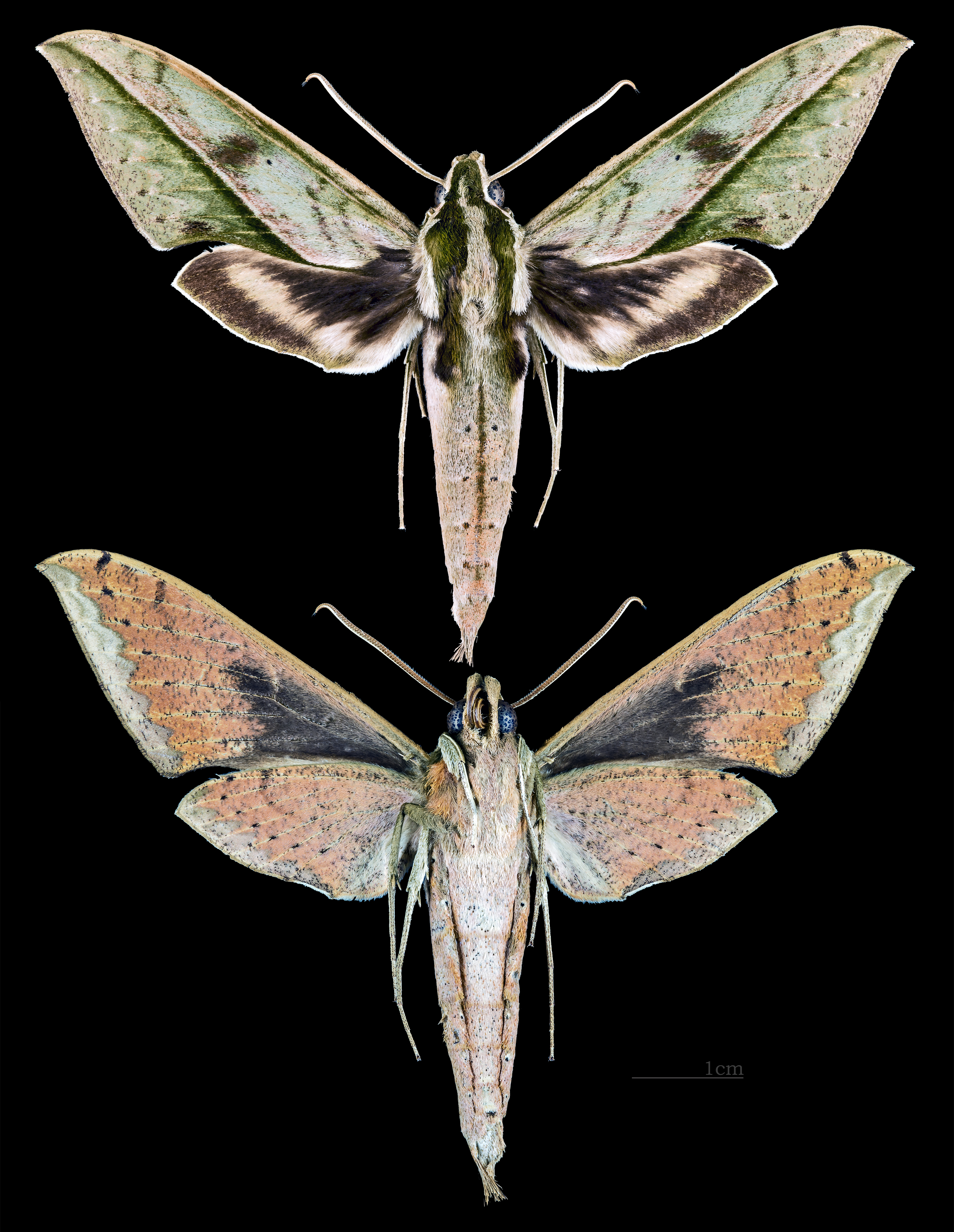
Xylophanes docilis
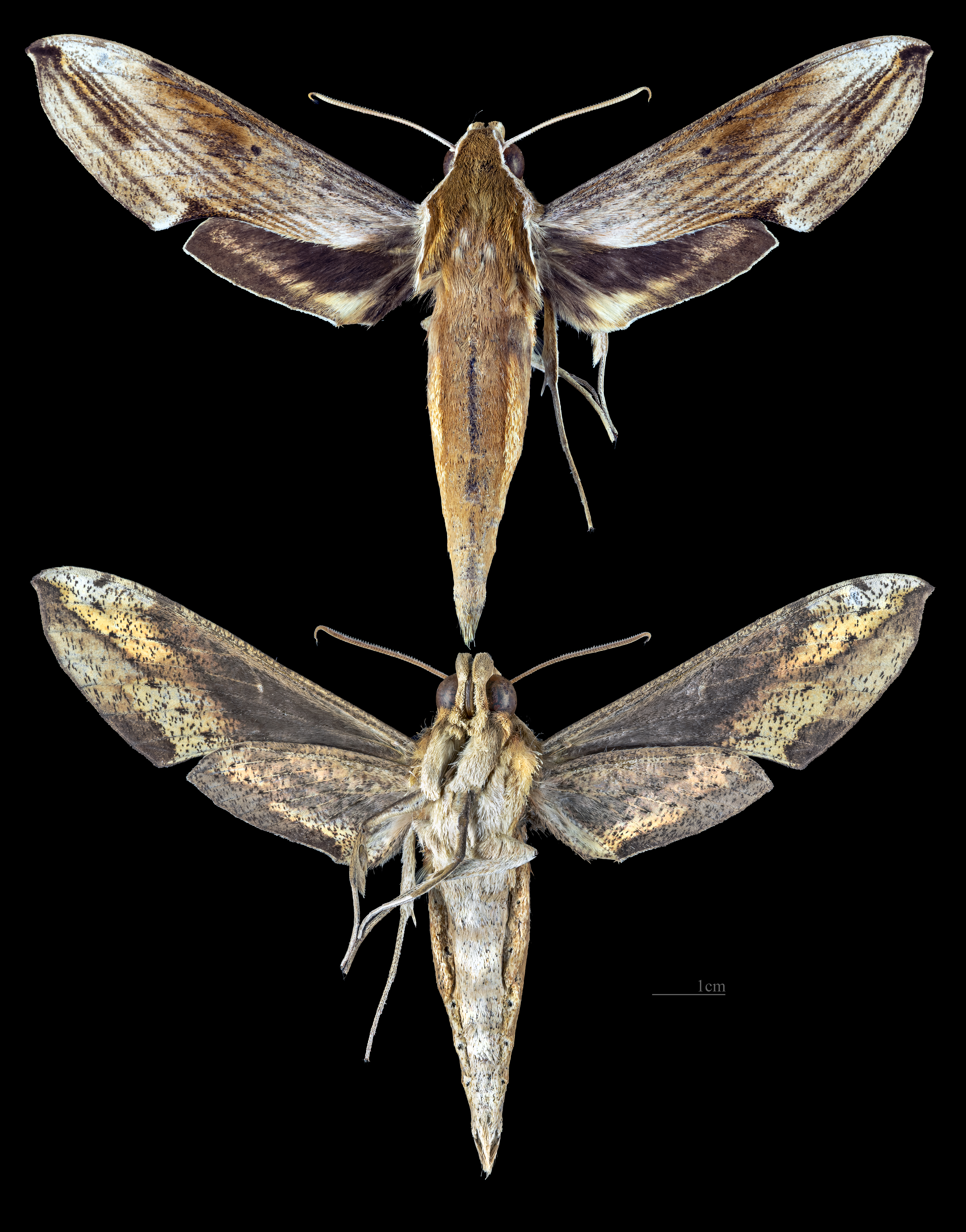
Xylophanes dolius
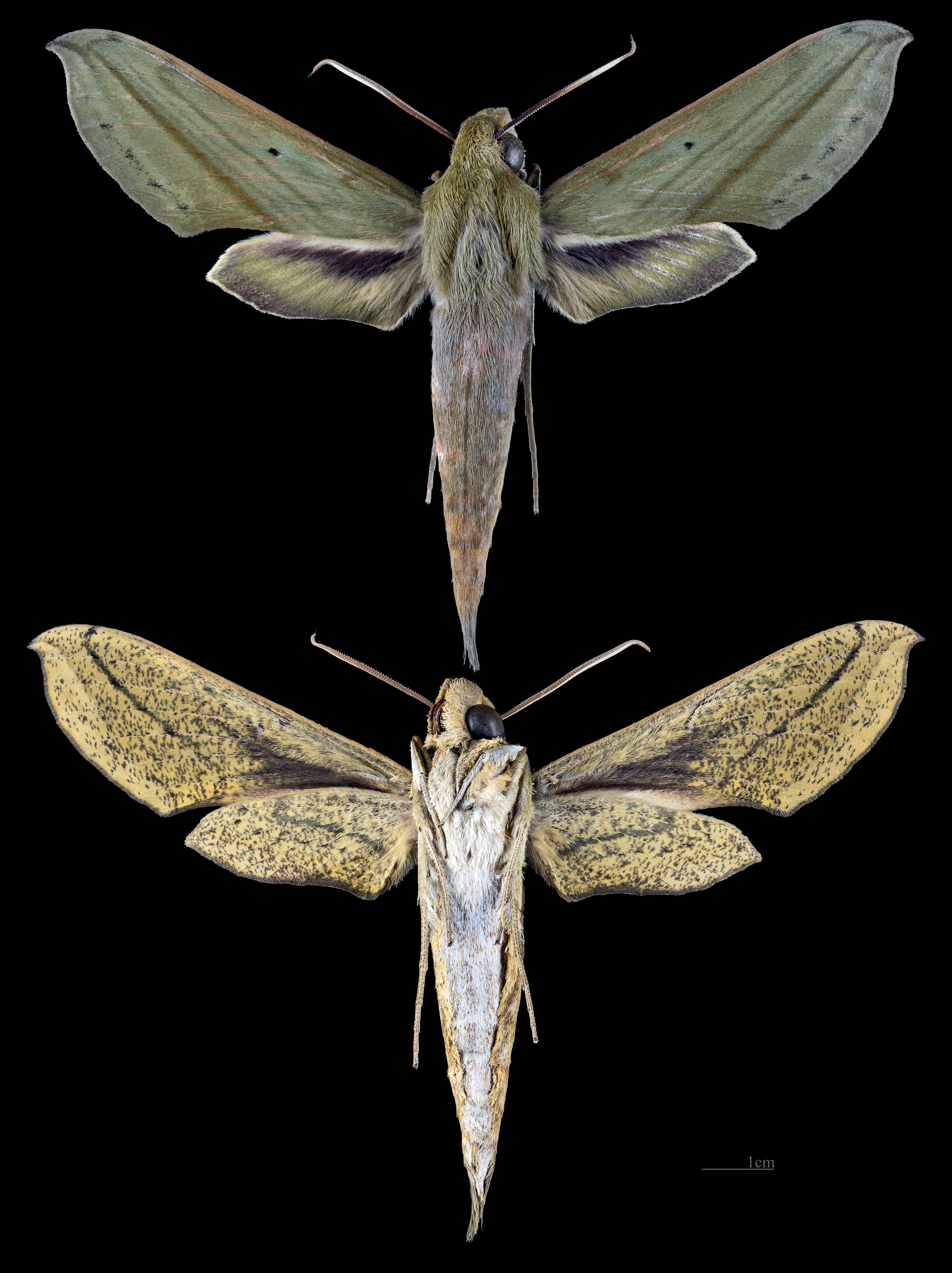
Xylophanes elara
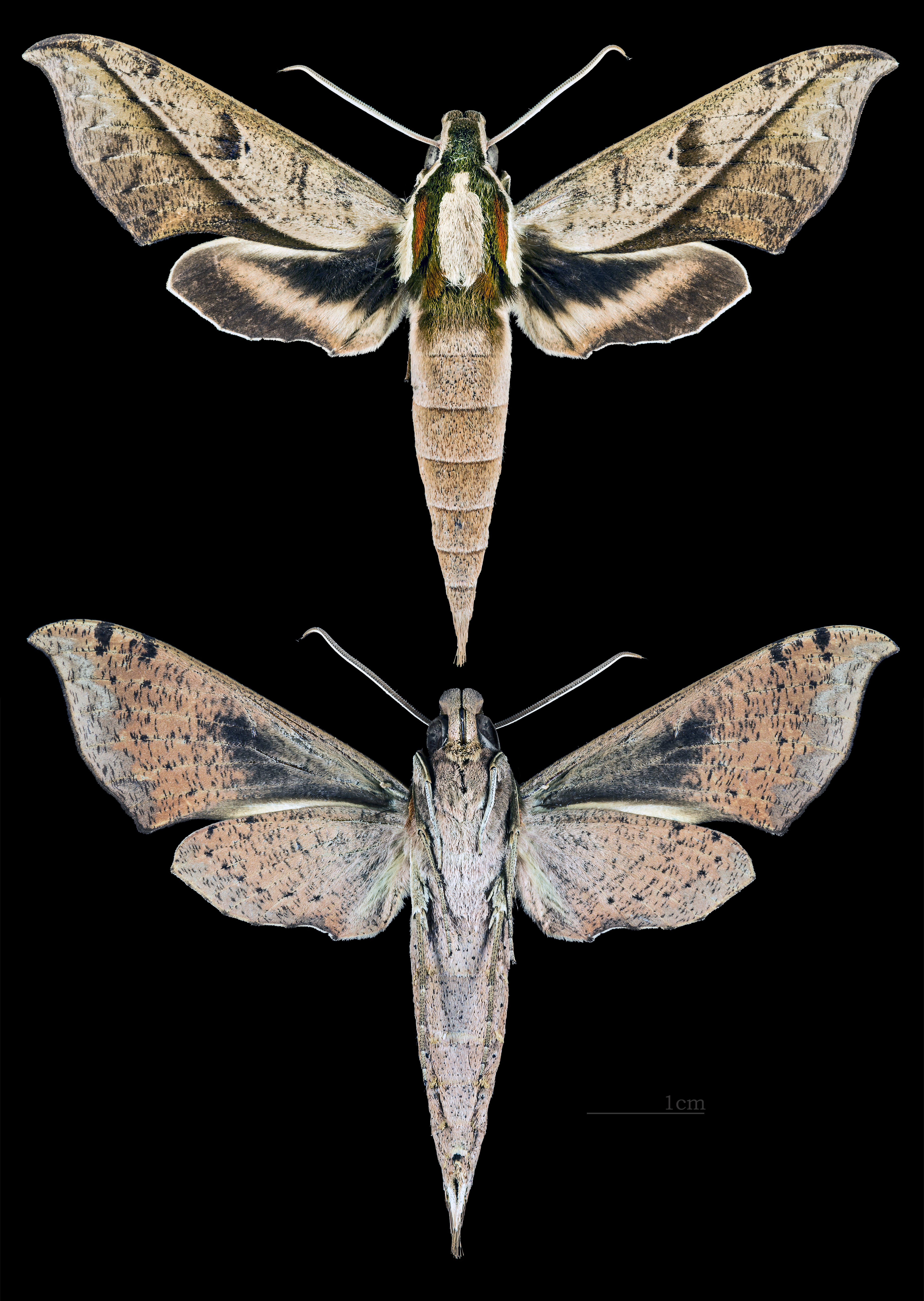
Xylophanes epaphus
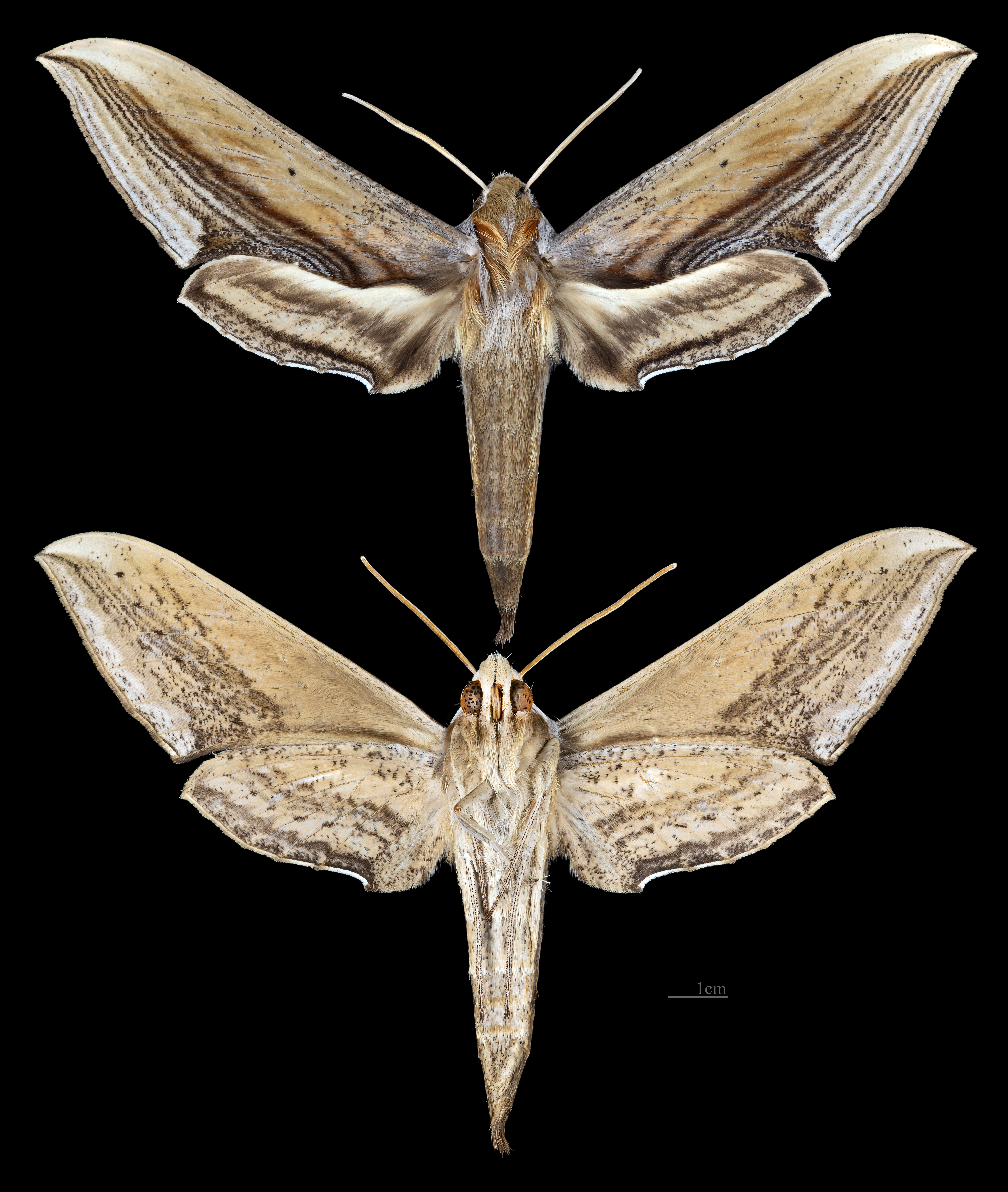
Xylophanes falco
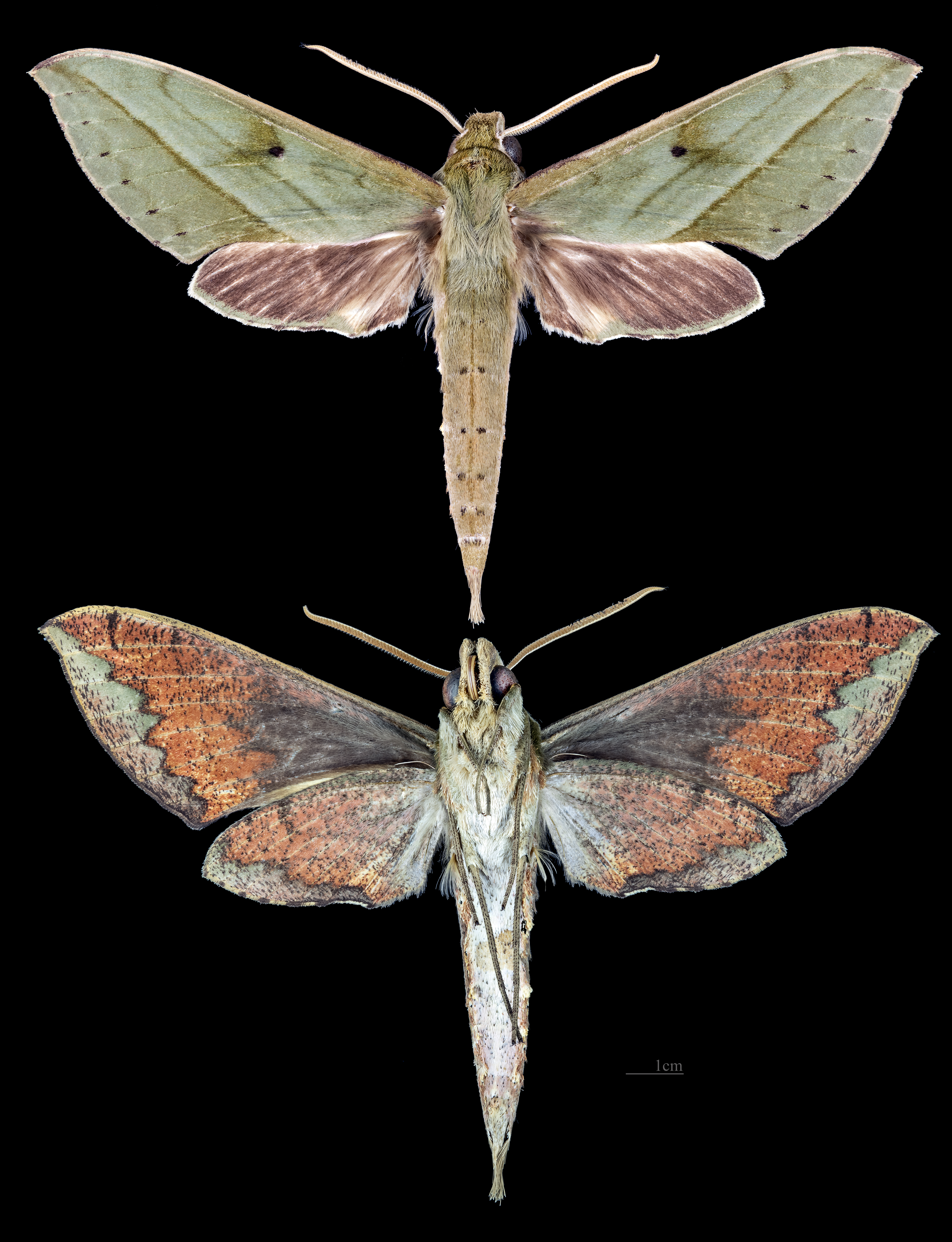
Xylophanes fassli
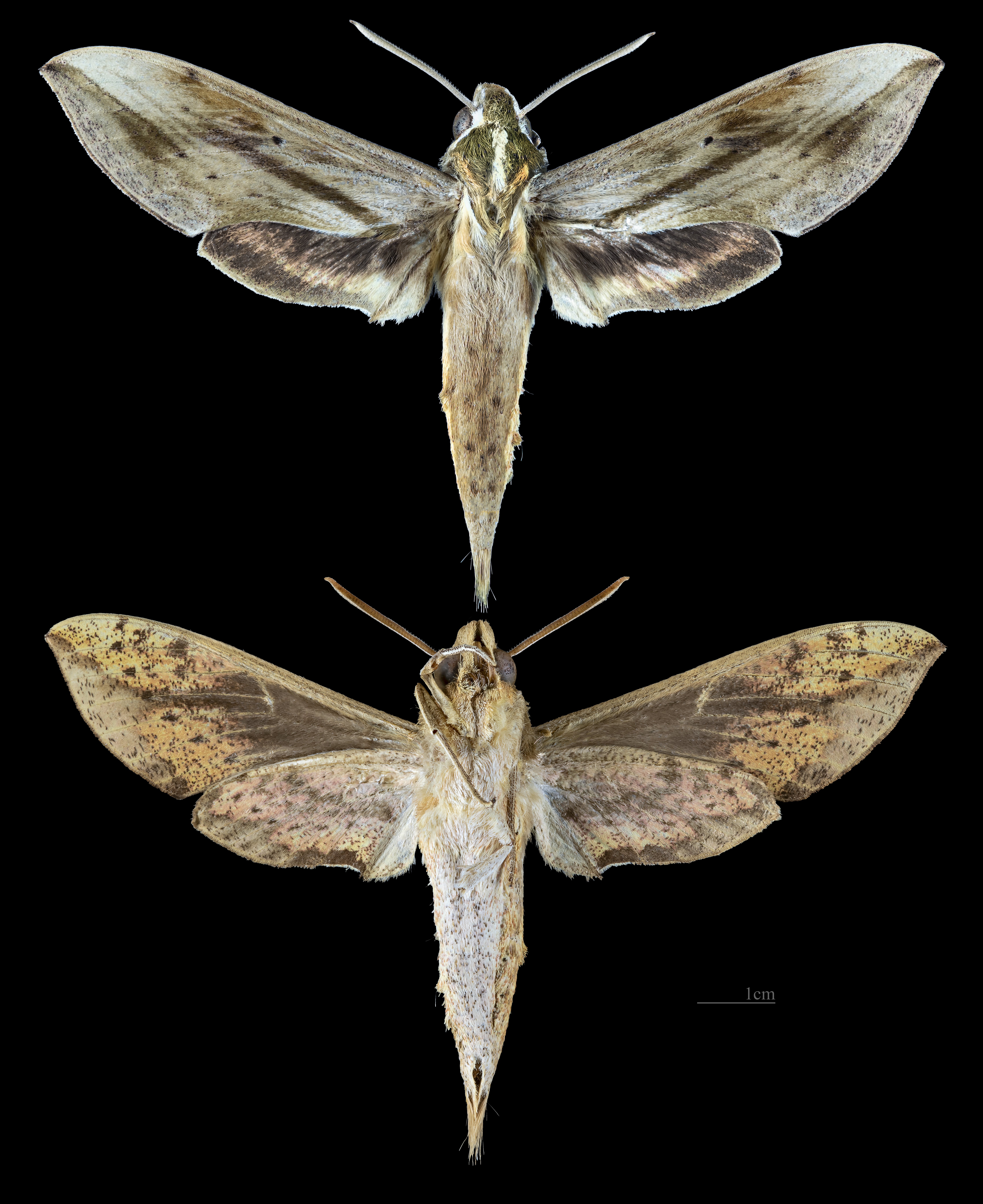
Xylophanes fosteri
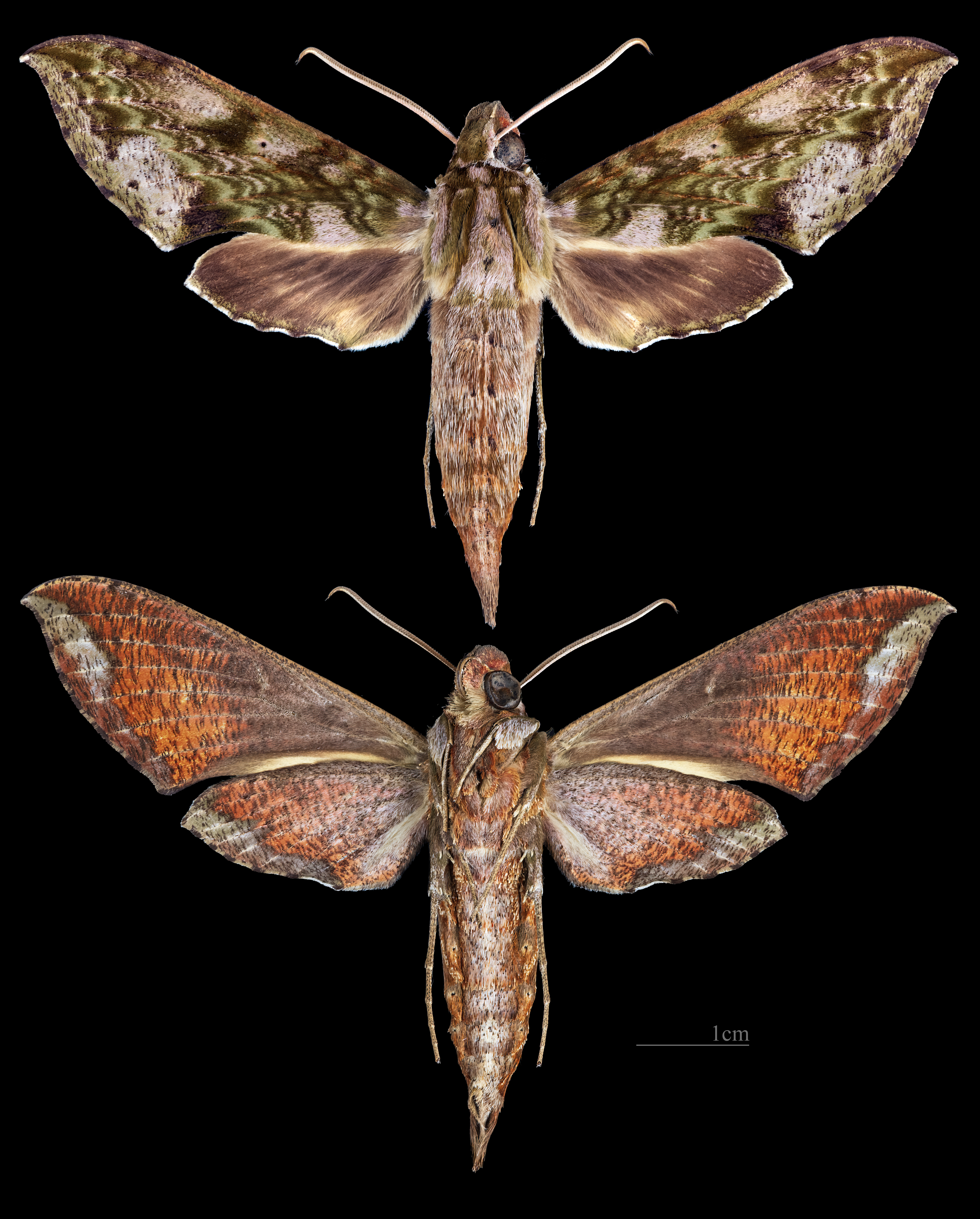
Xylophanes fusimacula
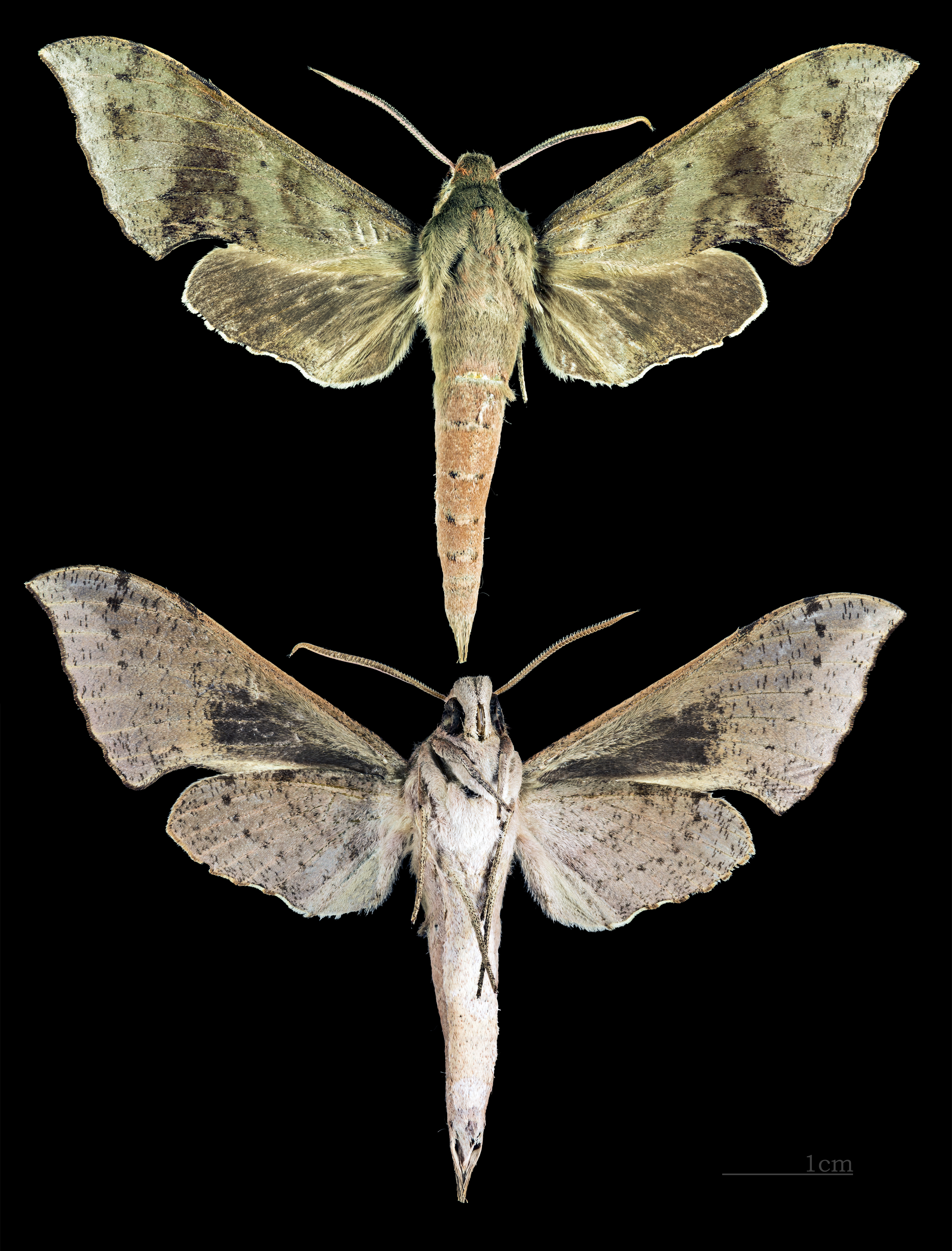
Xylophanes germen
Xylophanes guianensis
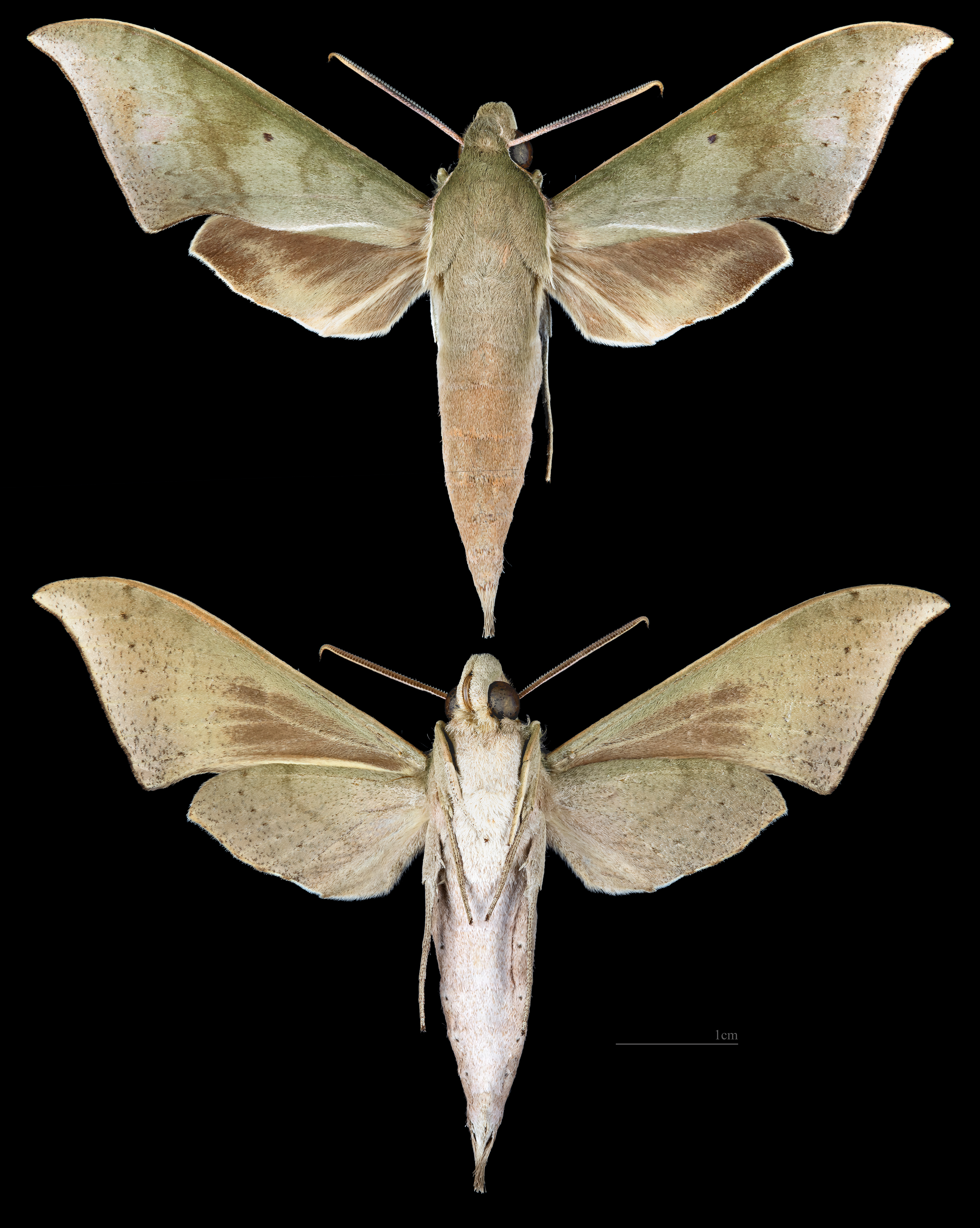
Xylophanes hannemanni
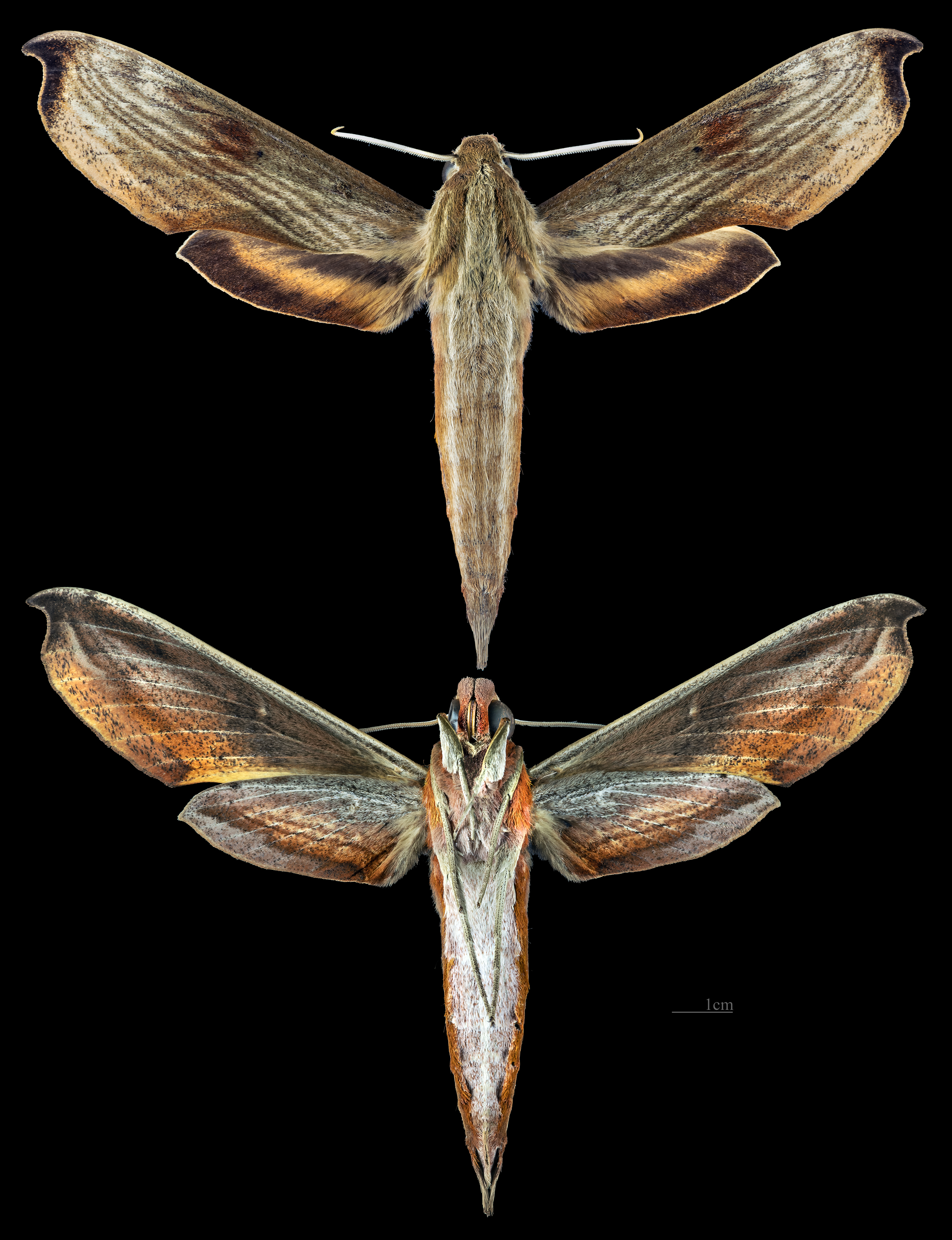
Xylophanes haxairei
Xylophanes hydrata
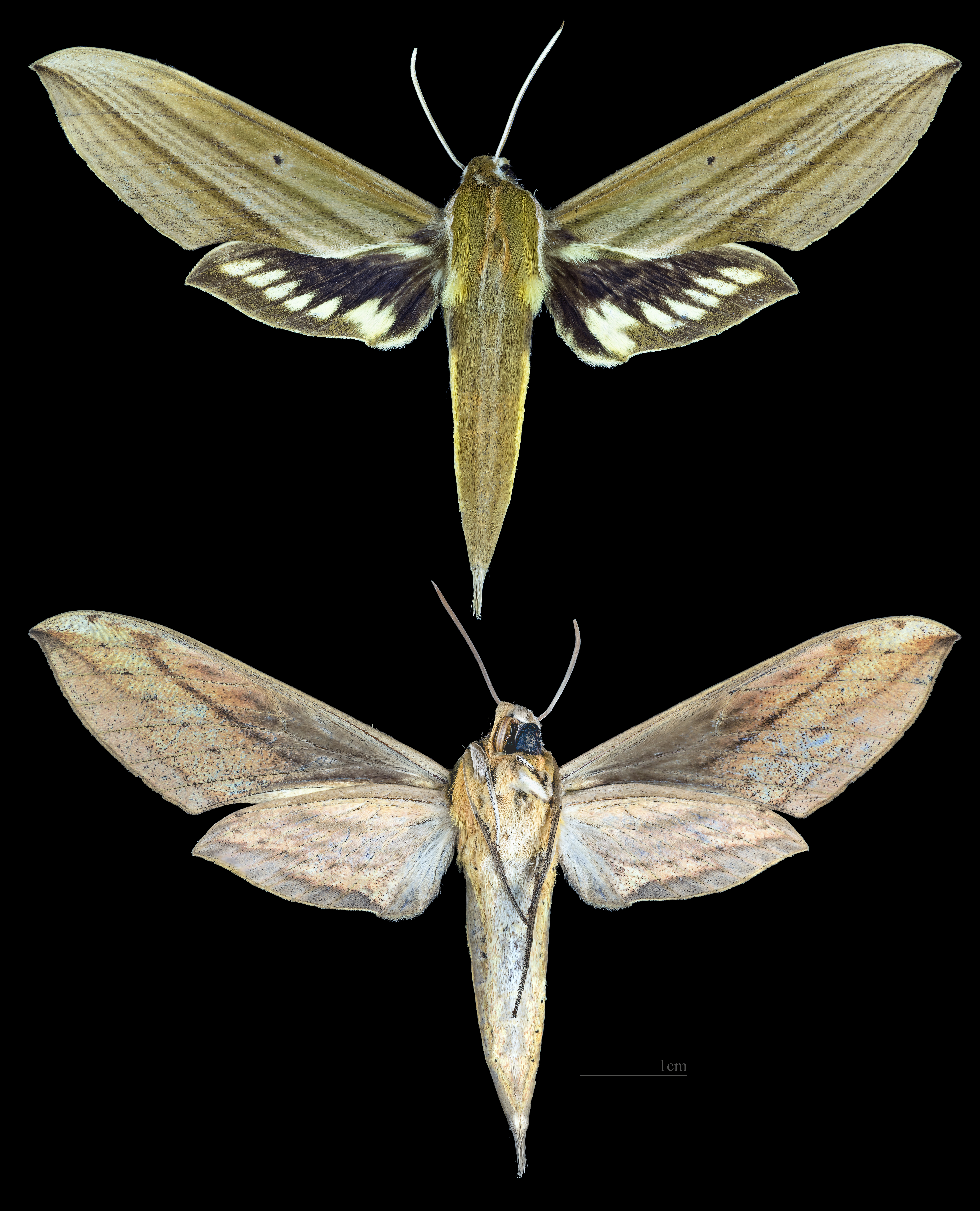
Xylophanes indistincta
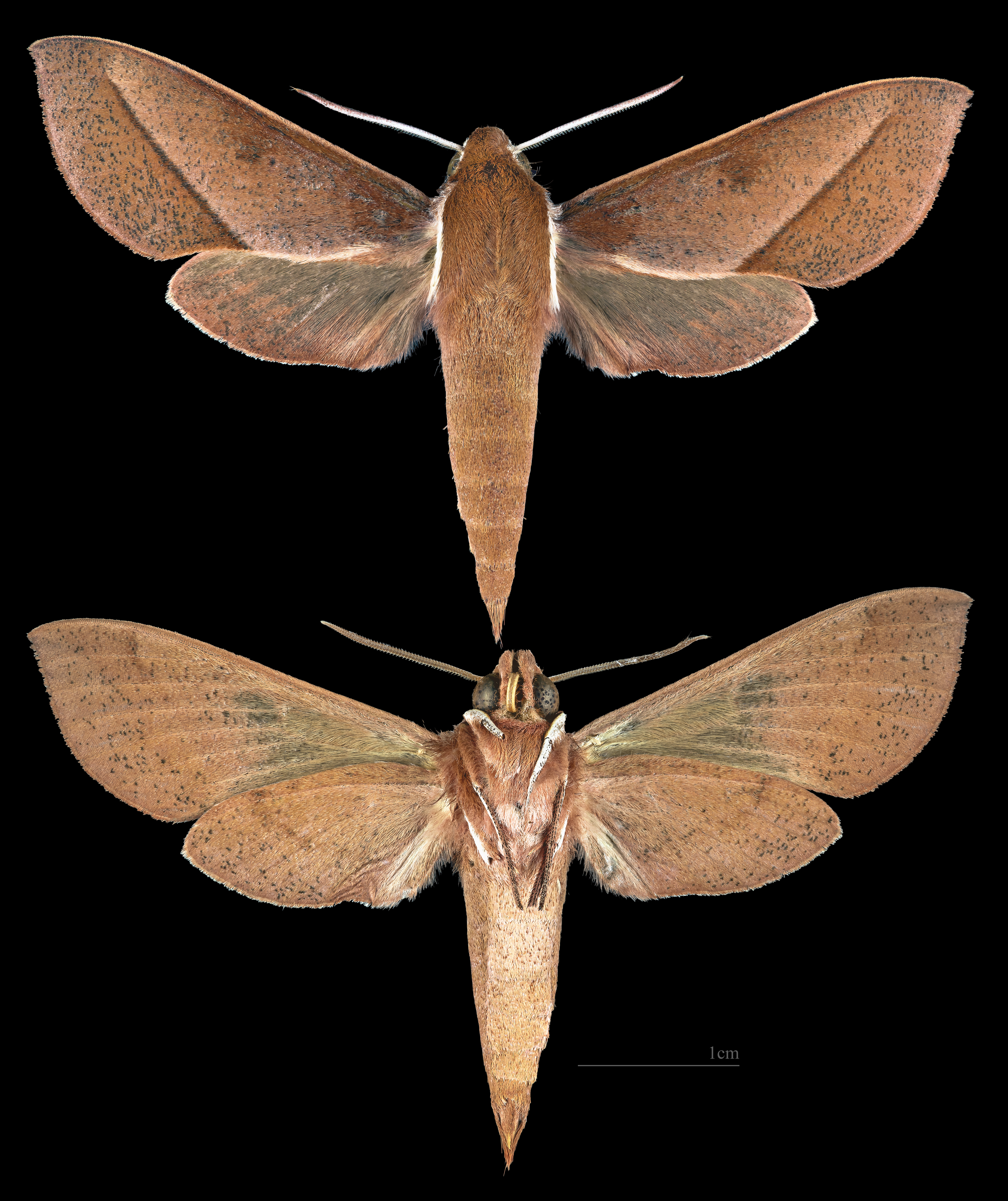
Xylophanes irrorata
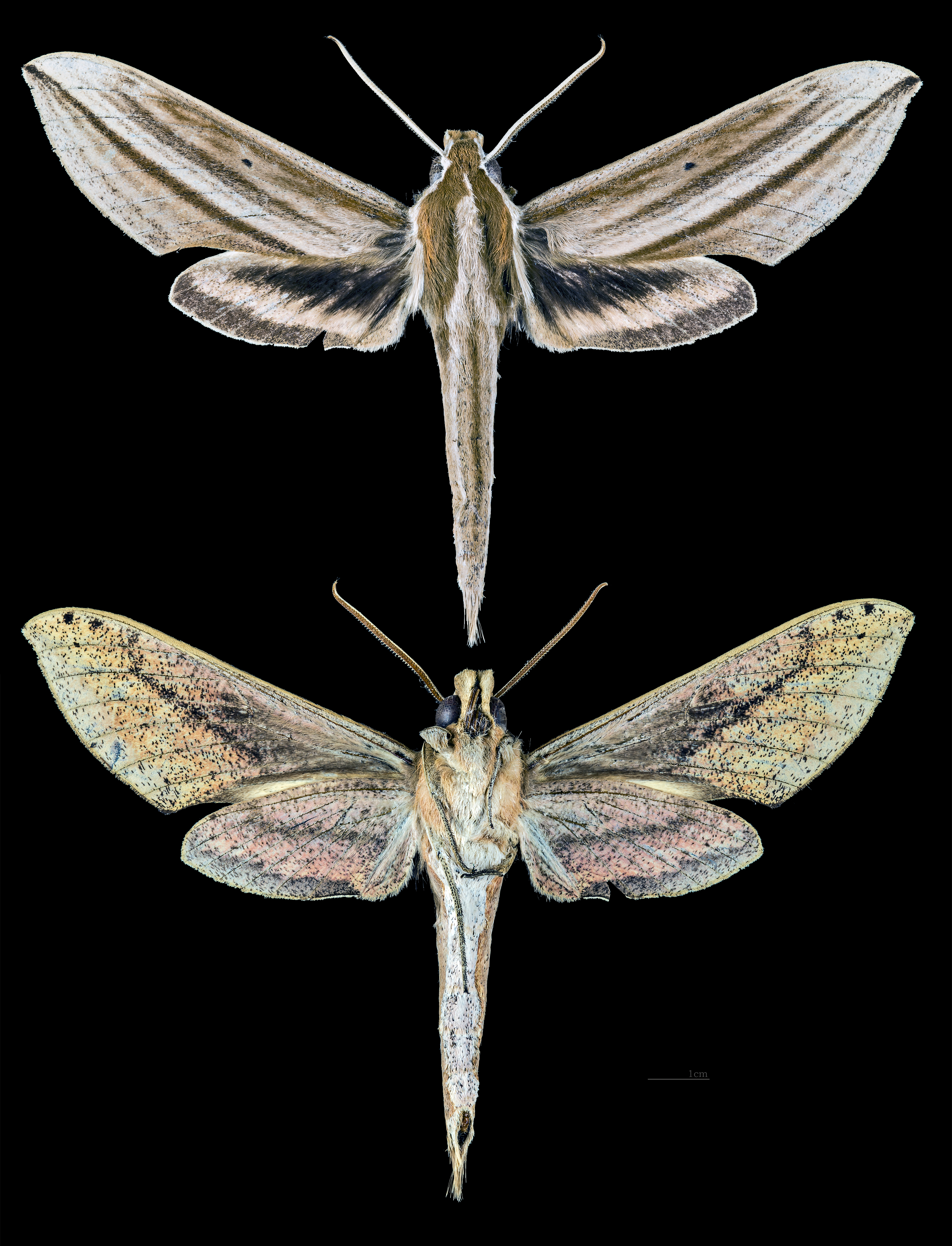
Xylophanes isaon
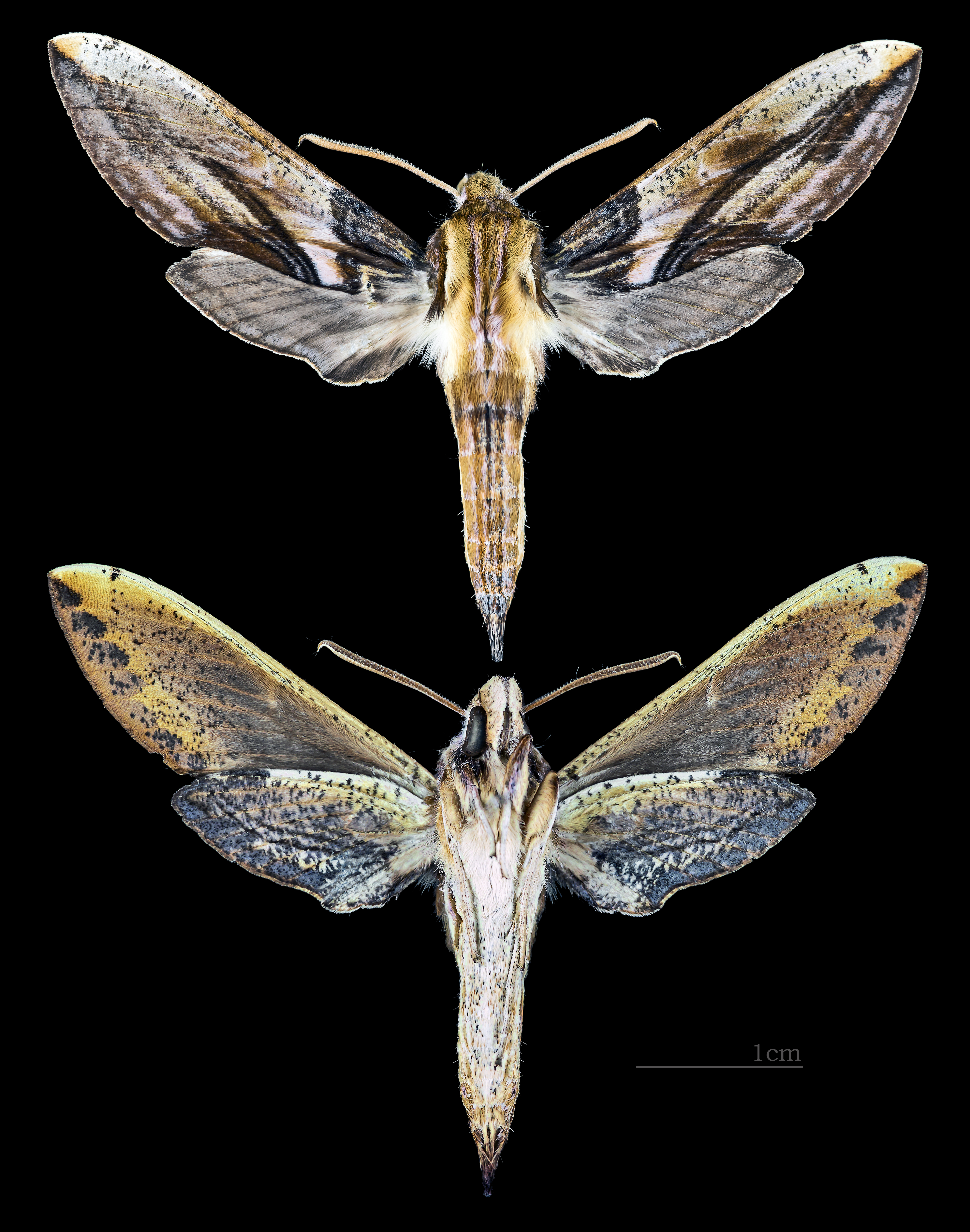
Xylophanes jordani
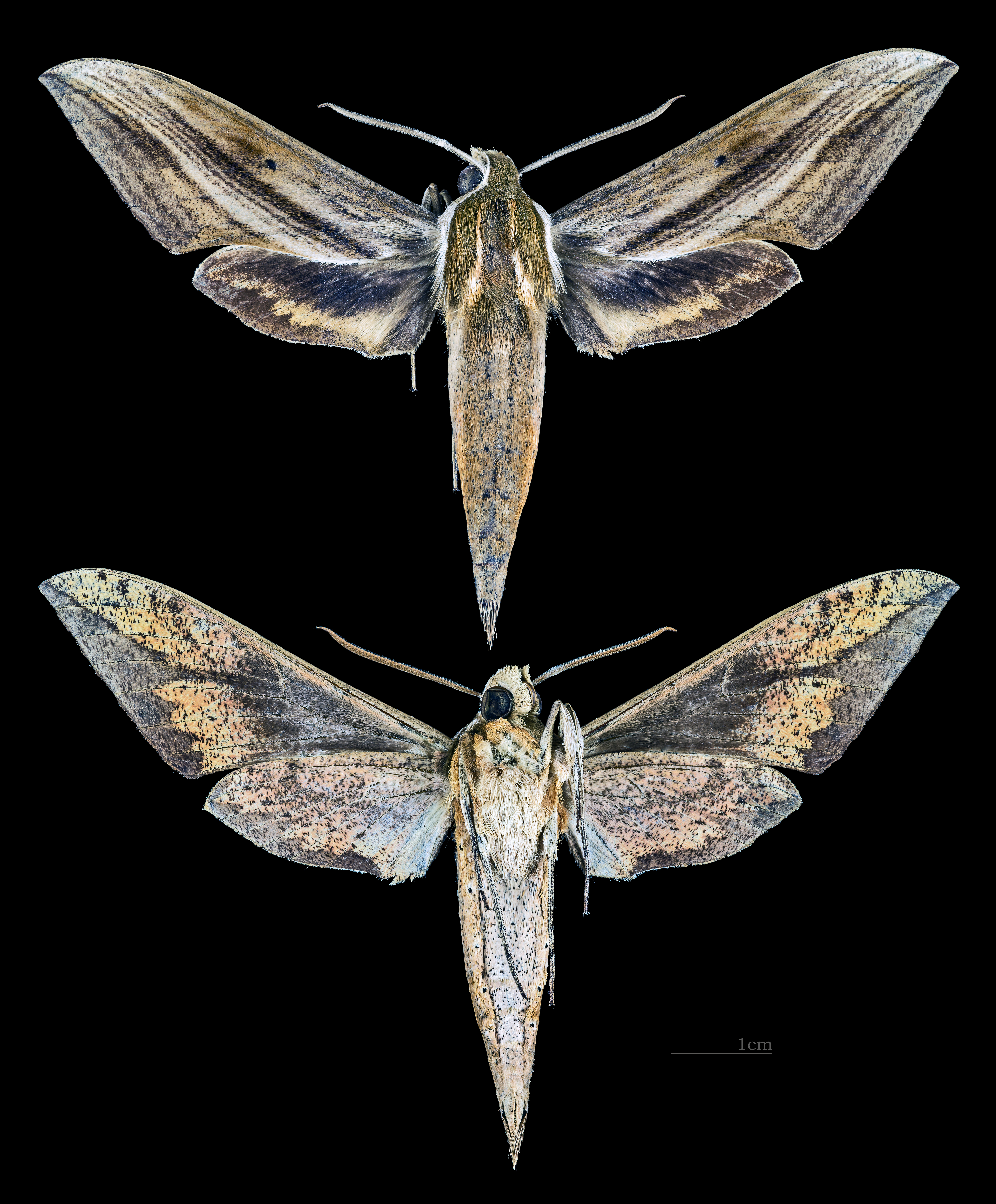
Xylophanes josephinae
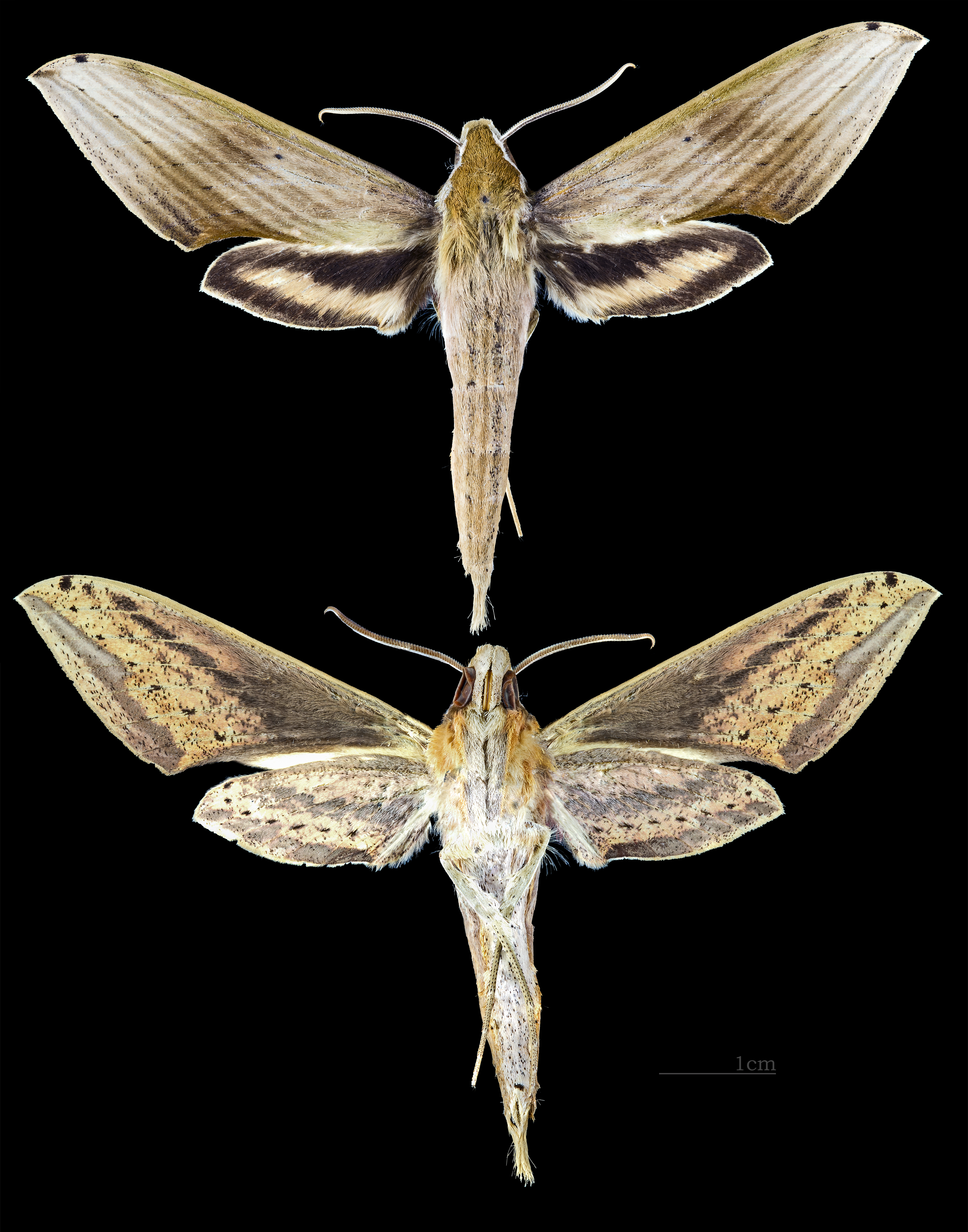
Xylophanes libya
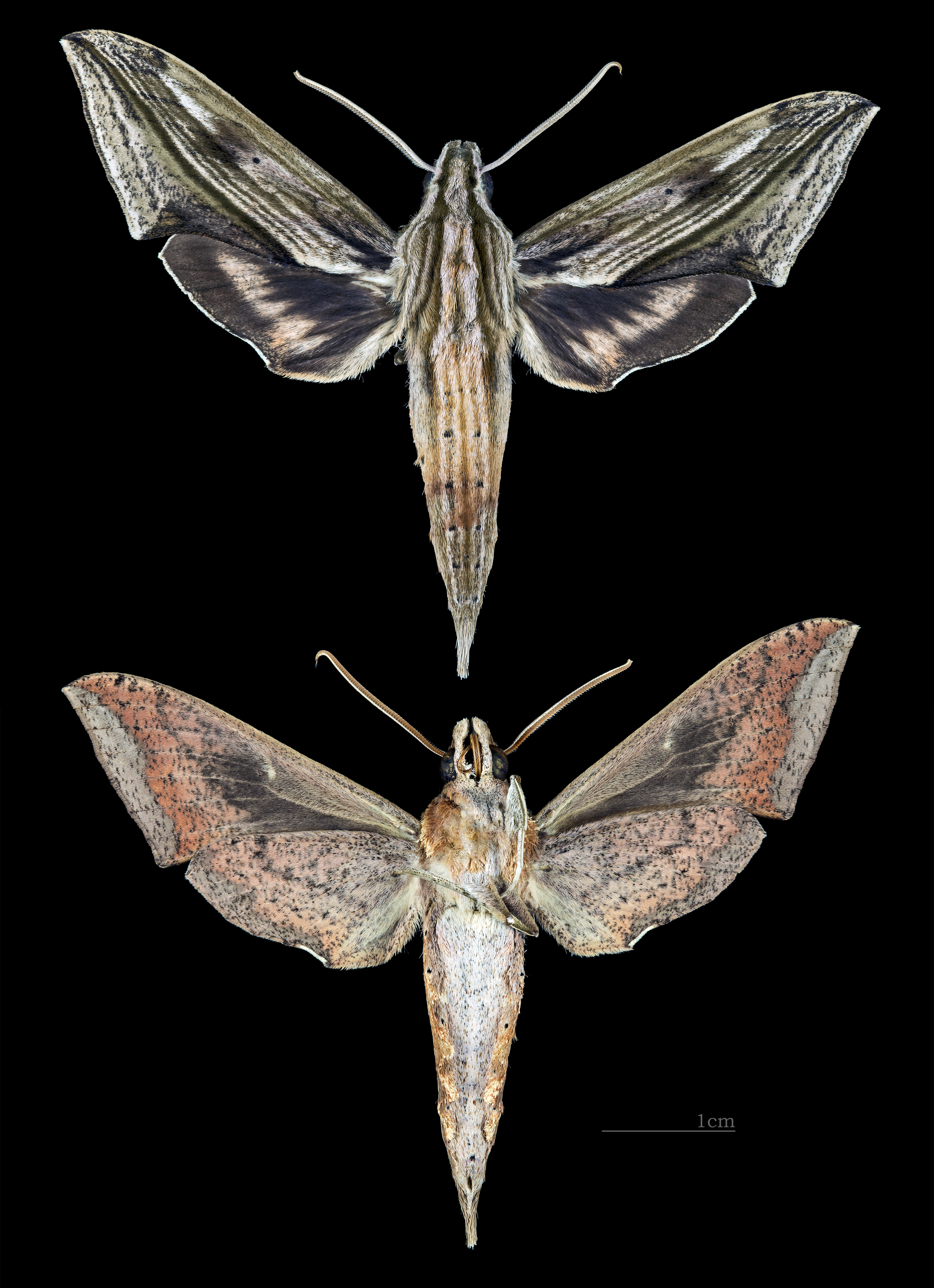
Xylophanes lichyi
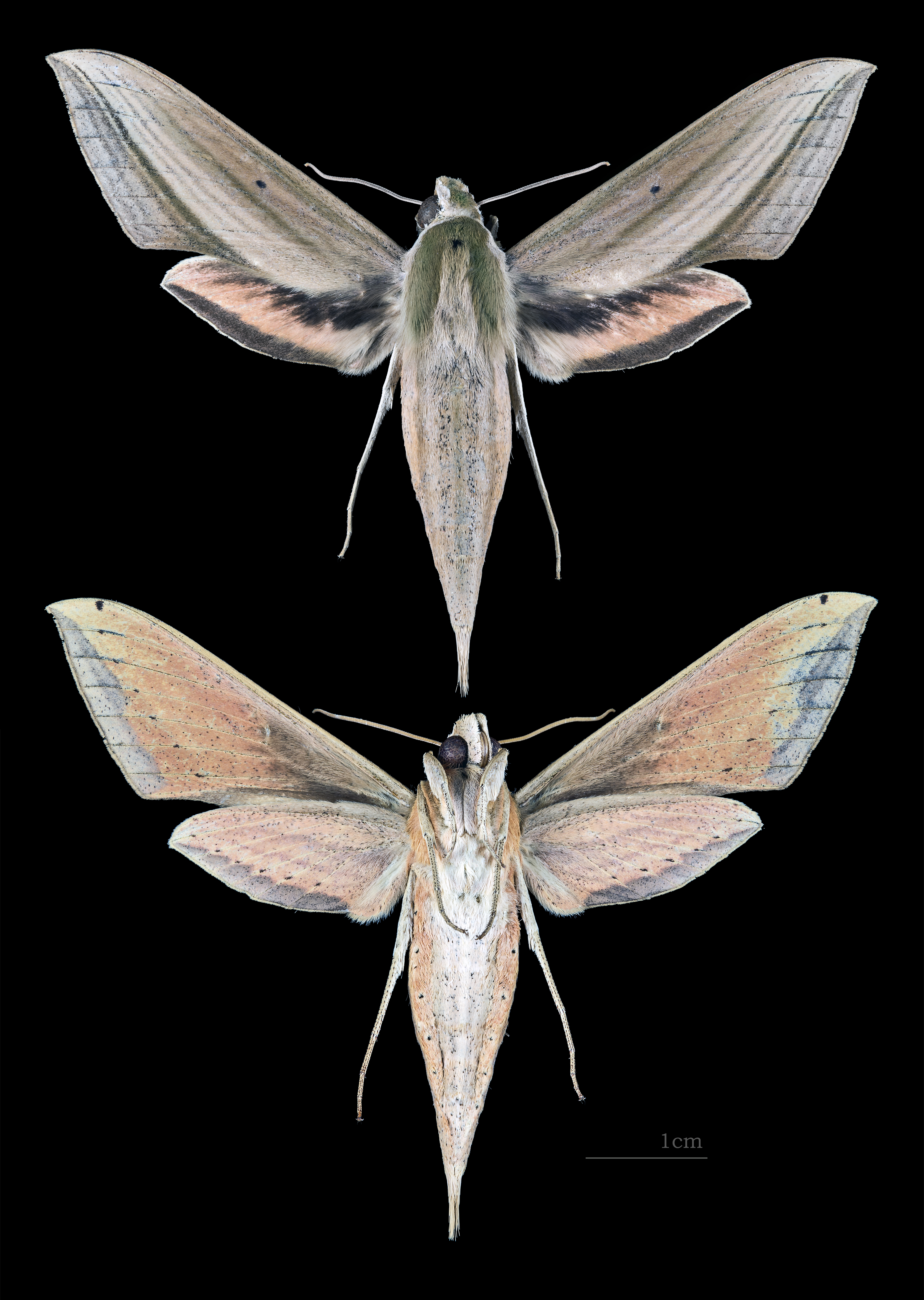
Xylophanes loelia
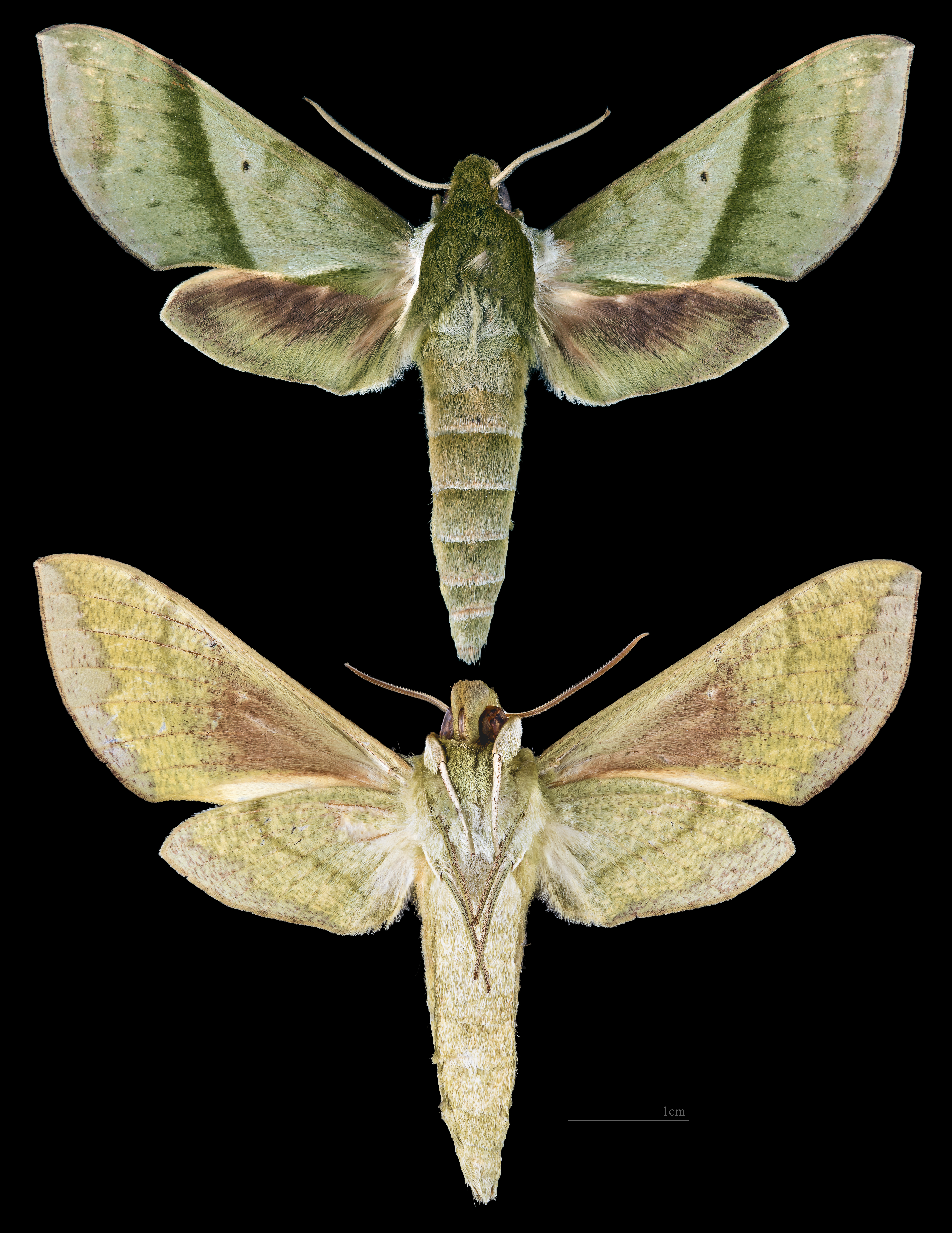
Xylophanes marginalis
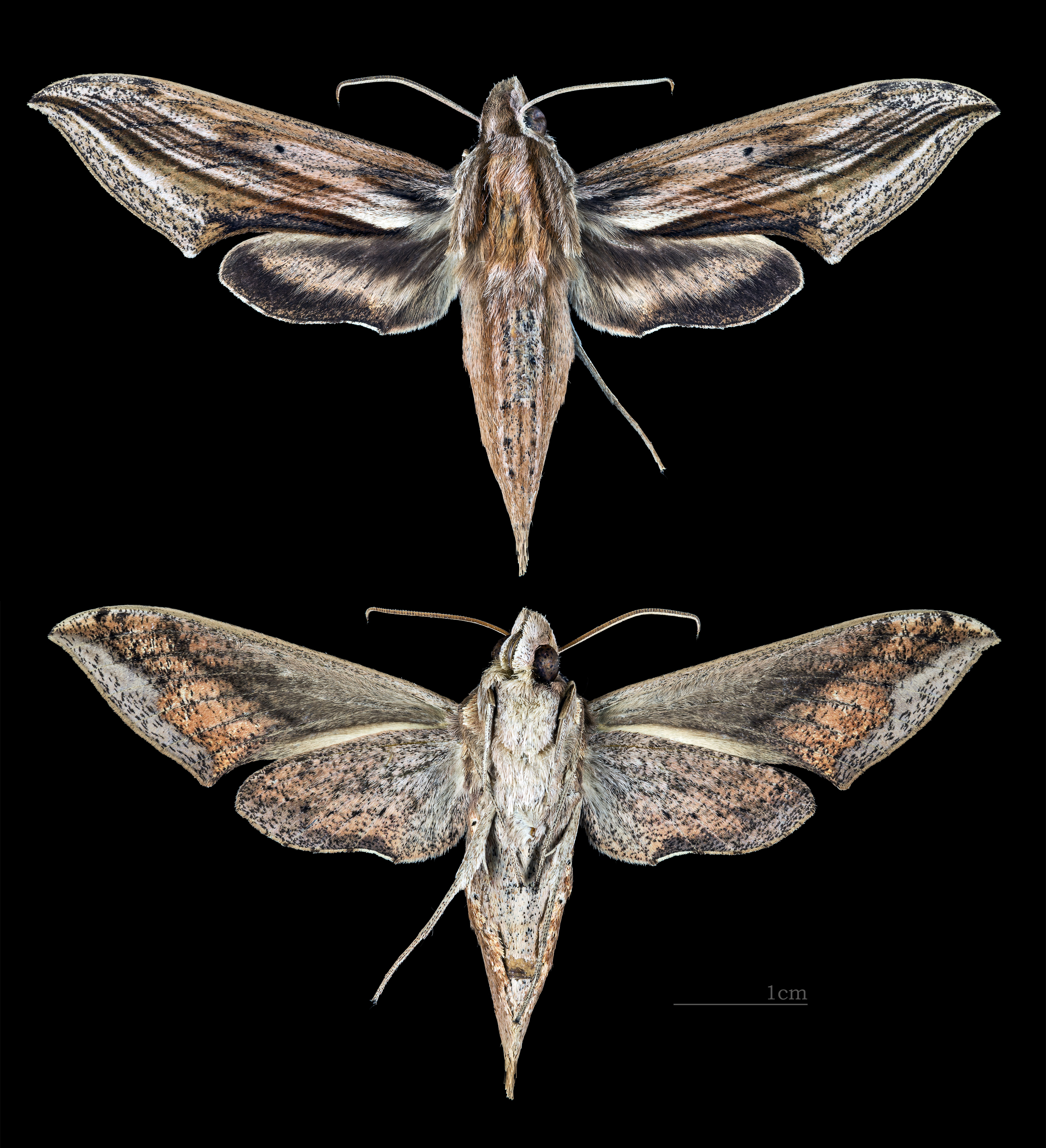
Xylophanes maculator
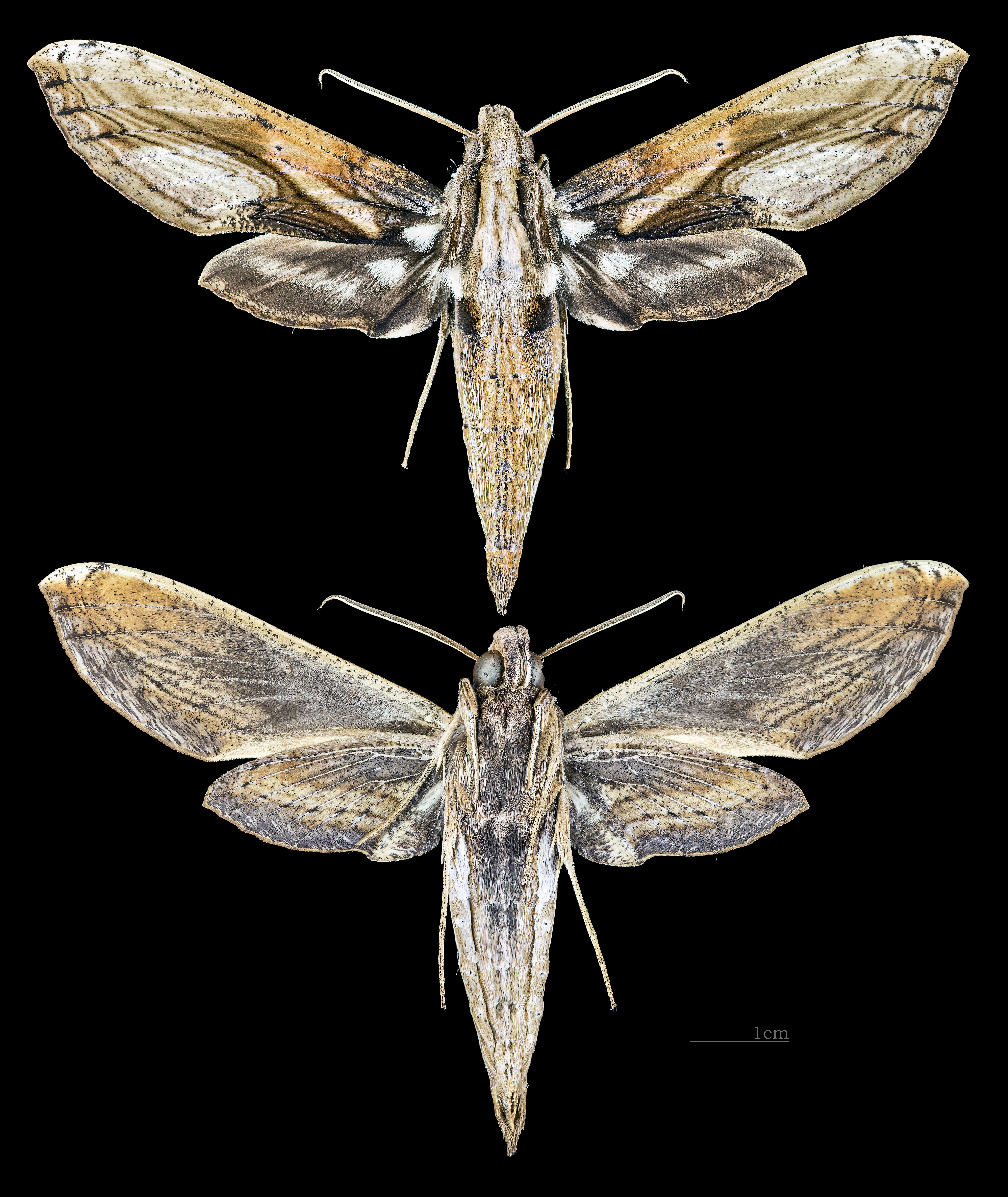
Xylophanes media
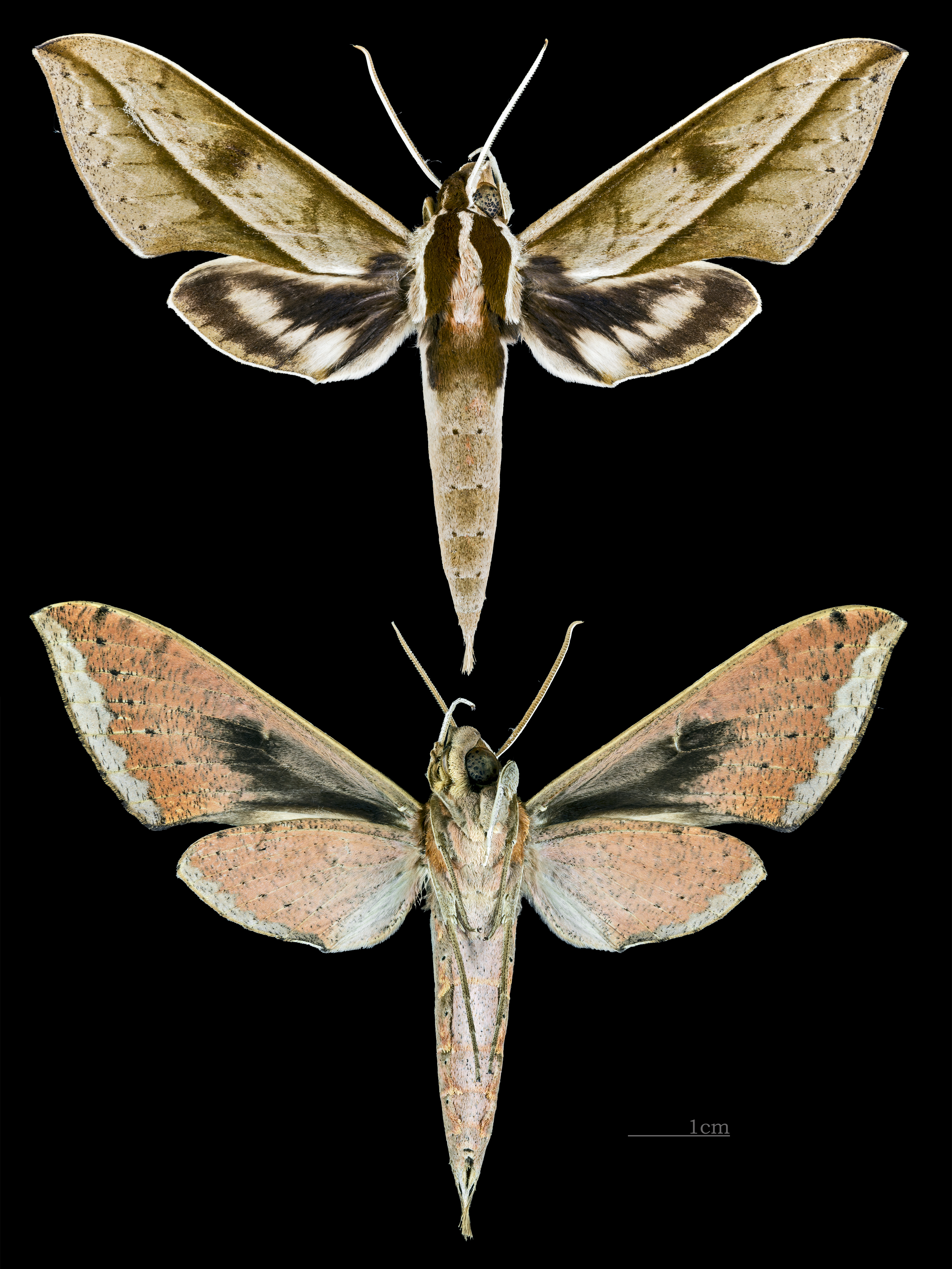
Xylophanes meridanus
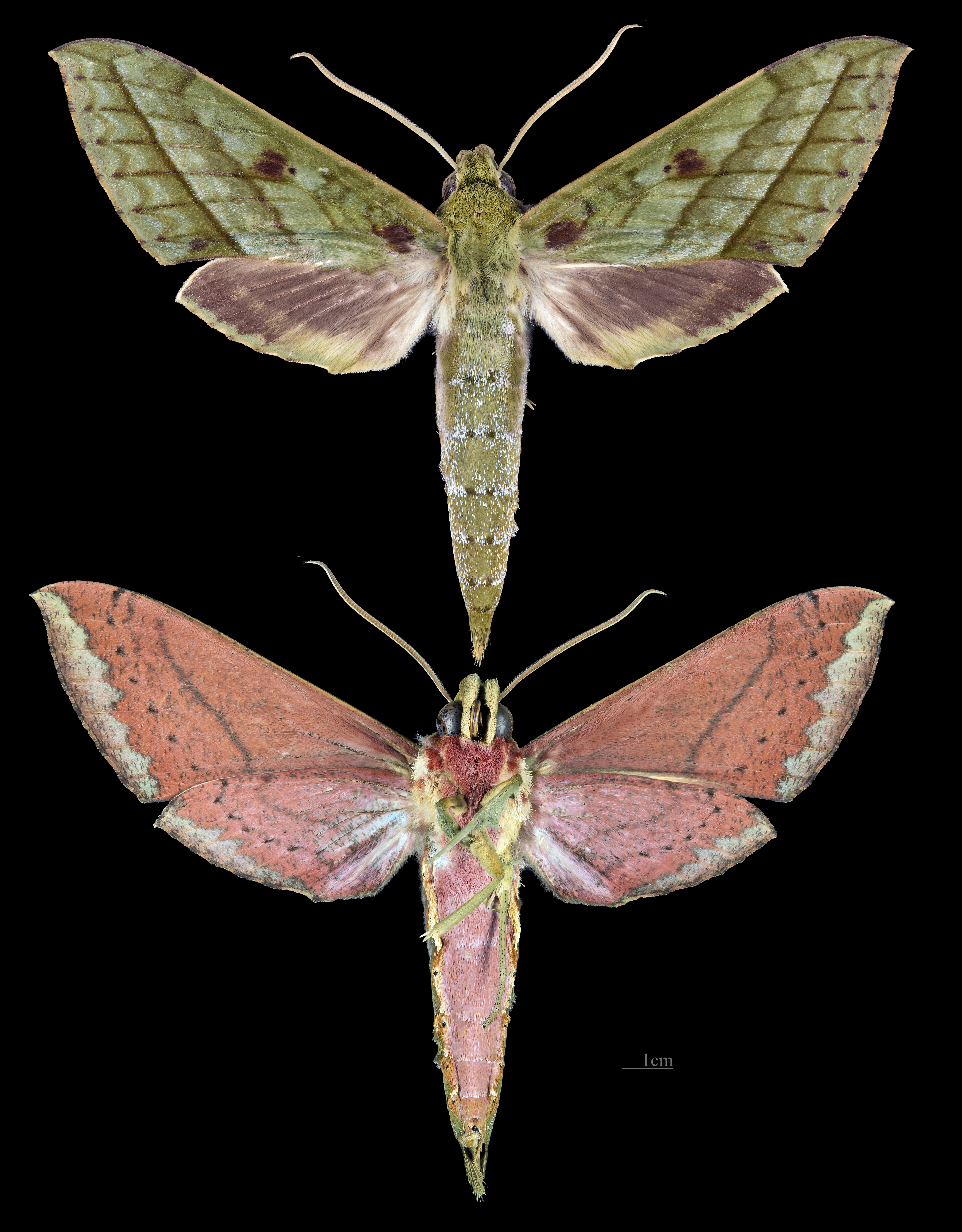
Xylophanes mirabilis
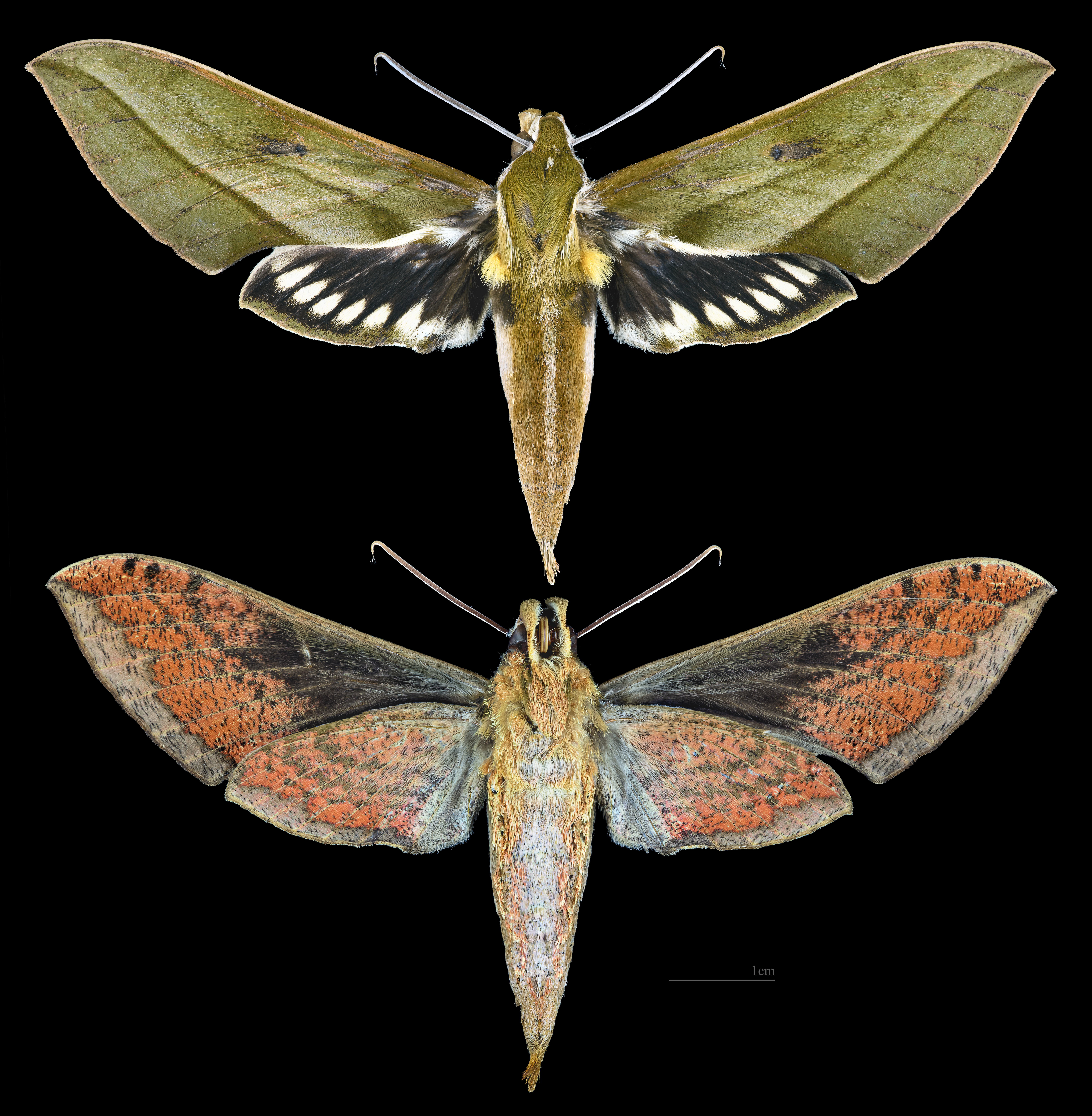
Xylophanes nabuchodonosor
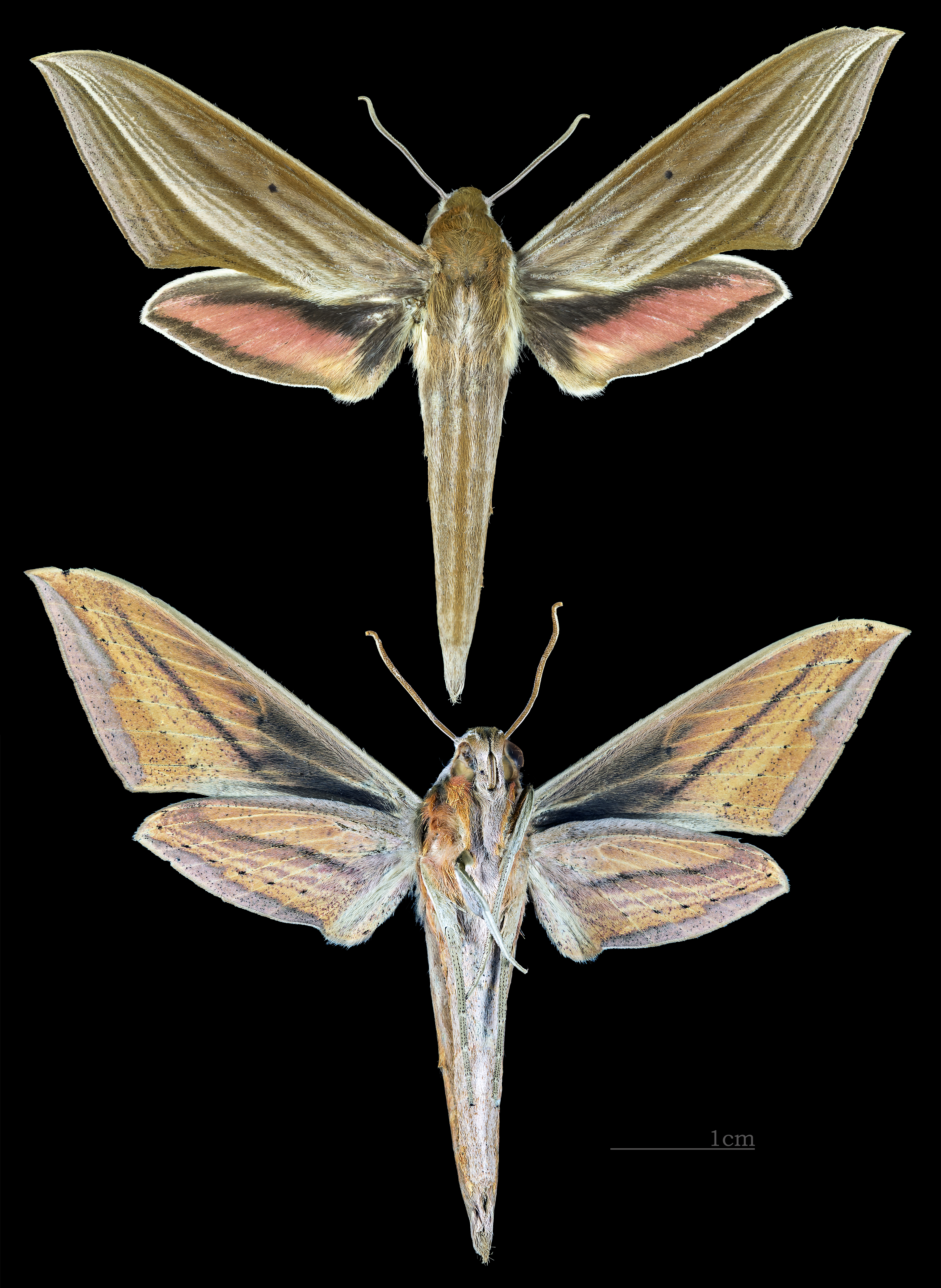
Xylophanes neoptolemus
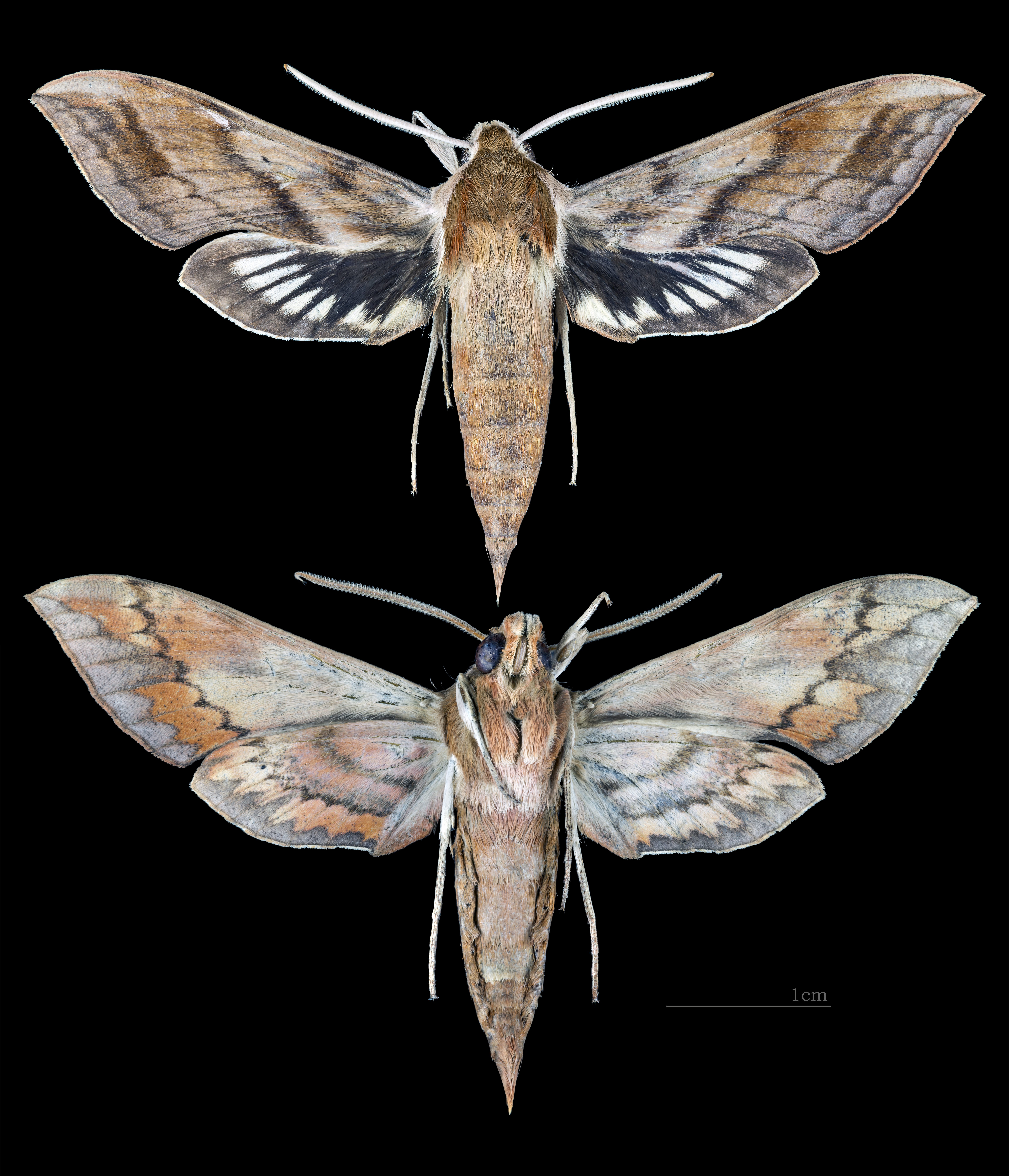
Xylophanes norfolki
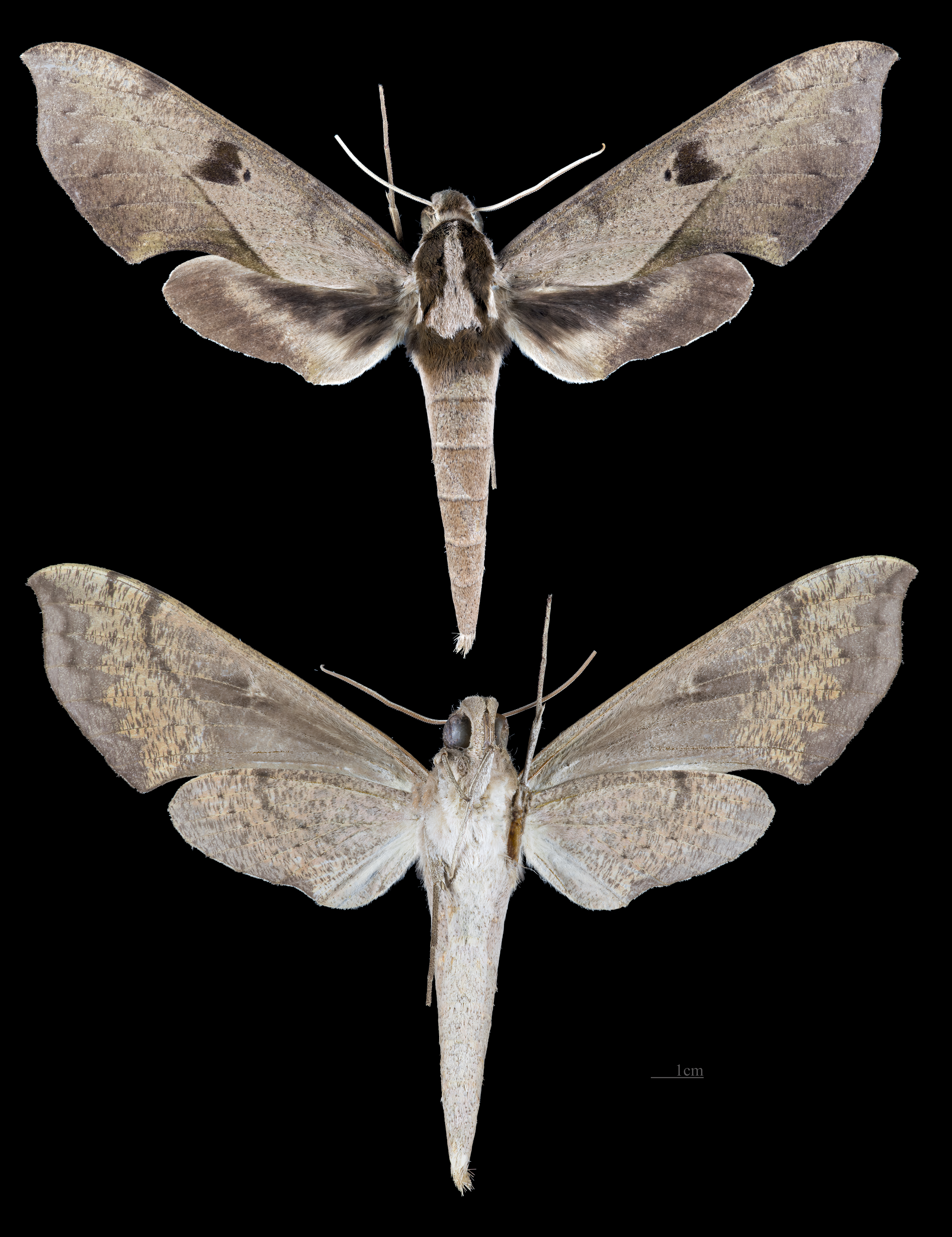
Xylophanes obscurus
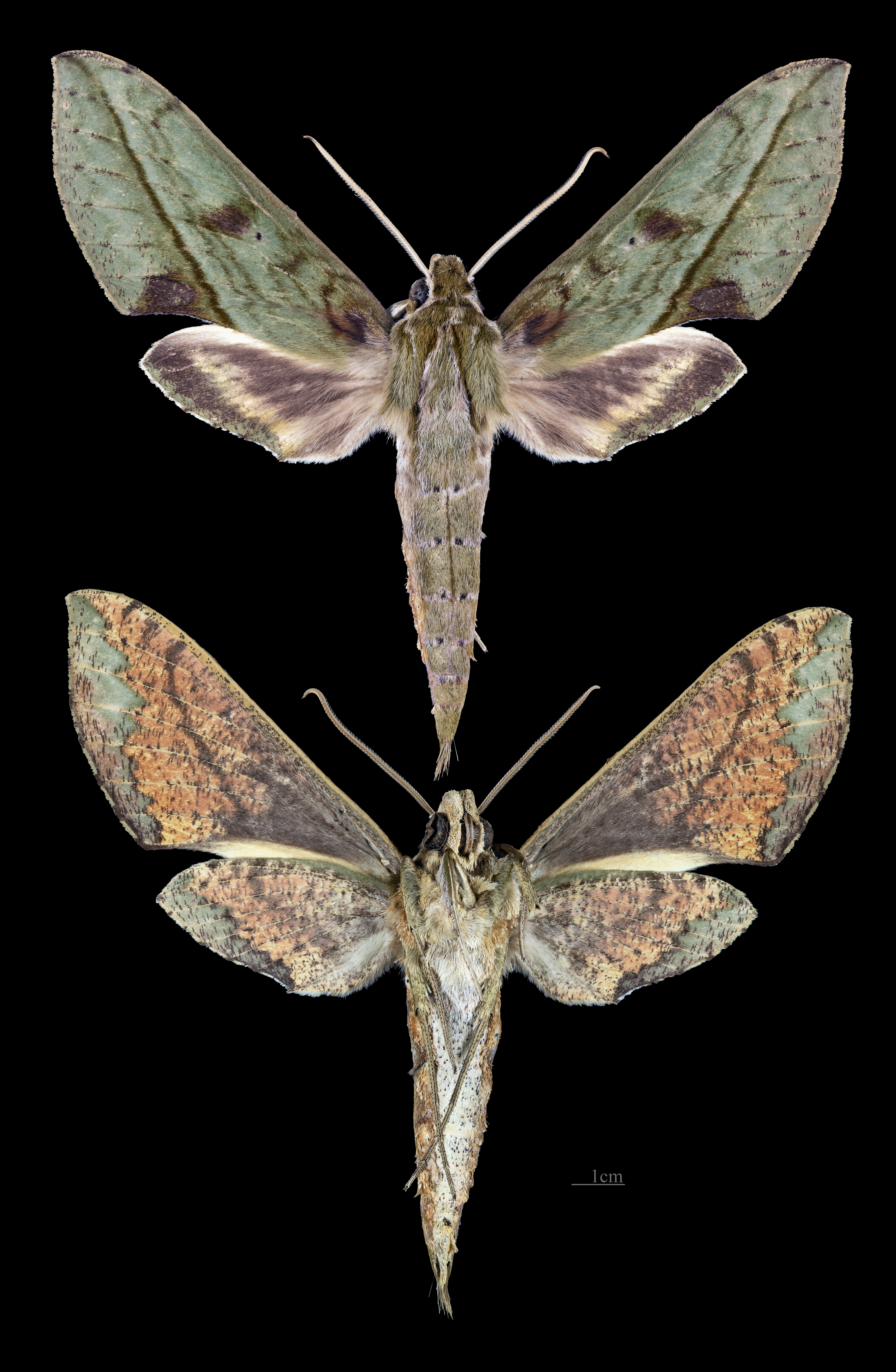
Xylophanes ockendeni
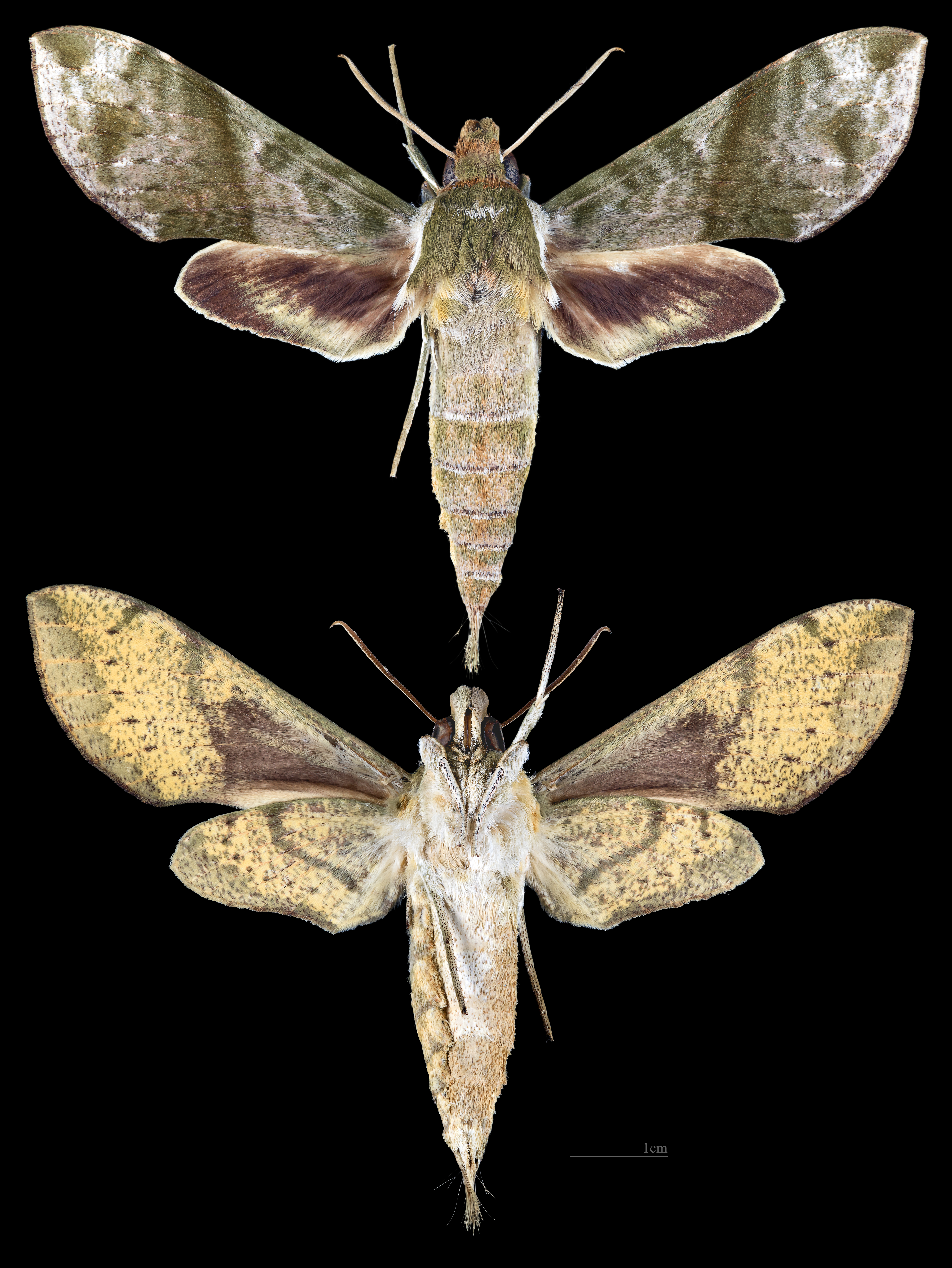
Xylophanes pistacina
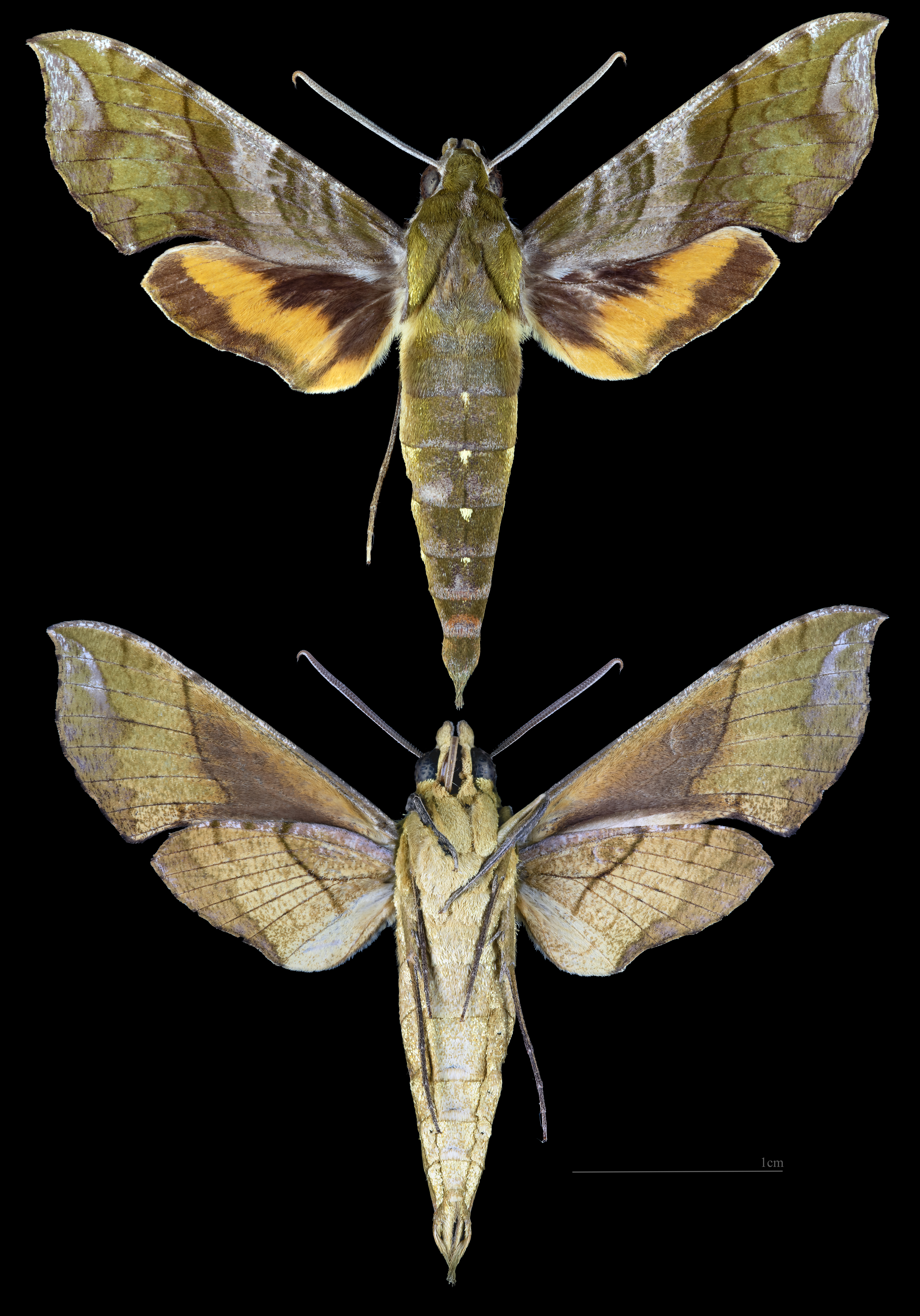
Xylophanes pluto
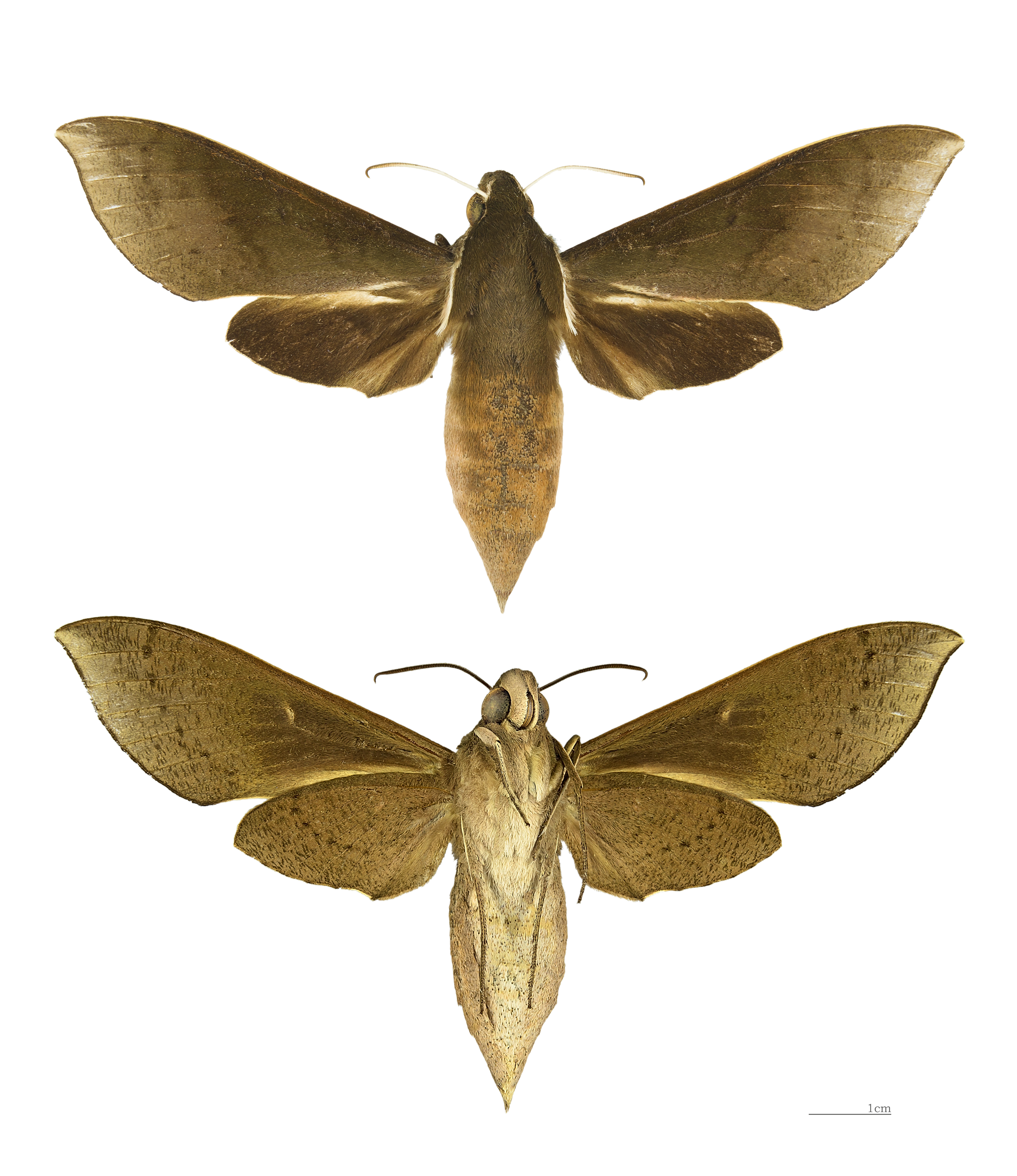
Xylophanes porcus
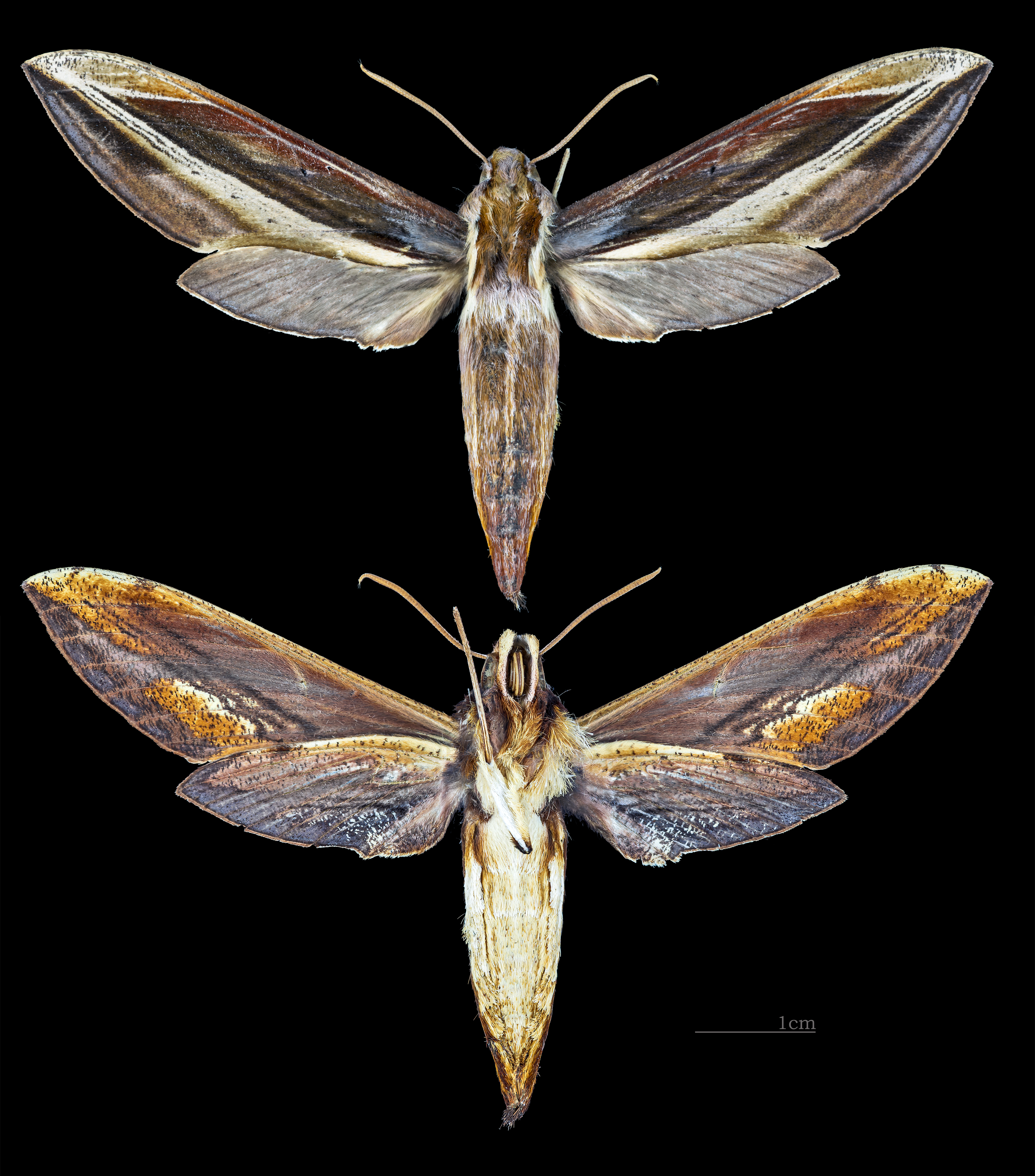
Xylophanes pyrrhus
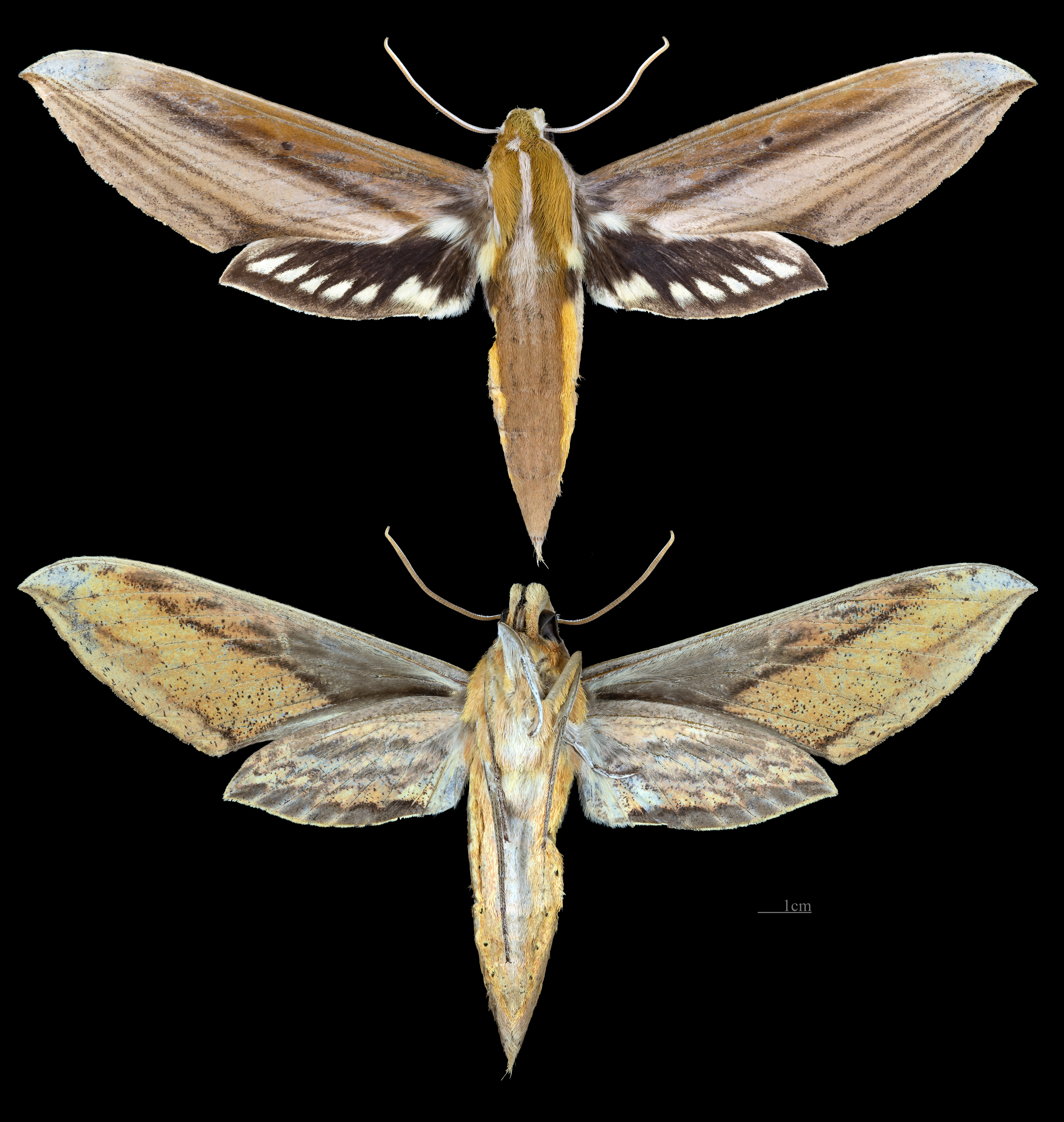
Xylophanes resta
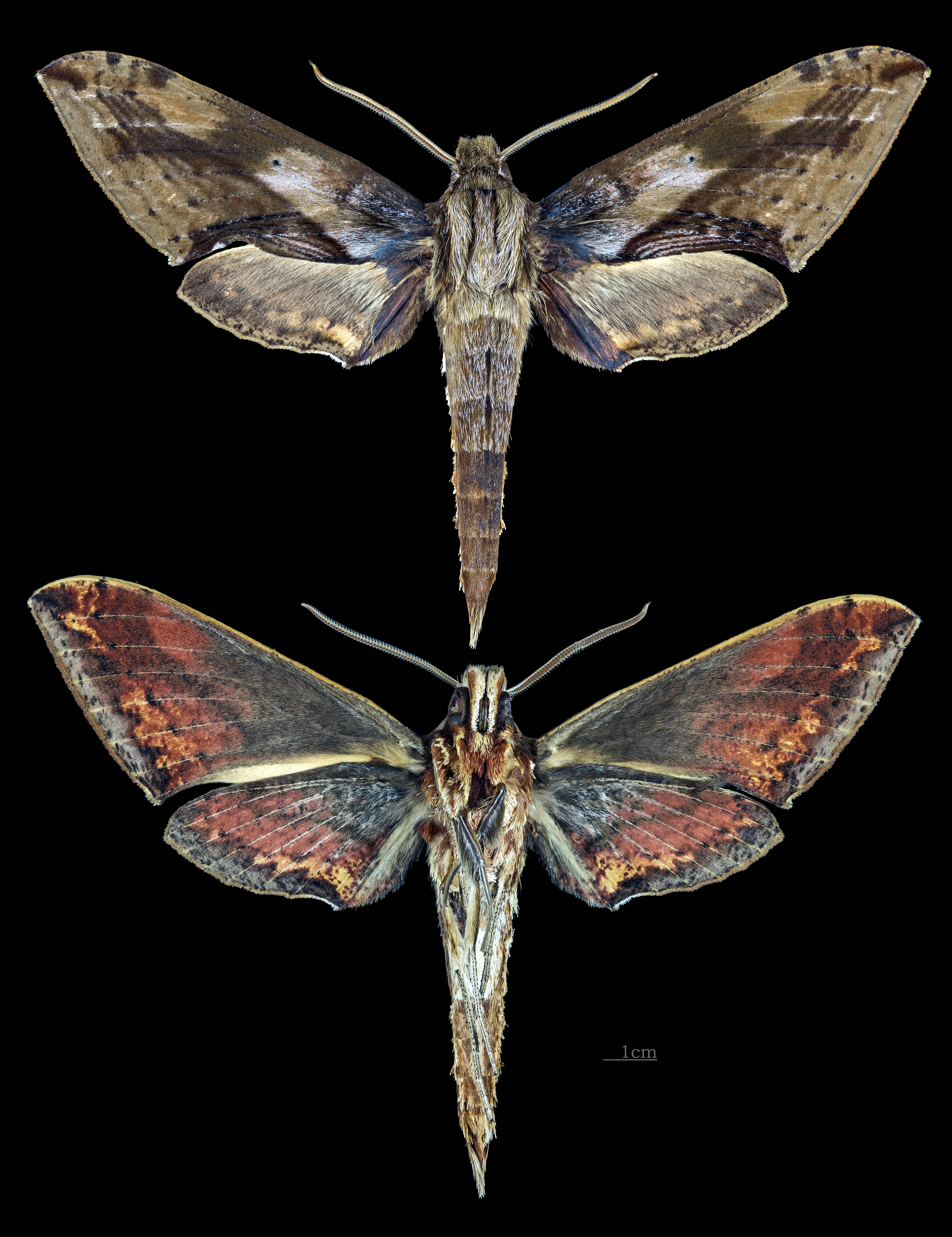
Xylophanes rhodina
Xylophanes rhodochlora
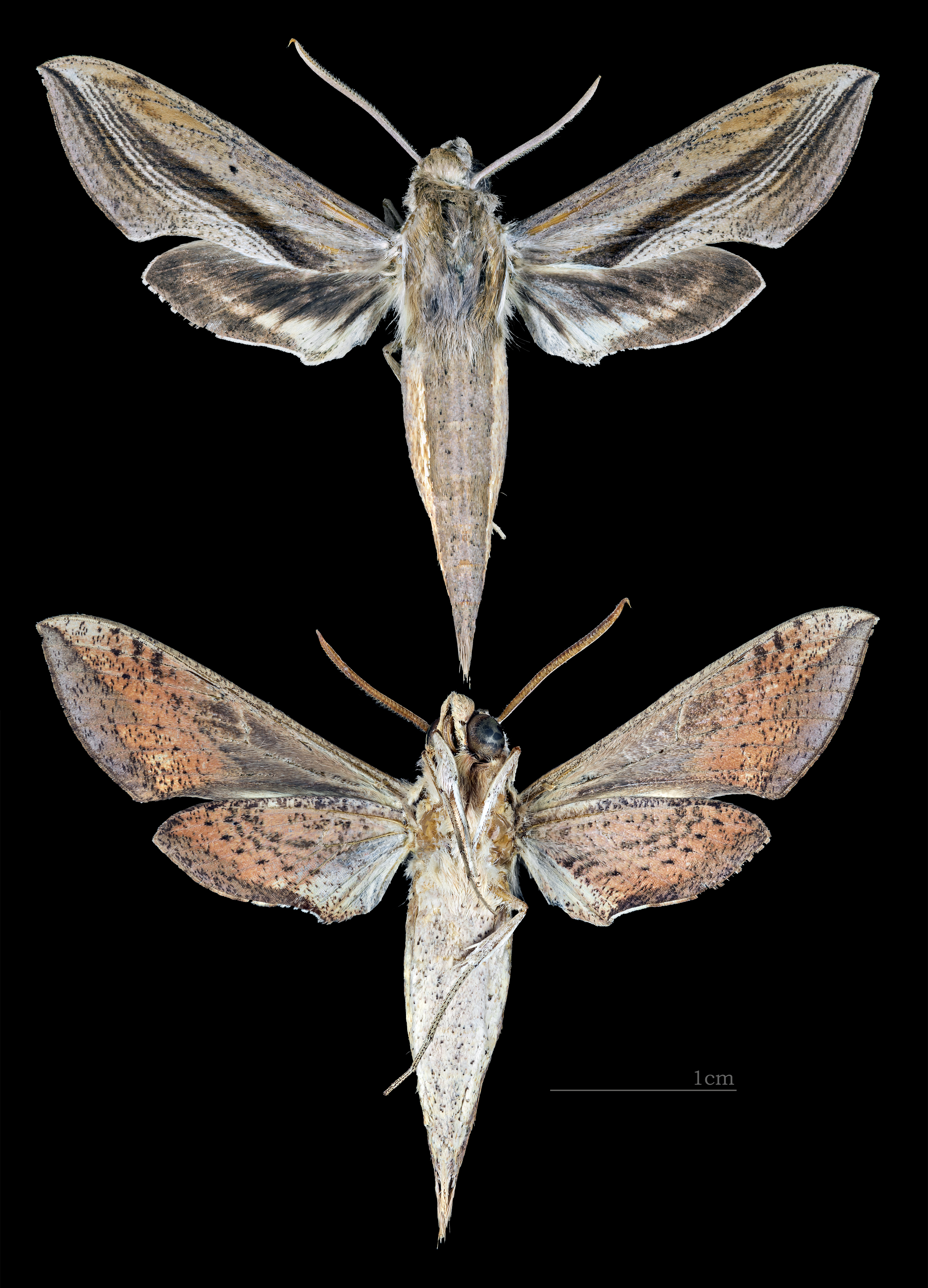
Xylophanes robinsonii
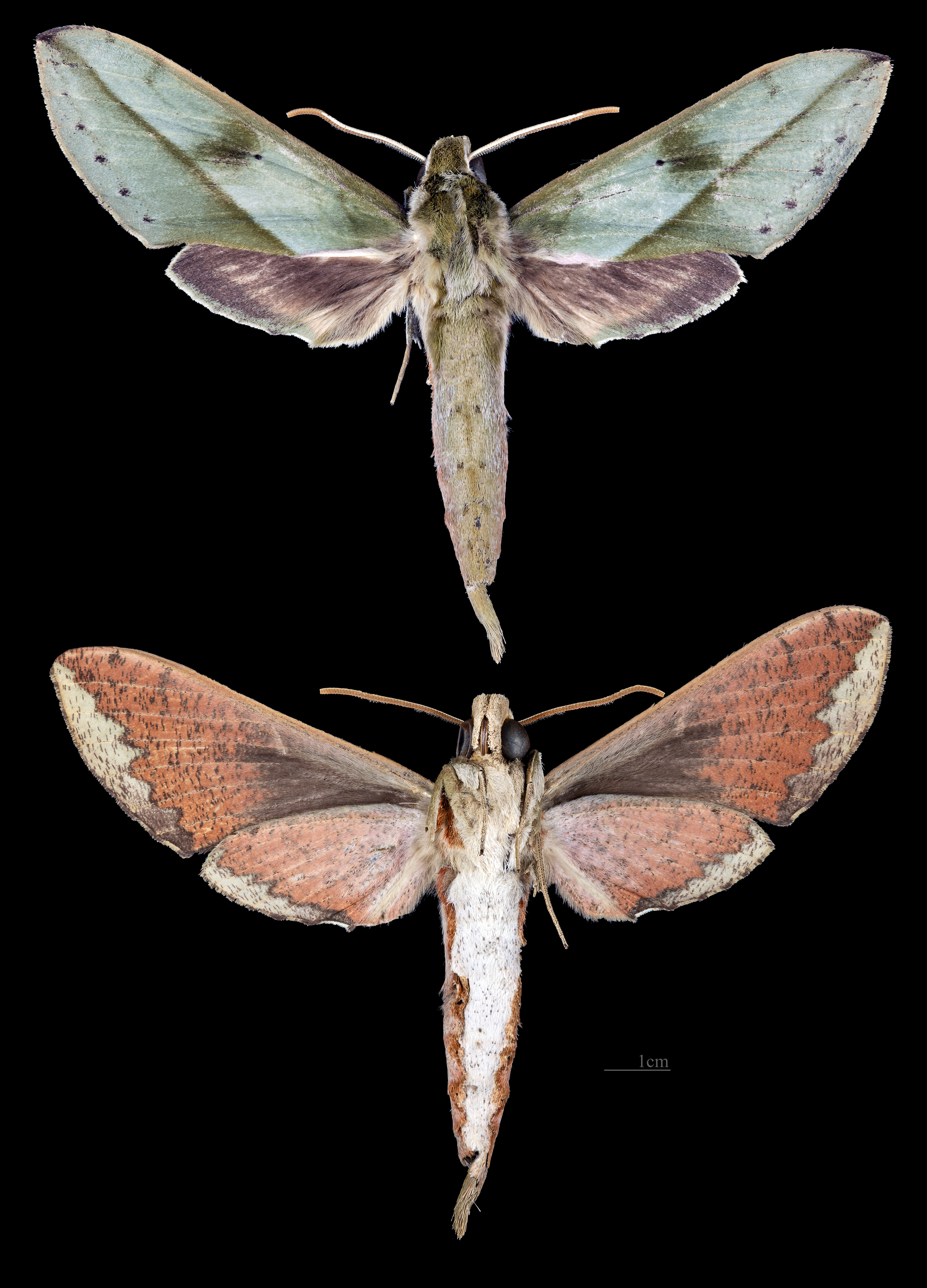
Xylophanes rothschildi
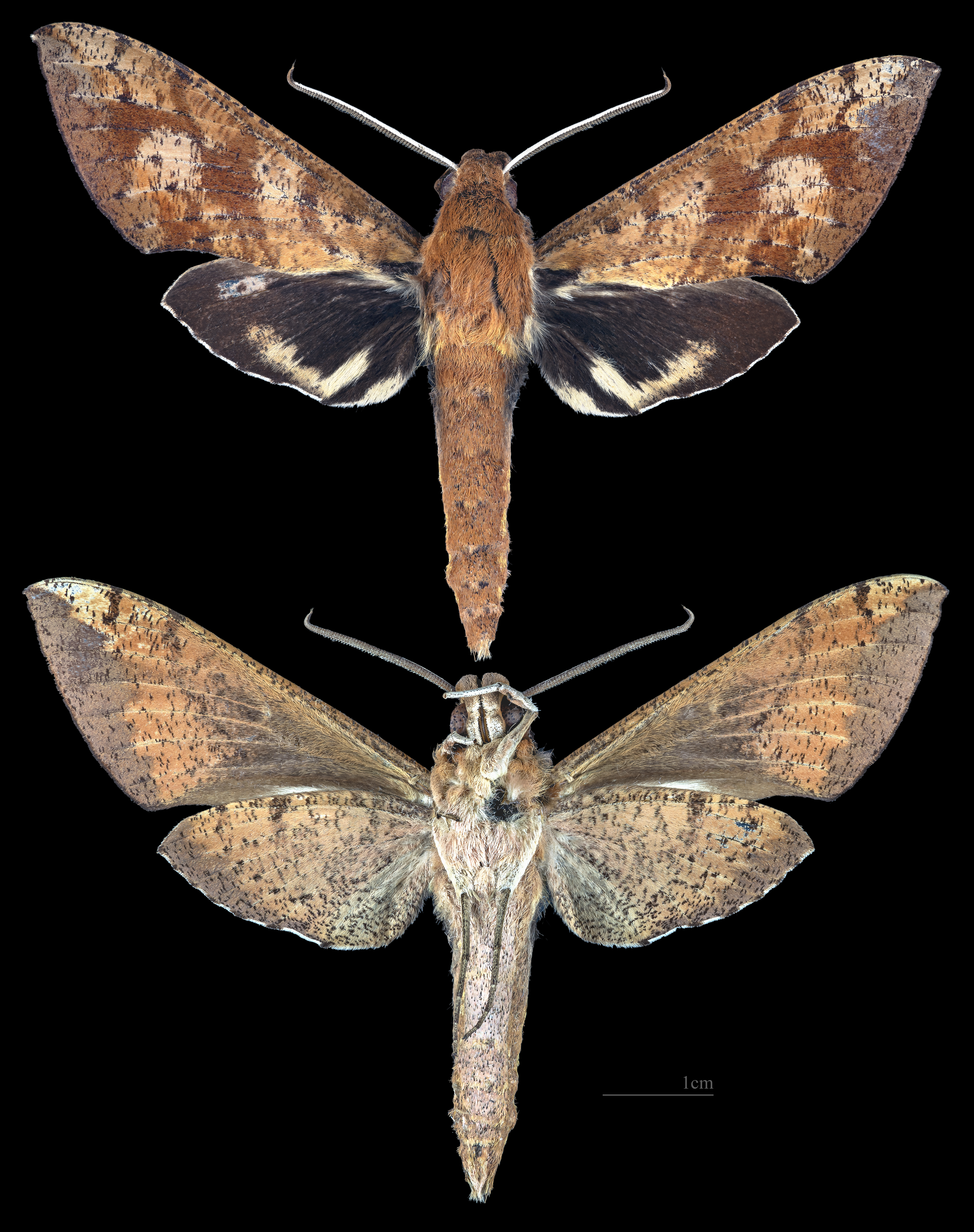
Xylophanes rufescens
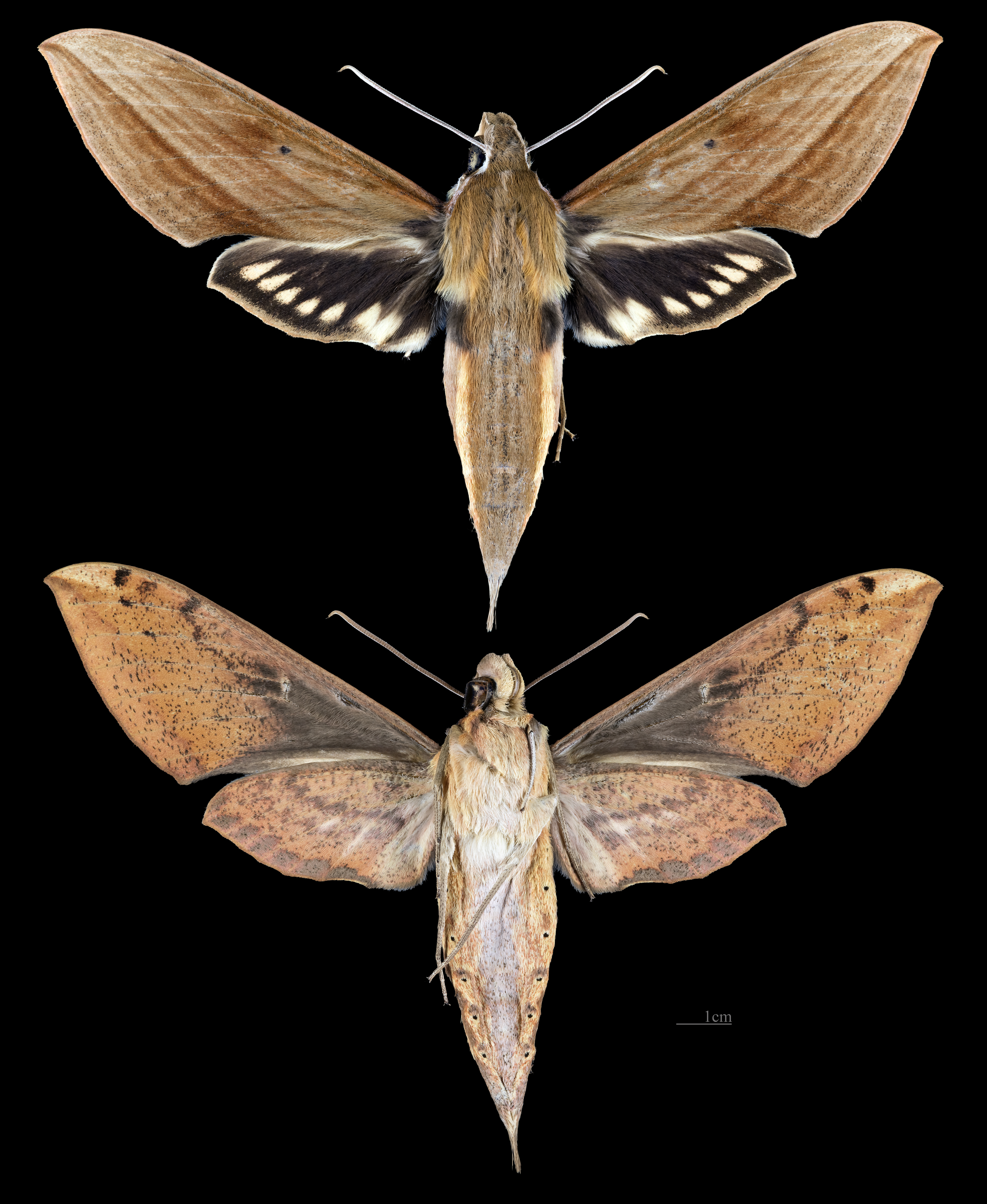
Xylophanes sarae
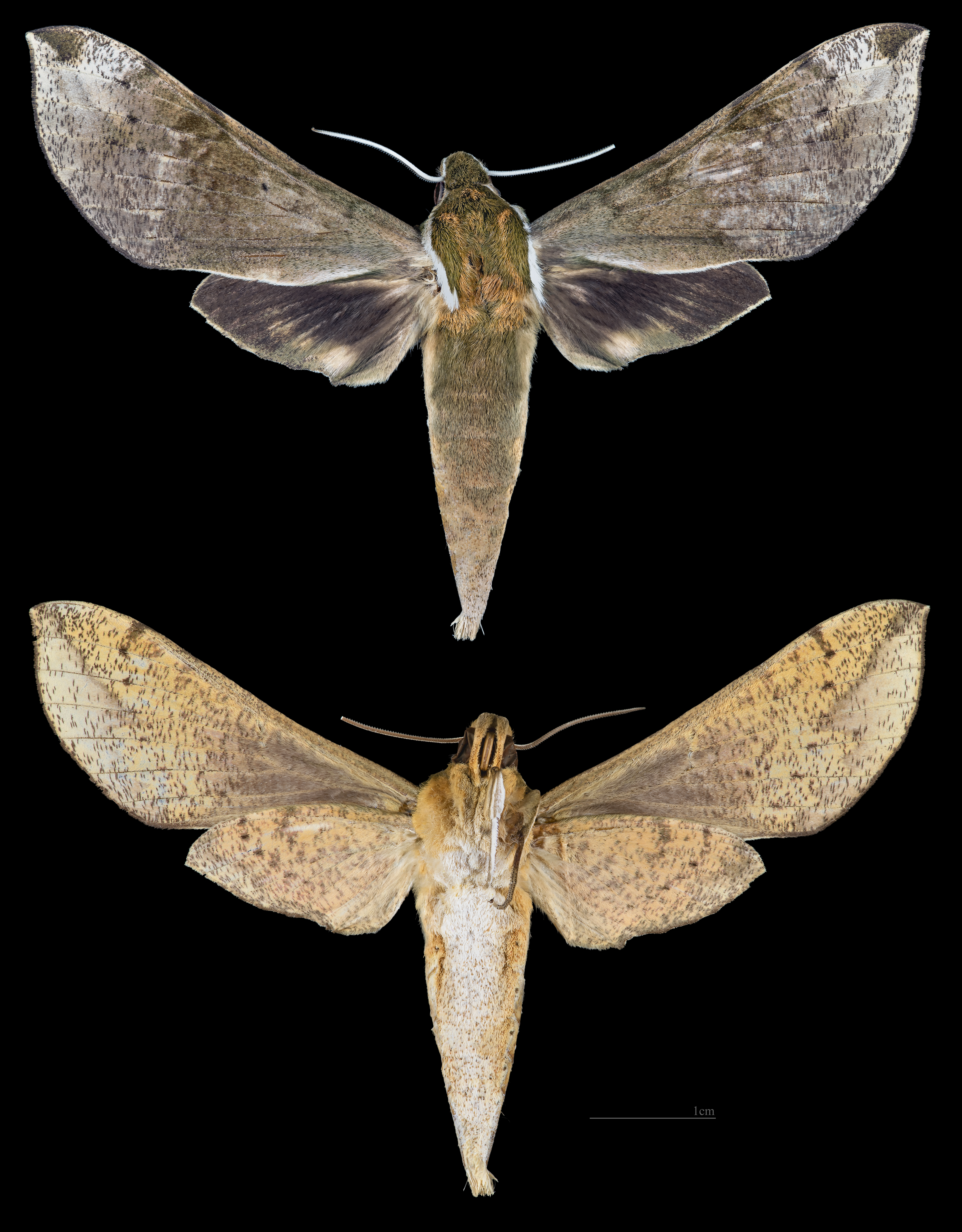
Xylophanes schausi
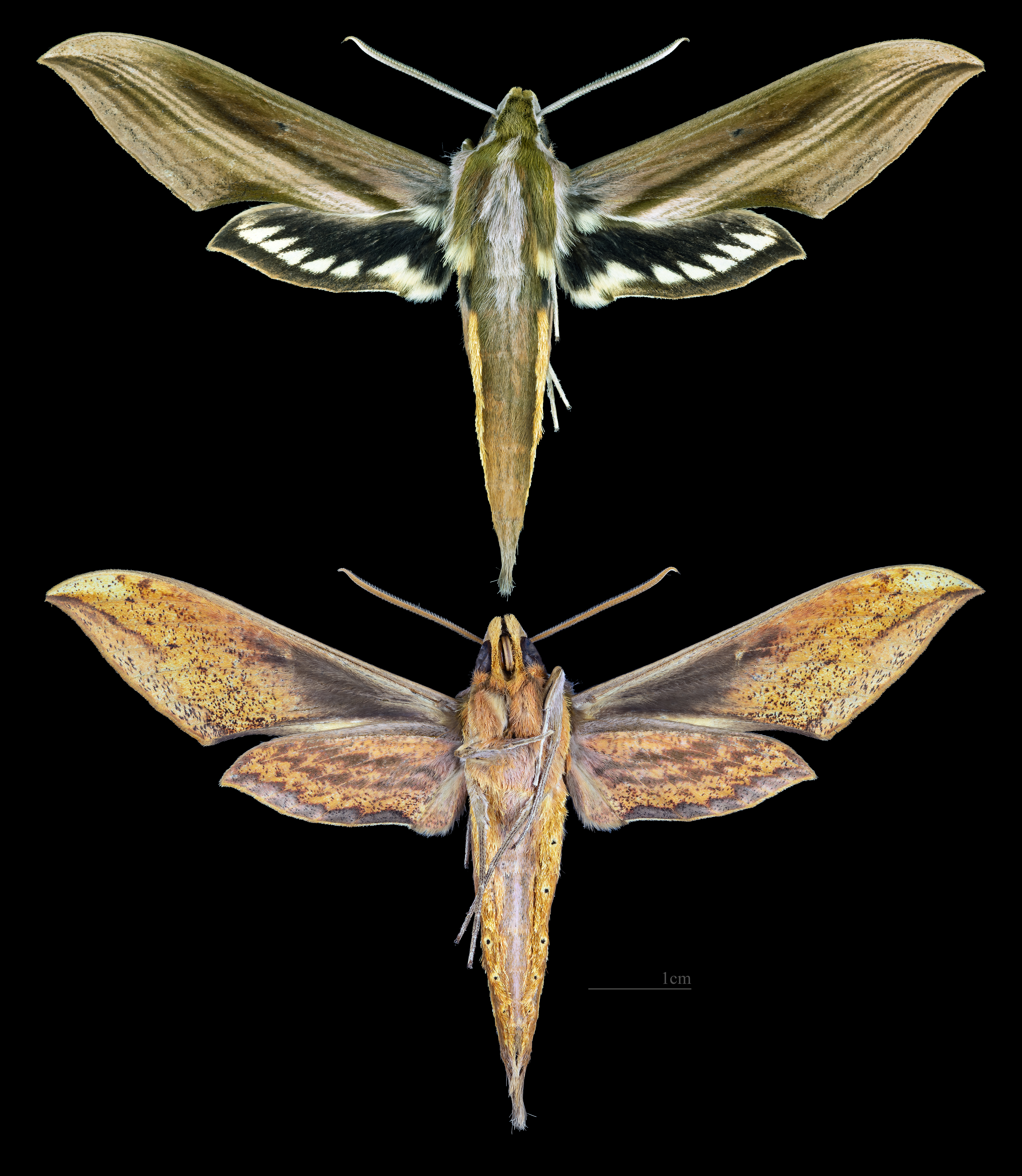
Xylophanes schreiteri
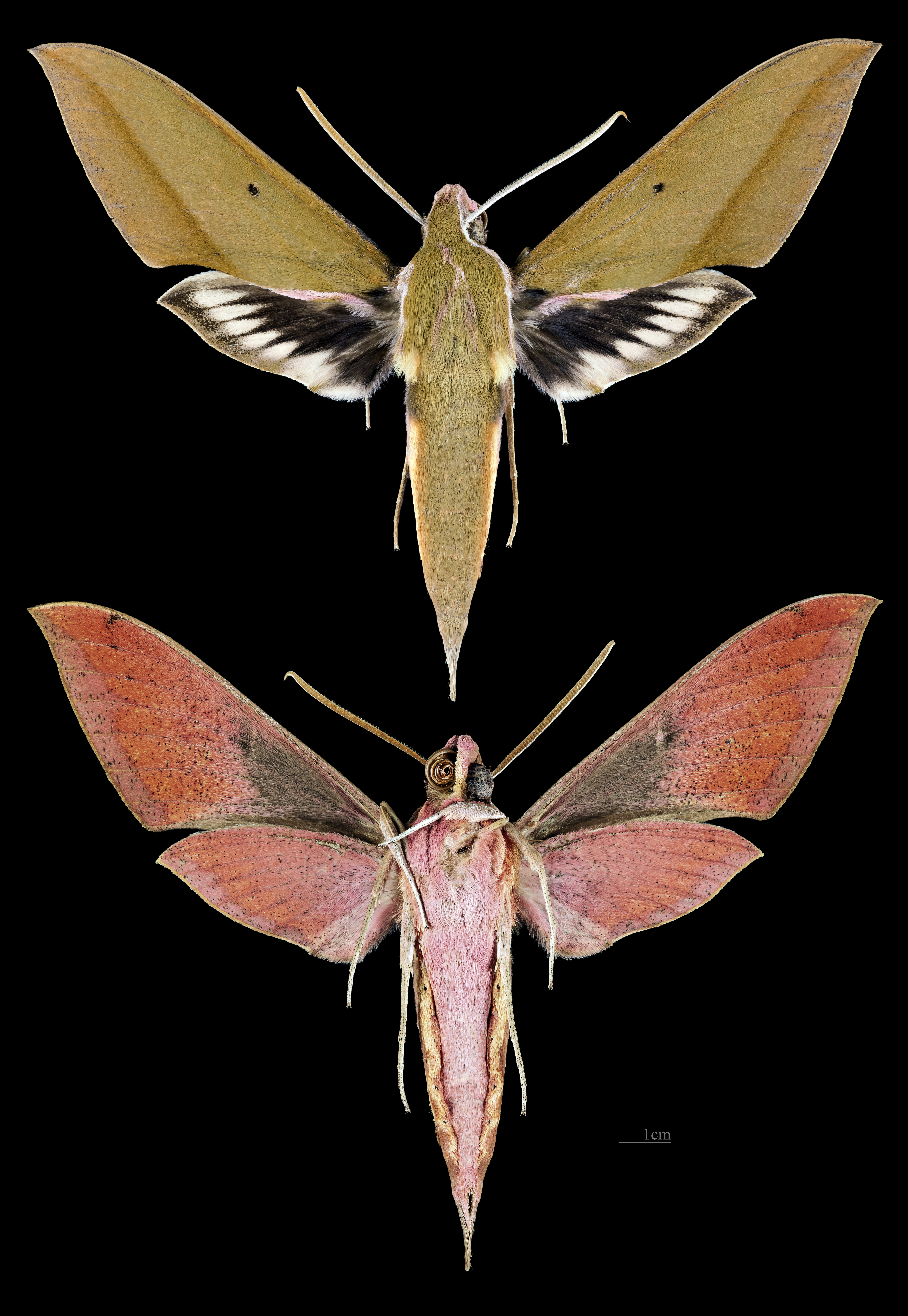
Xylophanes schwartzi
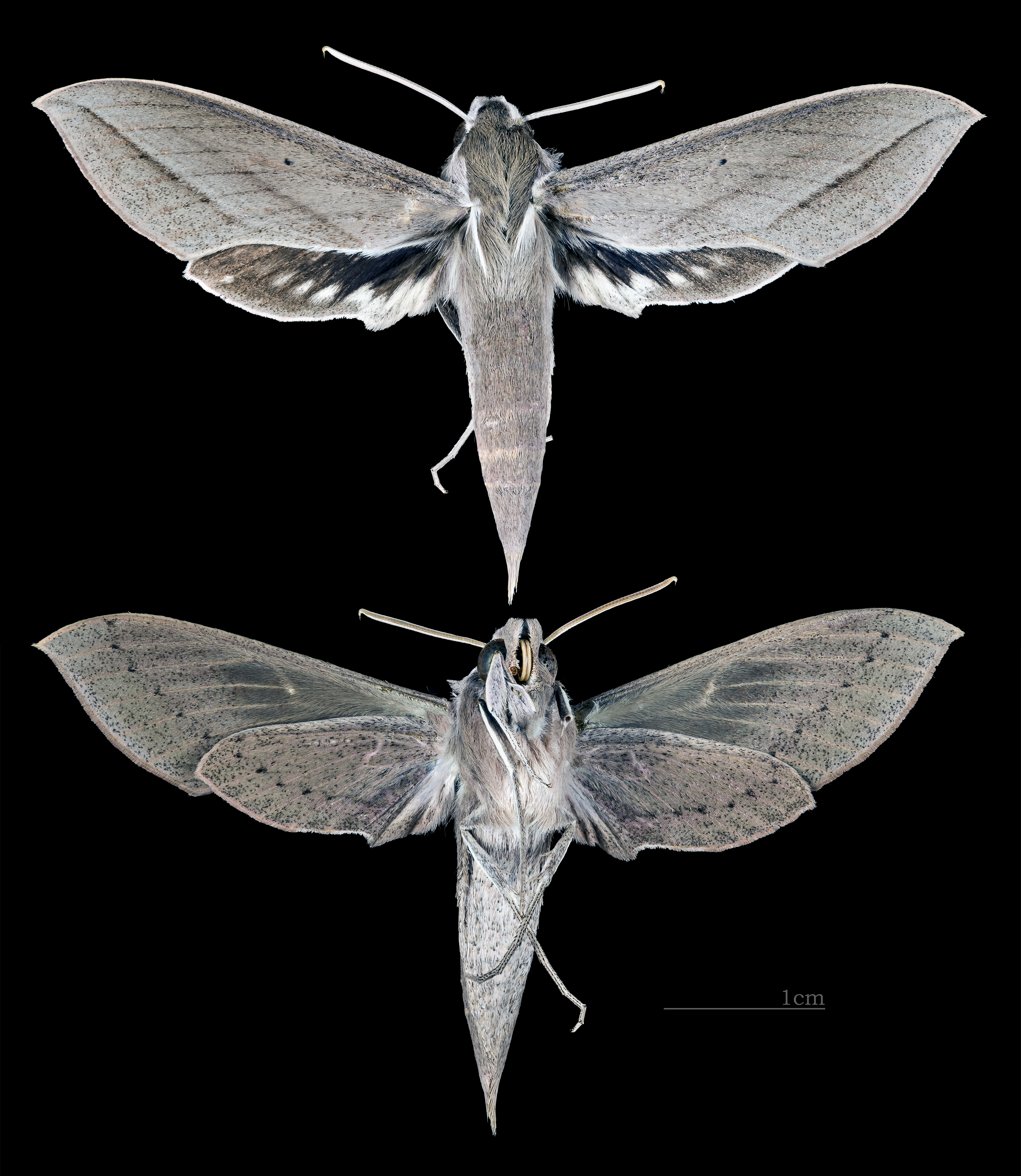
Xylophanes suana
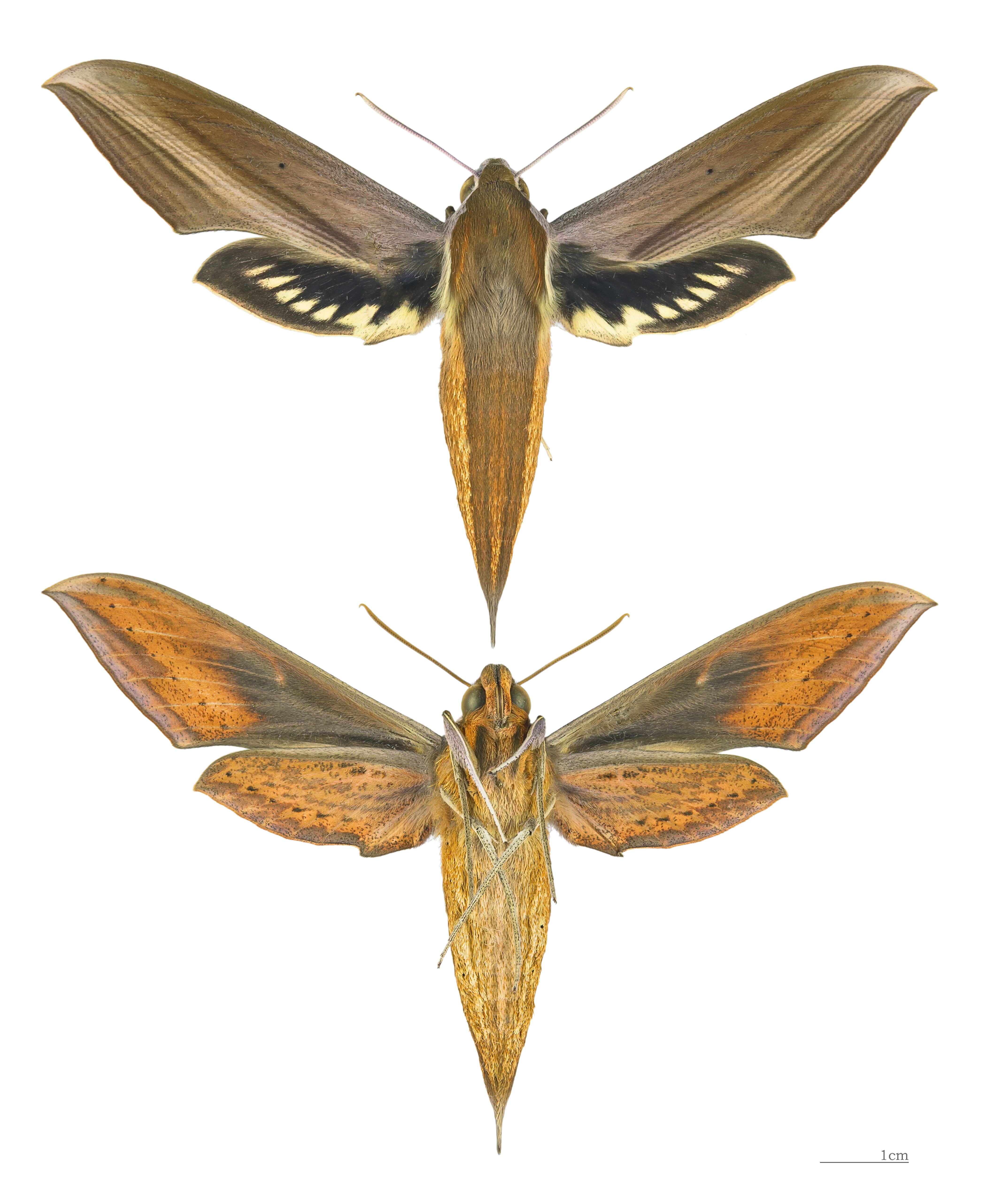
Xylophanes tersa
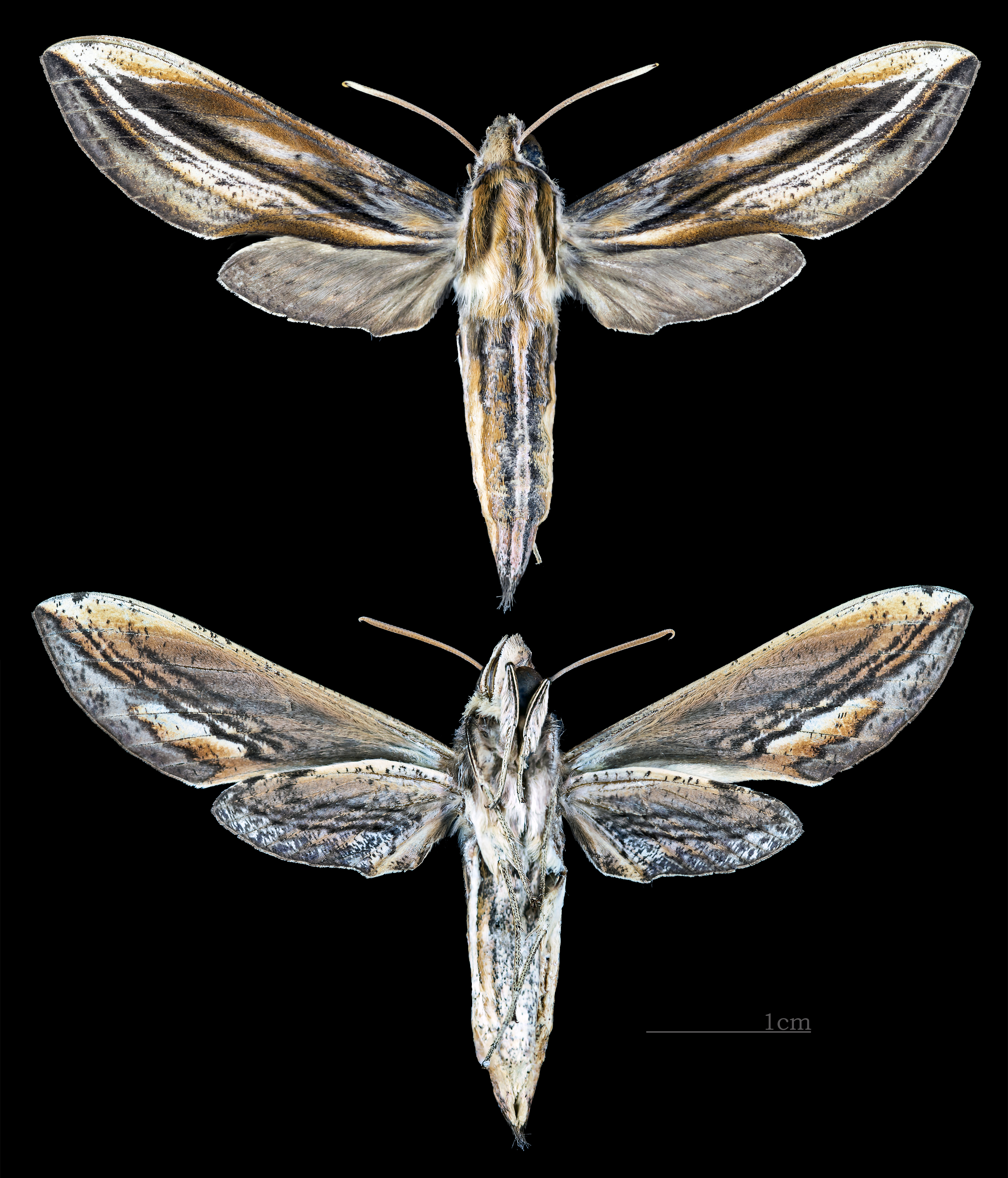
Xylophanes thyelia
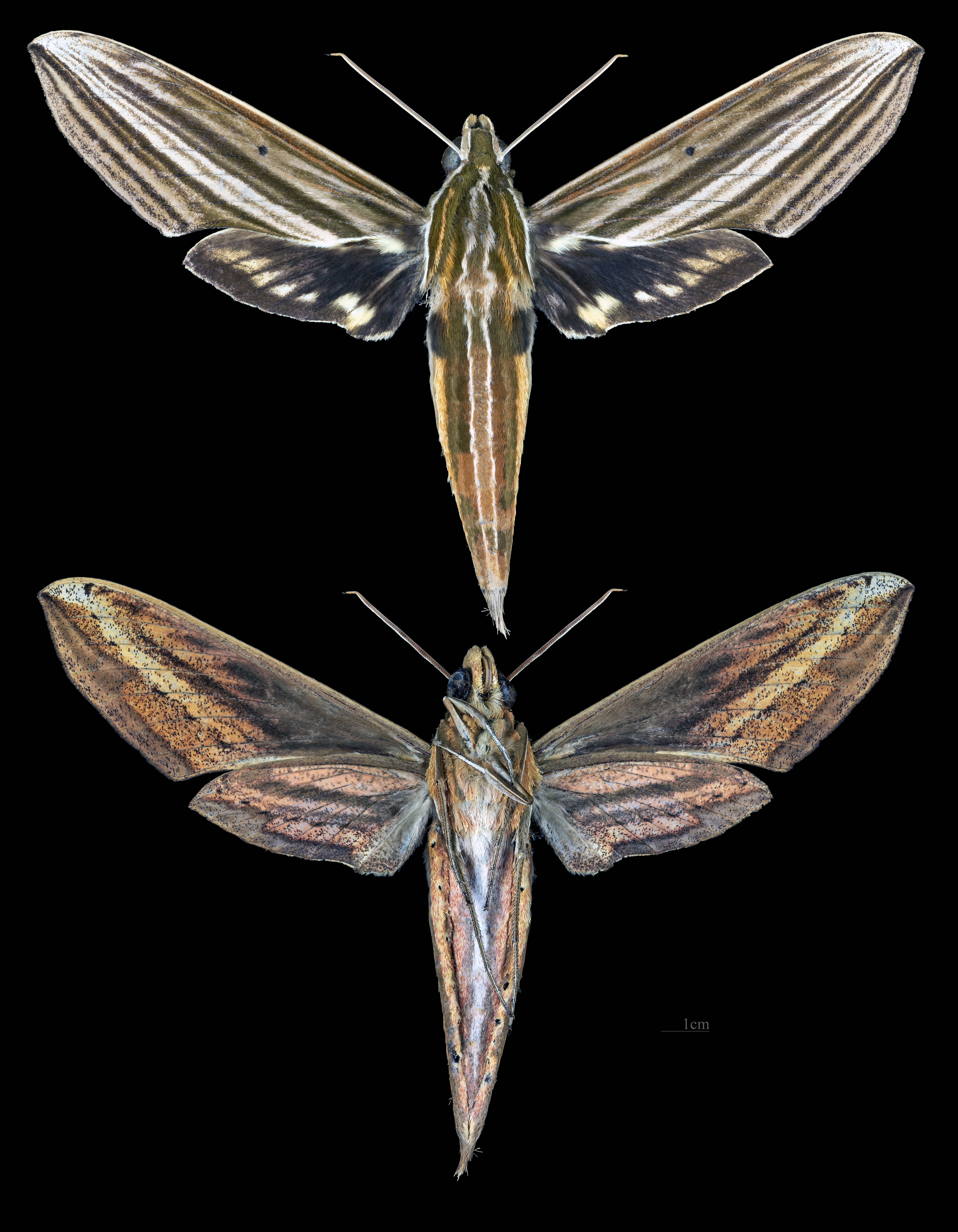
Xylophanes titana
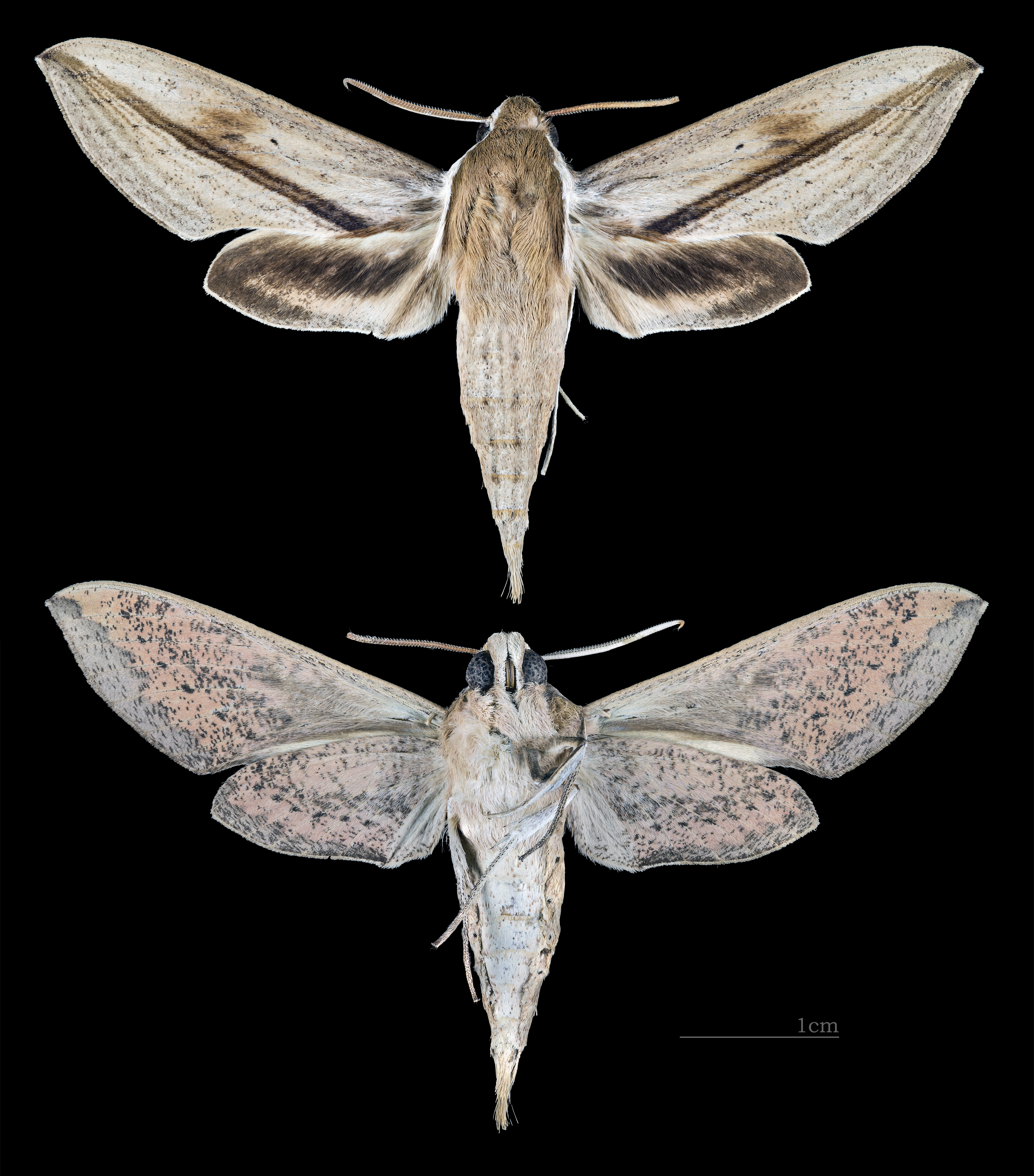
Xylophanes turbata
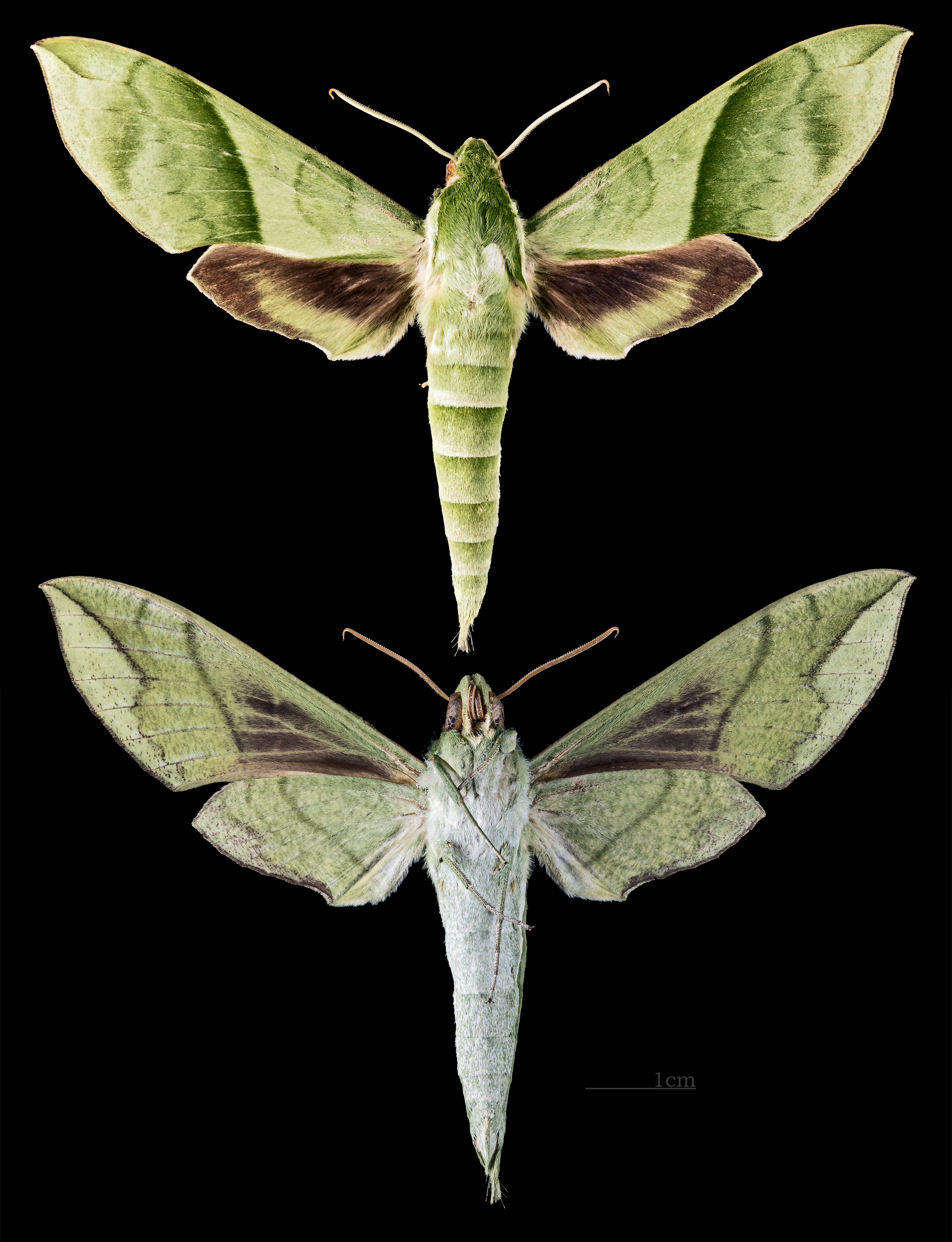
Xylophanes tyndarus
Xylophanes undata
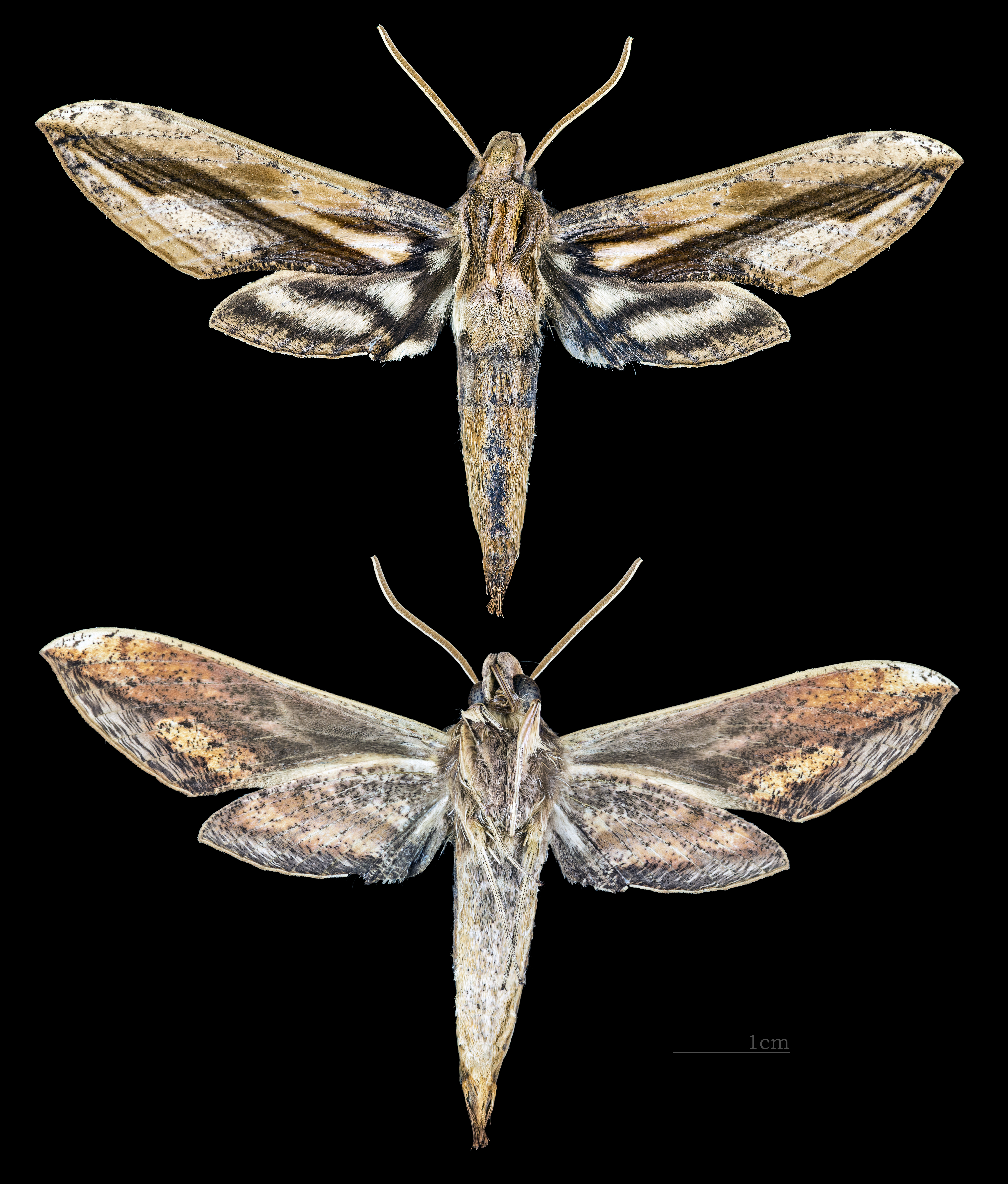
Xylophanes xylobotes
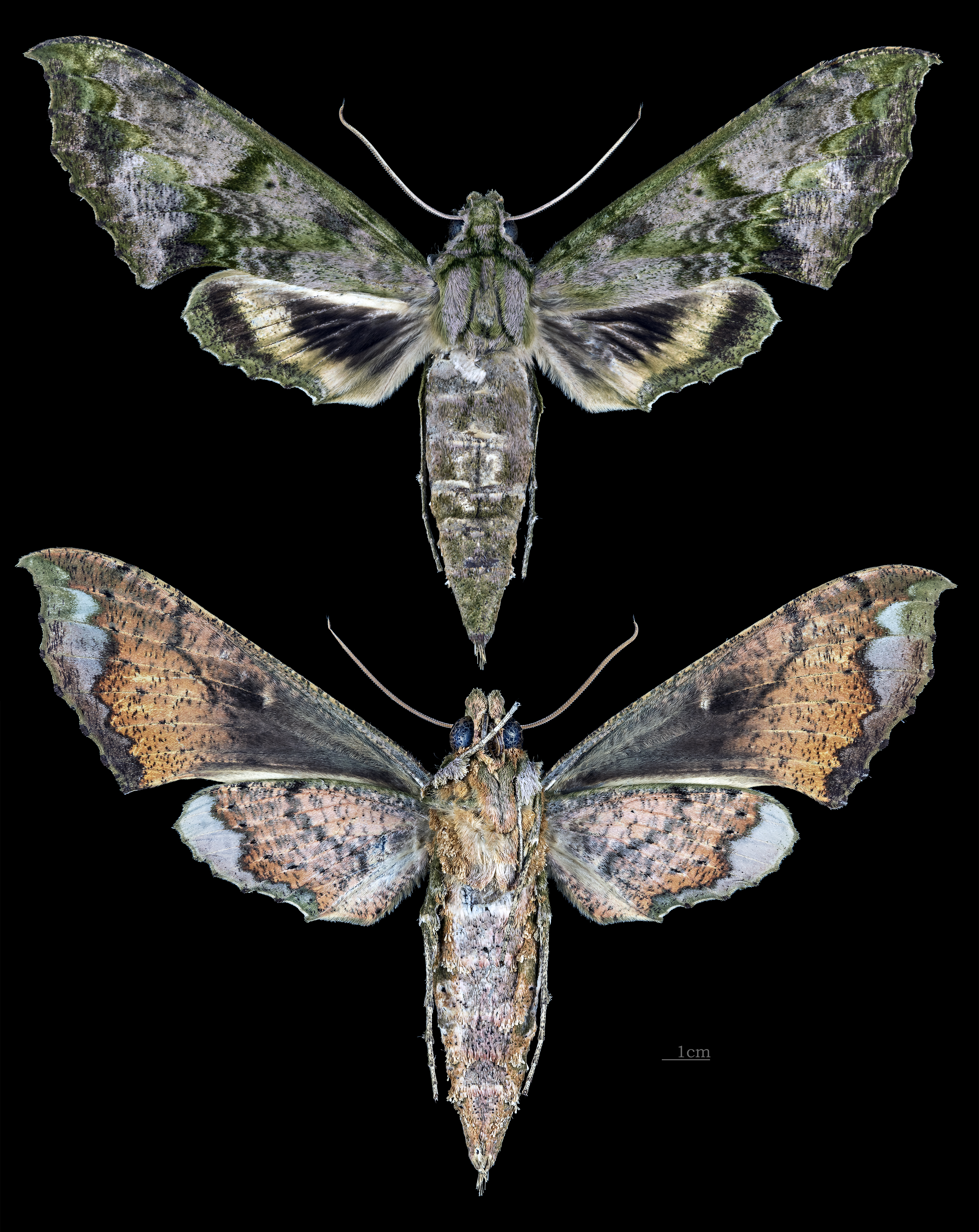
Xylophanes zurcheri